# Поселення чужоземців у Кобе
Поселення чужоземців у Кобе (яп. 神戸外国人居留地, Kōbe gaikokujin kyoryūchi), знане під скороченою назвою як поселення Кобе, — засноване на підставі договорів Ансей поселення чужоземців, що діяло з 1 січня 1868 року до 16 липня 1899 року в селі Кобе (яп. 神戸村), приблизно за 3,5 кілометри на схід від порту Хіого. Тепер це район Чюо міста Кобе (Японія).

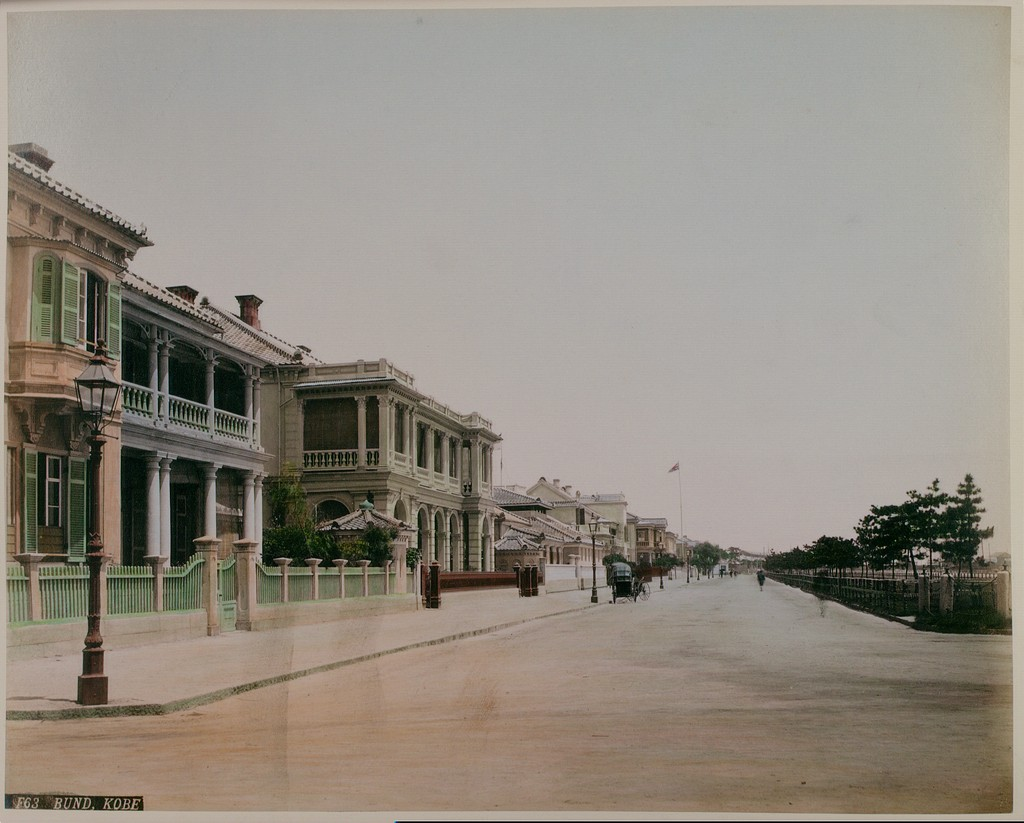
Міський пейзаж поселення чужоземців (Набережна (Кобе), приблизно 1885 рік)

Поселення мало площу 78 000 цубо (приблизно 25,8 гектарів). Обмежувалось річкою Ікута (згодом Фуравародо) на сході, річкою Кой (яп. 鯉川) (згодом — магістраль Койкавасуджі) на заході, морем на півдні та шляхом Сайґоку Кайдо (згодом — лінія Ханадокей (яп. 花時計線)) на півночі. В основі забудови лежав раціональний містобудівний план, завдяки якому його називали «найкраще спланованим поселенням чужоземців на Сході». Частина адміністративних та фінансових повноважень здійснювалася за принципом екстериторіальності, а управляли поселенням органи самоврядування на чолі з чужоземними резидентами. Управління відбувалося гладко, а взаємини між японцями та чужоземцями оцінюють як загалом доброзичливі. Поселення квітло як база зовнішньої торгівлі та брама західної культури, а його економічний і культурний вплив поширювався ще й на навколишні території.

## Історія

### Відкриття для зовнішньої торгівлі порту Хіого

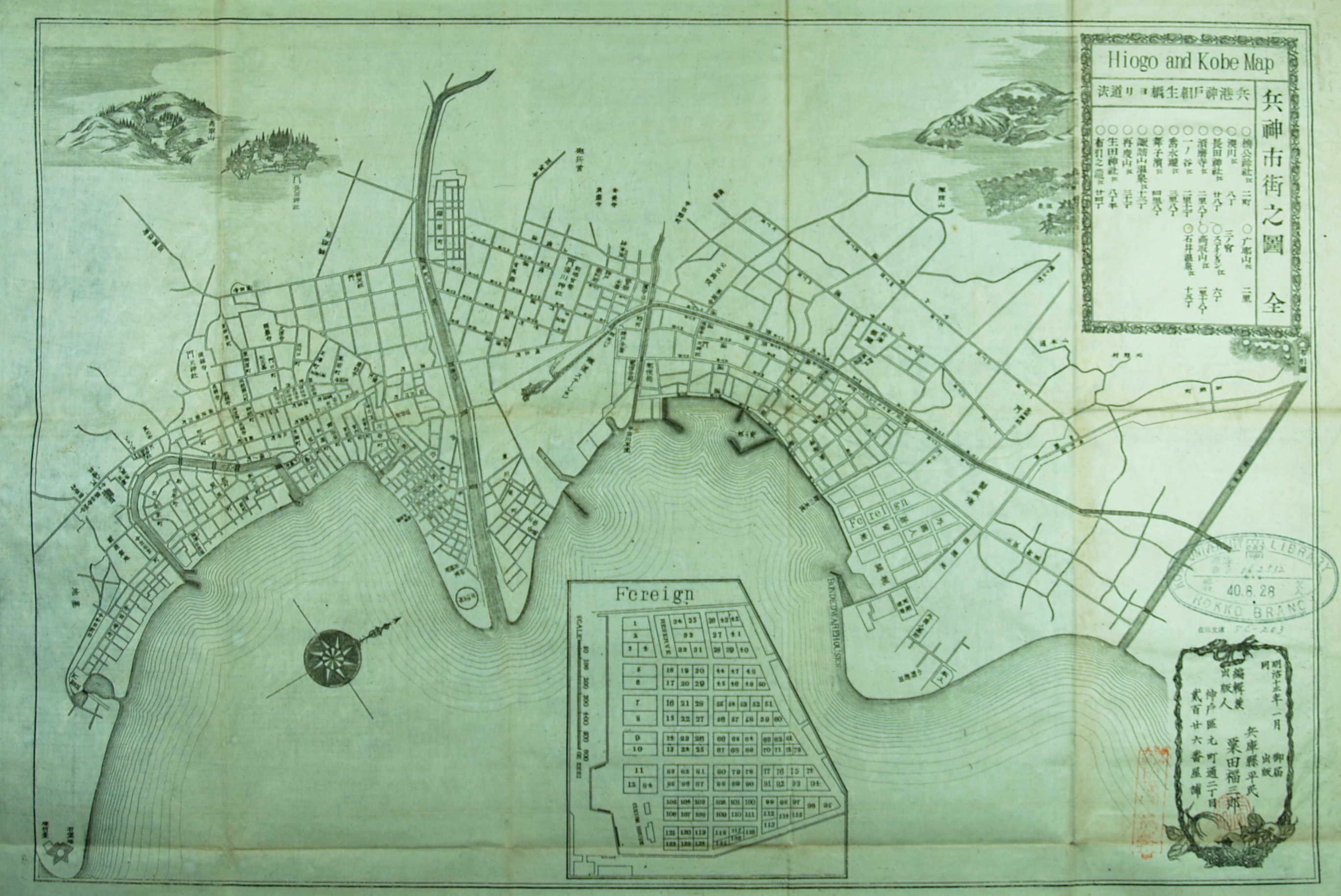
Мапа міст Хіого та Кобе 1879 року. На схід від Мінато (річка, префектура Хого) (найбільша річка) розташоване поселення чужоземців, на захід від неї — старий порт Хьоґо.

29 липня 1858 року сьоґунат Едо уклав зі США договір про дружбу та торгівлю. У 6-й статті цього договору сьогунат визнав консульську юрисдикцію США в Японії. Стаття 3 передбачала відкриття порту Хіого (колишній порт Овада-но Томорі) як договірного порту, а також надання чужоземцям певної території (поселення чужоземців) для проживання та економічної діяльності. Невдовзі сьогунат підписав подібні договори, знані як Договори Ансей, із Нідерландами, Росією, Великою Британією та Францією. Позаяк ці договори не одержали схвалення імператорським дозволом, то, після переговорів з чужоземними державами, відкриття порту перенесли на п'ять років, до 1 січня 1868 року. Придворні імператорського палацу в Кіото були проти того, щоб порт розташовувався так близько від нього, і навіть після того, як угоди Ансей було затверджено імператорським дозволом від 22 грудня 1865 року, на відкриття самого порту все-одно не було дозволу. 26 червня 1867 року, коли до запланованого за договором відкриття порту залишалося шість місяців, нарешті надійшов імператорський дозвіл.
Ще до з'яви імператорського дозволу сьогунат вів переговори з кількома державами щодо відкриття договірних портів, і 16 травня 1867 року він уклав з Великою Британією, США та Францією "Домовленість про створення чужоземних поселень у портах Хіого та Осака". Стаття 1 цієї домовленості передбачала, що "для громадян всіх країн, що уклали договори з японським урядом, буде створено поселення між містом Кобе (селом Кобе) та річкою Ікута ...". Конкретним місцем розташування чужоземного поселення стало село Кобе (яп. 神戸村), приблизно за 3,5 км на схід від порту Хіого. Тим часом на узбережжі села Кобе побудовано нову гавань, яку відкрили для чужоземних держав. Імператорським указом від 1892 року цю гавань названо "порт Кобе" (яп. 神戸港, Kōbe-kō).
Не існує документів, які б докладно пояснювали чому замість старого місцевого порту Хіого відкрили новий порт Кобе. Однак існує кілька припущень. Тошіо Кусумото припускає, що сьогунат взяв до уваги бажання місцевого населення триматися якомога далі від чужоземців і, щоб уникнути конфліктів, не став відкривати вже й без того велелюдний та квітучий порт Хіого. Крім того, як припускають і автори Shinshū Kōbe Shishi: Rekishi-hen 3, і Тошіо Кусумото, легше було гарантувати безпеку в місцевості навколо села Кобе порівняно з більш густонаселеними околицями порту Хіого, а ще це дозволяло повторно пустити в дію приміщення Військово-морського навчального центру Кобе, закритого в 1865 році. У листопаді 1865 року супровідник британського посланника Гаррі Сміта Паркса проводив вимірювання глибини вод в околицях порту Хіого. Він так писав про місце запланованого поселення чужоземців, «дещо віддалене від центру старого міста Хіого»: «звідси відкривається вигляд на невелику бухту, глибина якої дозволяє їй стати чудовою природною якірною стоянкою». Тошіо Кусумото припускає, що йдеться саме про село Кобе, тобто чужоземні держави теж бачили це місце придатнішим, ніж наявний порт Хіого. Хай там як, а 1892 року територія порту Кобе розрослася так, що старий порт Хіого увійшов до його складу.
Конкретне місце розташування поселення чужоземців було визначено в межах села Кобе, оточене з трьох боків водою (річкою Ікута на сході, річкою Кої на заході та морем на півдні), а на півночі воно межувало зі шляхом Сайгоку Кайдо (майбутня лінія Ханадокей). Його площа становила 78 000 цубо (приблизно 0,26 км 2). Автори Shinshū Kōbe Shishi вважають, що цей вибір "свідчить про намагання сьогунату звести до мінімуму контакти між чужоземцями та японцями".

### Будівництво та адміністрування

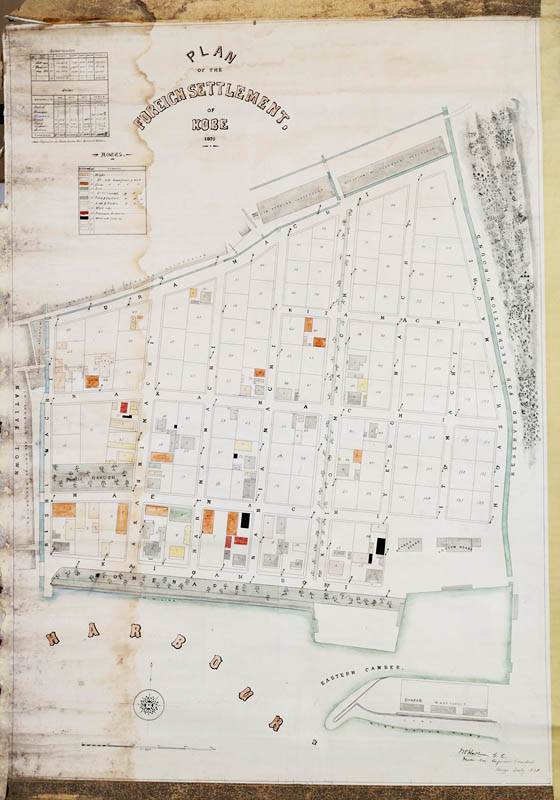
План поселення чужоземців Кобе, 1870 рік

Сьогунат Едо призначив Шібату Такенаку магістратом Хіоґо, і цим поклав на нього відповідальність за створення порту та поселення чужоземців. Прибувши до села Кобе, Шібата негайно взявся керувати будівництвом, однак на 1 січня 1868 року, коли порт мав відкритись, усе, що було готово, — це митниця, три причали та три склади. А саме в цей час влада переходила від сьогунату до уряду Мейдзі, і 9 листопада 1867 року державна влада повернулася імператорові. Спочатку обов'язки, пов'язані з будівництвом порту, залишалися за сьогунатом Едо, однак 3 січня, тобто через два дні після відкриття порту, оголошено Указ про реставрацію Імператорського правління. 27 січня військо сьогунату зазнало поразки в битві при Тоба-Фушімі, і Йошінобу відступив із замку Осака до міста Едо. Шібату теж відкликали до Едо, тому будівництво довелося призупинити. А завершував будівництво вже уряд Мейдзі.
Політика уряду Мейдзі полягала в тому, щоб не давати чужоземцям права власності на землю, а натомість земельні ділянки в межах поселення їм віддавали в безстрокову оренду. Орендарі визначалися за допомогою аукціону. Безстрокова оренда тривала до 1942 року, тобто навіть після повернення поселення Японії. Приблизно половину прибутку від аукціону забрав собі уряд, а решта надійшла в спеціальний фонд експлуатаційних витрат, що перебував у розпорядженні муніципальної ради (яп. 居留地会議, Kyoryūchi Kaigi), яку уряд визнав найвищим законодавчим органом у поселенні. Органи самоврядування, якими керували самі поселенці, продовжували працювати до скасування договірного поселення. За приблизно 30 років управління поселенням не відбулося якихось особливих інцидентів, а взаємини між японцями та чужоземцями оцінюють як загалом доброзичливі. Однак японцям було заборонено проживати в межах поселення, і доступ туди теж був обмежений.
У відповідь на затримку будівництва поселення, уряд Мейдзі дозволив чужоземцям жити за його межами, — в районі між річкою Ікута на сході, річкою Удзі на заході, південним берегом поселення на півдні, і горами на півночі. Ця територія мала назву "зона змішаного проживання” (яп. 雑居地, zakkyochi) і теж існувала до ліквідації поселення.

### Розбудова поселення та його околиць
На природному березі поблизу села Кобе просувалося будівництво нового порту. З квітня до липня 1868 року між річками Ікута та Удзі побудовано чотири нові причали, а 1871 року завершилося будівництво хвилерізів і розширення причалів. З 29 квітня до 26 липня 1871 року тривали роботи з перенаправлення річки Ікута, які дозволили не лише відвернути шкоду від повеней в околицях поселення, а й запобігли утворенню наносів у фарватері гавані. Це стало підґрунтям пізнішої репутації порту Кобе як доброї природної гавані.
Після відкриття порту поселення облаштовано відповідно до раціонального міського плану, приблизно 1872 року побудовано дороги й дренажі, так що утворилася мережа вулиць: 8 — з півдня на північ і 5 — зі сходу на захід. Аукціон на оренду землі завершився 7 лютого 1873 року. Міський план поселення дозволив газеті The Far East у статті від 17 квітня 1871 року оцінити його як «найкраще розплановане поселення чужоземців на Сході». Натомість забудова його околиць аж ніяк не була плановою. На північному сході поставали фабрики, якими керували чужоземці, на заході відкривалися компанії та банки, на північному заході формувався китайський квартал. Разом з розбудовою поселення зростала й кількість населення в його околицях, і вся ця місцевість ставала хаотичною міською забудовою.
На момент заснування поселення чужоземців, у селі Кобе жило приблизно 3600 осіб, а вже станом на 1889 рік, коли внаслідок злиття з околицями утворилося місто Кобе, його населення зросло до близько 134 700 осіб. На початку 1890-х років місто утворило єдиний масив з околицями порту Хіоґо. Тим часом більшало й чужоземних резидентів: якщо станом на 1871 рік тут було приблизно 400 громадян Англії, Німеччини, Франції, Голландії та Цінського Китаю, то 1890 року — вже понад 2000 осіб.

### Повернення поселення Японії

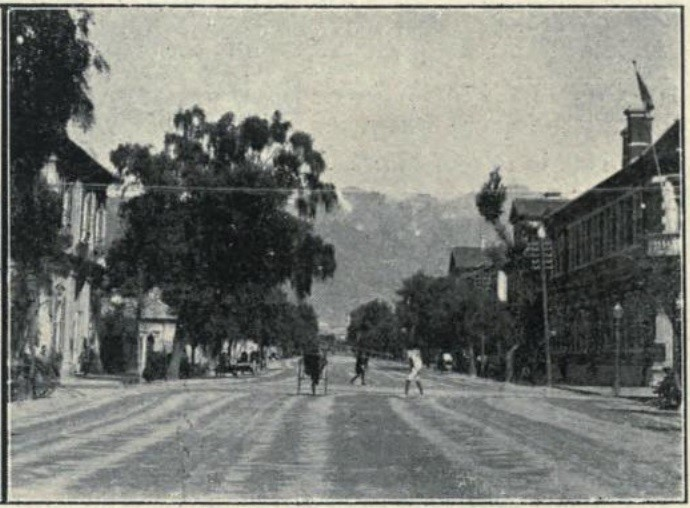
Приблизно наприкінці періоду Мейдзі

Прагнучи змінити умови нерівноправних угод Ансей, що їх уклав був сьогунат, уряд Мейдзі запровадив політику вестернізації. В рамках її здійснення в токійській залі Рокумейкан відбувалися численні бали, і в Кобе їх теж заходилися проводити. 1887 року губернатор Осаки і префект Хіого організували бал під назвою "Небачений вечір у Кобе" (яп. 神戸未曾有の大夜会). Він відбувся у спортивній залі, що належала Клубу регати та спорту Кобе (KRAC).
1894 року уряд Мейдзі уклав з Англією договір про торгівлю та мореплавання, що передбачав скасування консульської юрисдикції та повернення поселення чужоземців Японії. Далі уряд уклав договори такого самого змісту ще з 14-ма країнами, зокрема США та Францією. Вони набрали чинності 17 липня 1899 року, і цього дня поселення чужоземців Кобе повернулося Японії. Поселення приєднали до складу міста Кобе, а його адміністративну та фінансову автономію, визнану, було, за чужоземцями, скасували. Японцям було дозволено вільно в'їжджати і проживати в цьому районі. Внутрішня поліція поселення, яку організувала була муніципальна рада, припинила існування, а його пожежна команда, яку організували були самі жителі, перейшла під контроль міста як звичайна пожежна команда. Керівництво поселенням перейшло від найвищої посади в муніципальній раді (голови виконавчого комітету (яп. 行事局, gyōji-kyoku)) до уповноважених членів уряду міста та префектури. На місці старої будівлі муніципальної ради зведено місцевий поліційний відділок, а чужоземцям дозволено створити Дорадчий комітет (яп. 相談委員会) (згодом Міжнародний комітет Кобе (яп. 神戸国際委員会)), щоб запобігти конфліктам через втрату екстериторіальності. У такий спосіб уряд виявив увагу і до чужоземців.
1907 року, після повернення поселення Японії, ухвалено рішення про початок масштабних реновацій, завдяки яким Кобе скоро став головним зовнішнім торговим портом Японії. Ці роботи розпочалися 1908 року.

### Спори щодо безстрокової оренди
Як згадано вище, політика уряду Мейдзі полягала в тому, щоб не давати чужоземцям права власності на землю, а натомість земельні ділянки в межах поселення їм віддавали в безстрокову оренду. Ця оренда тривала навіть після повернення поселення Японії, однак Японія ввела ще й податок на приміщення, розташовані на цій землі. Чужоземці висловили рішучий протест проти такого подвійного оподаткування, і 1902 року уряд Японії подав справу до Постійної палати третейського суду. 1905 року суд відхилив клопотання Японії й заборонив стягувати будь-які податки на приміщення, розташовані на землі, що перебувала в безстроковій оренді.
Неспроможний збирати податки, 1933 року уряд міста Кобе почав робити кроки щодо скасування безстрокової оренди. У вересні 1936 року він зібрав конференцію з містами Йокогама та Нагасакі, що зіткнулися з подібними проблемами, і разом вони розпочали переговори з чужоземними державами. У березні 1937 року досягнуто домовленості про обмін 1 квітня 1942 року договорів оренди на права на землю, а натомість земля звільнялася від оподаткування на п'ять років від моменту обміну.
Хоча за договором поселення офіційно повернули Японії 17 липня 1899 року, його історію ведуть до часу повного скасування 1 квітня 1942 року.

### Після повернення Японії

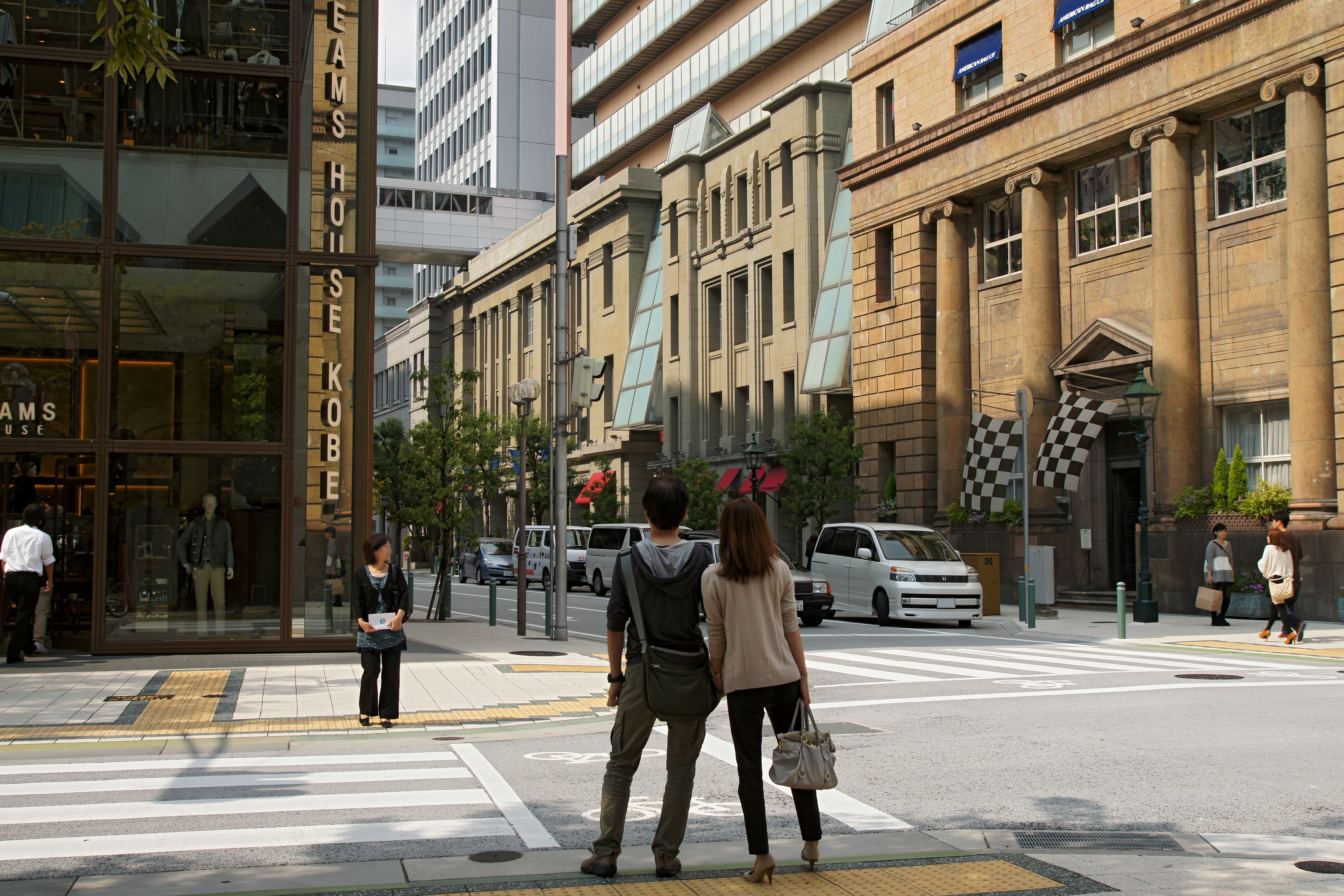
Акаші-мачі в колишньому поселенні чужоземців, 2011 рік

Від періоду Тайсьо до раннього періоду Сьова багато японських фірм і банків поширили свою діяльність на колишнє поселення чужоземців, і воно розвинулось як діловий район. Натомість з початком Першої світової війни чужоземні торгові компанії почали занепадати. Японці примусово викупляли нерухомість, особливо ту, що належала противникам у війні німцям. А на місце німецьких фірм у колишньому поселенні приходили японські. На 1931 рік лише 47 зі 126 ділянок у колишньому поселенні залишалися у безстроковій оренді чужоземців.
Внаслідок бомбардування під час Другої світової війни в червні 1945 року зруйновано 70 % ділянок Кобе. Їх відбудова не надто просувалась навіть після закінчення війни. Наприкінці 1950-х — на початку 1960-х років чимало компаній перенесли свої головні управління до Токіо, а центр міста Кобе перемістився на схід, що ще більше погіршило економічне становище колишнього поселення. Утім, наприкінці 1970-х років завдяки збереженій сучасній архітектурі в західному стилі та історичним пейзажам цей район знову став престижним. Відкрилися нові крамниці, що обігрували ці переваги, і колишнє поселення чужоземців знову розквітло і як діловий, і як торговий район.

## Автономія та екстериторіальність

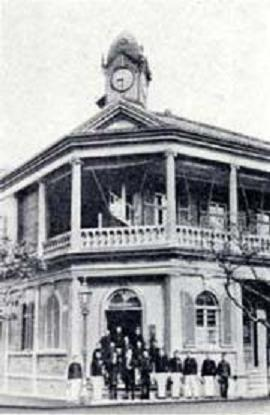
Будівля виконавчого комітету на 38-й ділянці

7 серпня 1868 року уряд Мейдзі уклав Домовленість про створення чужоземних поселень у портах Хіого та Осака (яп. 大阪兵庫外国人居留地約定書), у якій він визнав за чужоземцями певні адміністративні та фінансові повноваження в межах поселення. Зокрема, створено муніципальну раду (яп. 居留地会議, Kyoryūchi Kaigi) як найвищий законодавчий орган самоврядування, відповідальний за поліпшення інфраструктури та забезпечення громадського порядку в межах поселення. Витрати муніципальної ради частково покривалися з прибутку від аукціонів безстрокової оренди, а частково — з податків на землю та поліцію, що їх мали право збирати чужоземці. Таке самоврядування мешканців тривало до скасування договірного поселення (натомість поселення в Нагасаці та Йокогамі, які спочатку теж мали право на самоврядування, позбулися його раніше). Тим часом чужоземні уряди відкрили в околицях поселення консульства, щоб захистити свої фінансові інтереси та громадян, а також задля здійснення консульської юрисдикції.
До складу муніципальної ради входили: консул від кожної країни, префект Хьоґо, а також троє обраних на виборах представників жителів поселення, що утворили виконавчий комітет (яп. 行事局, gyōji-kyoku) ради. Головою муніципальної ради зазвичай був один із консулів. Засідання ради велися англійською мовою, а протоколи цих засідань публікувались у газеті. Виконавчим органом ради був виконавчий комітет. Він складався з трьох членів на чолі з головою. Першим головою виконавчого комітету був Чарльз Генрі Кобден, а його наступник — Герман Троціґ — обіймав цю посаду від 1872 року до повернення поселення Японії. У квітні 1874 року створено поліційну дільницю поселення, і Троціґ одночасно став її начальником. Для розгляду важливих питань при муніципальній раді працювала спеціальна комісія. На підставі її звітів рада ухвалювала рішення.
В поселенні діяло самоврядування чужоземців, а натомість були обмежені права та повноваження японців, наприклад, вхід у поселення та діяльність поліції. Через існування консульської юрисдикції, закріпленої нерівними договорами з західними країнами, правові спори за участю чужоземних резидентів підлягали розгляду їхніх консулів. Право на самоврядування діяло за територіальним принципом, тобто лише в межах поселення, а натомість право на консульську юрисдикцію трактували за національним принципом, тобто поширювали її навіть на спори, що відбулися за межами поселення. Найчастіше чужоземці вимагали такої ж екстериторіальності за межами поселення, як і в його межах, що іноді завдавало клопоту японській стороні.

### Проблеми довкола самоврядування та екстериторіальності

#### Проживання та доступ японців
Японцям було заборонено проживати в межах поселення, і спочатку після відкриття порту доступ у поселення теж був повністю заборонений, але від 1869 року його дозволили власникам перепусток. Крім того, у внутрішній поліції поселення працювало кілька поліціянтів-японців.

#### Проблеми довкола поліційних повноважень
Позаяк Домовленість про створення чужоземних поселень у портах Хіого та Осака передбачала стягнення цільового податку на поліцію, то муніципальна рада вважала, що поліційні повноваження — це її прерогатива. Проте префектура Хіоґо дотримувалась думки, що охорона поселення належить до завдань поліції префектури. Через цю розбіжність у поглядах 2 липня 1871 року відбувся інцидент, що дістав назву Справа Королеви проти Волтерса (яп. 女王対ウォータース事件).
2 липня 1871 року поліціянт префектури Хіоґо запідозрив у проституції жінку, що перебувала на території поселення, і спровадив її до поліційного відділку. Слідство встановило, що це служниця англійця Волтерса, який проживав у поселенні, тож її відпустили. Однак ця справа розлютила Волтерса, і наступного дня, 3 липня, він замикнув у своєму маєтку двох поліціянтів, які, на його думку, і затримували служницю. Справа підпадала під консульську юрисдикцію, тож її розглядав англійський консул Ейбел Ґауер, який постановив, що японські поліціянти не мали права здійснювати поліційні повноваження в поселенні — навіть патрулювати його, не кажучи вже про затримання. Отож дії Волтерса щодо поліціянтів він класифікував не як перешкоджання виконанню службових обов'язків, а лише як незаконне позбавлення волі. У цій постанові було роз'яснено, що поліційні повноваження в поселенні це прерогатива внутрішньої поліції, підпорядкованої виконавчому комітету. Лише після повернення поселення Японії 1899 року префектура Хіоґо одержала право здійснювати там поліційні повноваження.

#### Слідство та попередні слухання щодо Нормантонського інциденту
Слідство та попередні слухання щодо Нормантонського інциденту 1886 року наводять як один із показових прикладів застосування консульської юрисдикції поселення чужоземців у Кобе. 24 жовтня поблизу берегів префектури Вакаяма затонуло вантажне судно Normanton, що належало пароплавній компанії поселення Йокогама. Разом з вантажем загинули і всі 25 пасажирів-японців, тоді як всі 11 членів екіпажу-британців врятувалися за допомогою рятувальних шлюпок. Тому виникла підозра, чи не були члени екіпажу, починаючи з капітана, недбалими в порятунку пасажирів. На підставі консульської юрисдикції, гарантованої договорами Ансей, починаючи з 1 листопада в поселенні чужоземців у Кобе відбулося слідство в цій справі, що тривало п'ять днів. Британський консул Джеймс Труп виправдав екіпаж. Незадоволений цим вироком префект Хіоґо Уцумі Тадакацу висунув капітанові звинувачення у вбивстві. 20 листопада відбулися попередні слухання в поселенні чужоземців, а 8 грудня відбулися публічні слухання в Йокогамі; і там і там капітана визнано винним. А що під час початкового слідства в цій справі екіпаж було виправдано, то в Японії здійнялась хвиля скепсису і критики щодо консульської юрисдикції, яку супроводжувало зростання антибританських настроїв. Це початкове слідство оцінюють як «чорну пляму» на загалом позитивній історії взаємин між чужоземцями та японцями у поселенні.

## Міські обриси

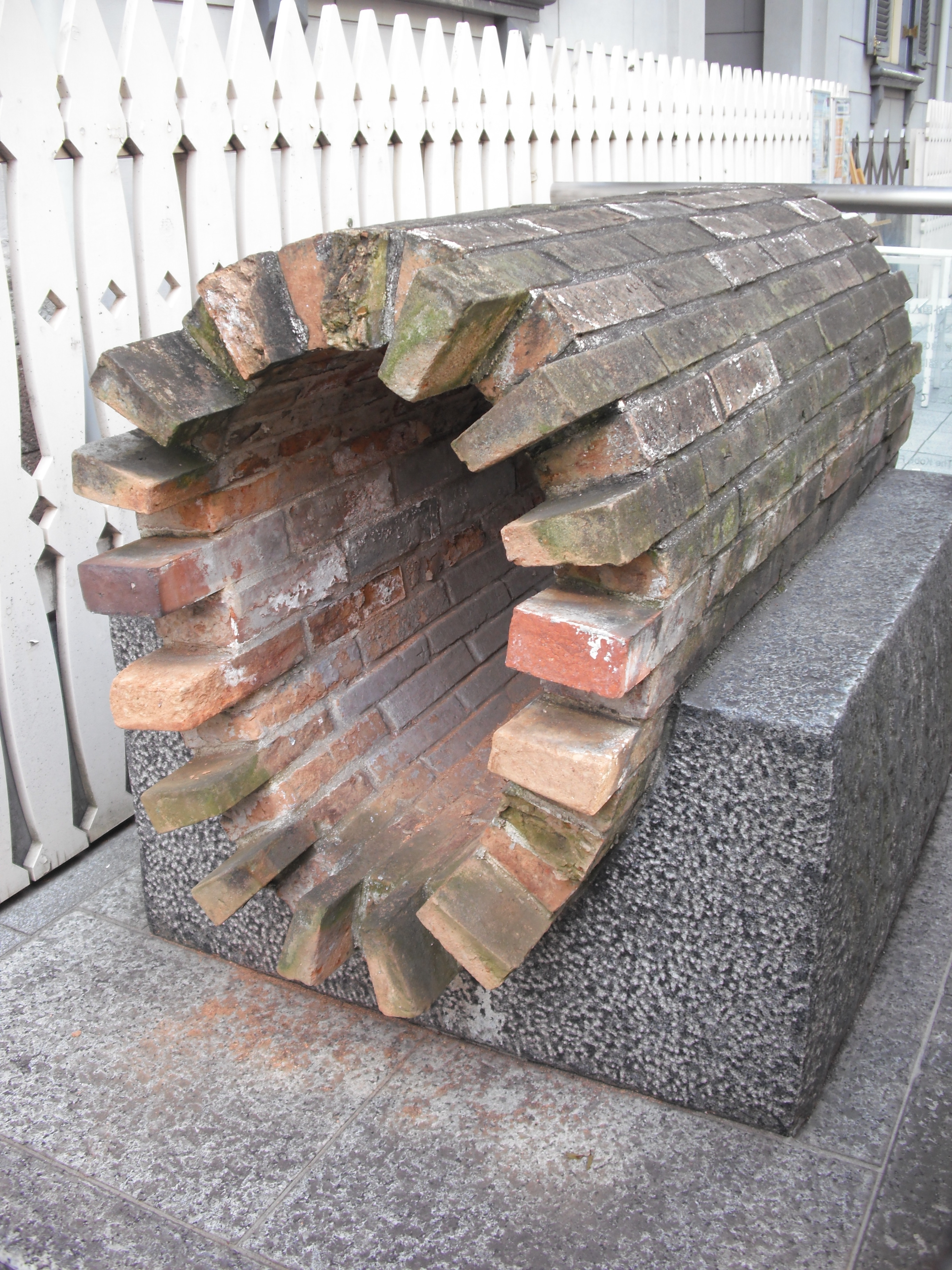
Дренажна труба часів поселення чужоземців, виставлена біля колишнього американського консульства

Порт Хього відкрили для зовнішньої торгівлі приблизно через дев'ять років після портів Йокогама та Нагасакі. Це дозволило врахувати досвід будівництва тих попередніх поселень під час розроблення раціонального міського плану поселення в Кобе. В номері за 17 квітня 1871 року англомовна газета The Far East оцінила Кобе як «найкраще сплановане поселення чужоземців на Сході».
Завершені міські обриси поселення мали такі характеристики:
- З трьох сторін його оточувала вода: річка Ікута на сході, річка Кої на заході та океан на півдні[3][27]. Проте, у 1870-х роках річку на сході перенаправили в обхід поселення, а річку на заході пустили через підземний водовід.
- 8 доріг з півночі на південь і 5 зі сходу на захід[† 20] поділили поселення на 22 квартали, а ті, своєю чергою, поділялися на ділянки (загалом 126 ділянок). Кожна ділянка мала площу від 200 до 300 цубо (приблизно від 660 до 990 м2), а загальна площа забудови поселення, без урахування доріг, на 1885 рік становила 49 645 цубо (близько 16,4 га)[102].
- Дороги складалися з проїжджої та пішохідної частин[103].
- Вздовж доріг, що тягнулися з півночі на південь, пролягали підземні дренажні колектори для зливу стічних вод у море[103]. Циліндричні дренажні труби були зроблені з клиноподібних цеглин, скріплених цементним розчином[104][† 21].
- Дороги було обсаджено деревами та обладнано вуличними ліхтарями. Лінії електропередач було прокладено під землею, тож не було потреби встановлювати електричні стовпи[106].
- Приморську дорогу (Набережну[ja]) з південного боку поселення було облаштовано як променад: обсаджено соснами та газонами[103].

### Газові ліхтарі

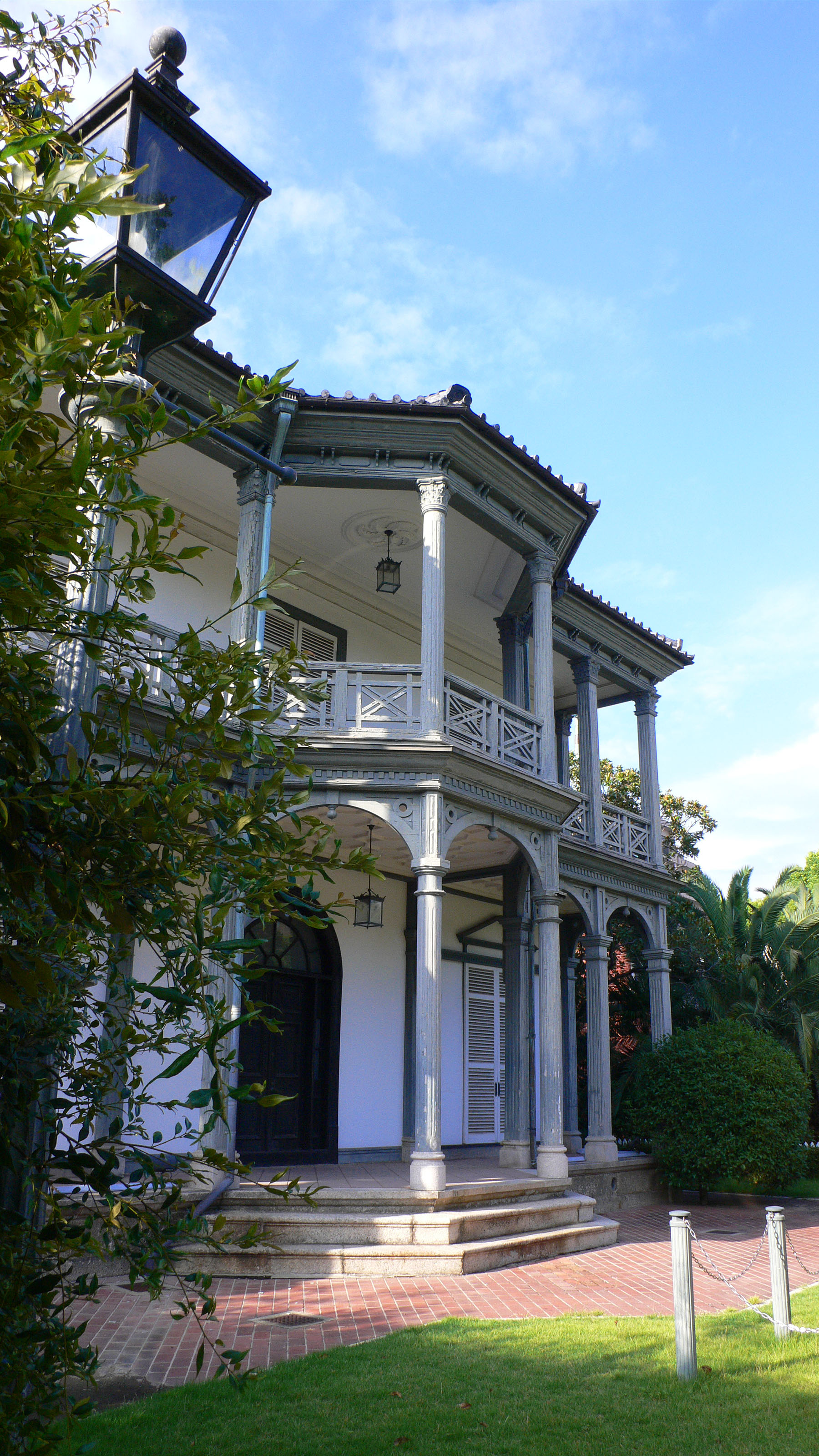
Газовий ліхтар у Колишня садиба Гассама

У листопаді 1874 року компанія Brown and Co. — попередниця Osaka Gas, створена завдяки інвестиціям кількох внутрішньопоселенських фірм — провела у поселення газ. Це був перший населений пункт префектури Хьоґо, який його отримав. Замість колишніх нафтових ліхтарів у поселенні встановили газові. З-поміж 94-х тогочасних газових ліхтарів збереглися три: два стоять у колишній садибі Гассама, а ще один зберігається в музеї Мейдзі-мура в префектурі Айчі. Крім того, реконструйовані ліхтарі є перед міським музеєм та універмагом Даймару в Кобе.
Електрика з'явилась у Кобе в листопаді 1888 року. По всьому місту було встановлено електричні ліхтарі. Утім, у самому поселенні чужоземців, де вже були газові ліхтарі, з'явилися противники електрифікації, головно Браун і Ко. Це затримало впровадження в поселенні як електрики, так і електричних ліхтарів. Крім того, чужоземці, що вперше зіткнулися з електрифікацією, наполягали на тому, що повітряні проводи порушать красу міста, тож натомість було прокладено підземні кабелі. Навіть після повернення поселення Японії там залишилися підземні кабелі, а стовпів на цій території так і не звели.

### Архітектурний стиль

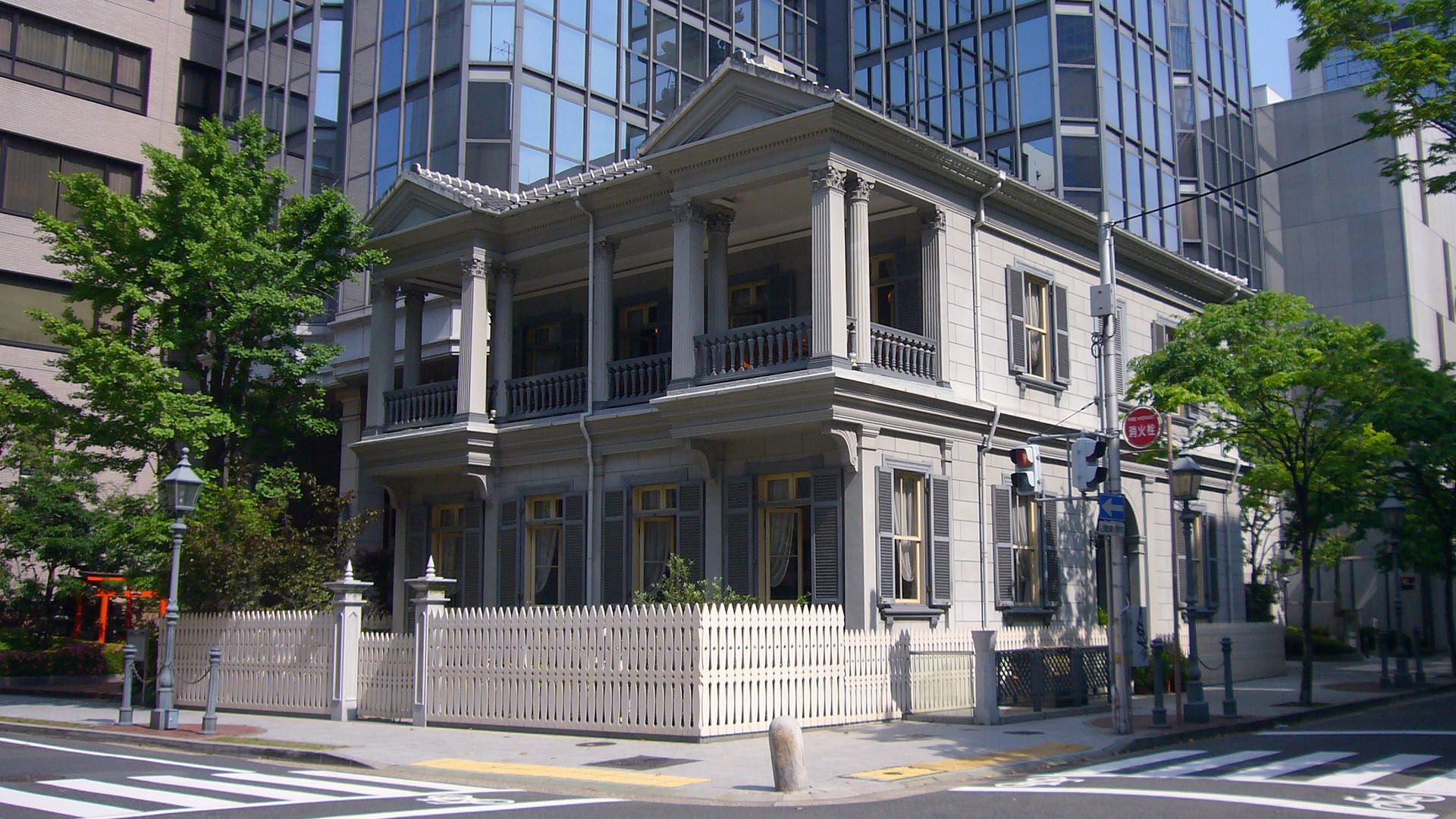
Колишнє американське консульство

Перші зведені в поселенні будівлі мали класичний відтінок. Зразком цього стилю є будинок під номером 15 (колишнього американського консульства): двоповерхова будівля з верандою, прикрашеною на другому поверсі колонами. На середину 19 століття класичний стиль панував у чужоземних поселеннях Східної Азії.
У 1890-х роках англійський архітектор Александер Нелсон Ганселл своєю енергійною діяльністю змінив тодішню дизайнерську моду. Під впливом неоготики Ганселл віддавав перевагу дизайнам з відкритою цеглою. Почавши з Клубу Кобе в поселенні чужоземців, Ганселл спроєктував і багато інших будівель: HSBC, Chartered Bank, Jardine Matheson, Генеральне консульство Німеччини, デラカンプ商会 тощо.
На відміну від чужоземного поселення Йокогама, де було багато зразків архітектури в так званому псевдозахідному стилі (Ґійофу), усі будівлі в поселенні Кобе було побудовано під керівництвом західних архітекторів, а більшість замовників були фірми з чужоземною власністю. Тим часом, від початку 1900-х років, до проєктування японських адміністративних та бізнесових будівель у Кобе почало долучатися багато японців. Серед них випускники будівельної кафедри Імперського технічного коледжу (згодом кафедри архітектури технологічного відділення Токійського університету), як-от Кінґо Тацуно, Тацудзо Соне та Кодзо Каваї, а також Ханроку Ямаґучі, який вивчав архітектуру в Центральній школі Парижа. І учні англійця Джосаї Кондера в Імперському коледжі, і ті, що навчалися за кордоном, як-от Ямаґучі, заклали підвалини розвитку японської архітектури в період Мейдзі. Однак японські архітектори в Кобе та чужоземні архітектори, що працювали в поселенні, обслуговували різні групи замовників, тож рідко співпрацювали між собою.

### Заклади для ночівлі (готелі)

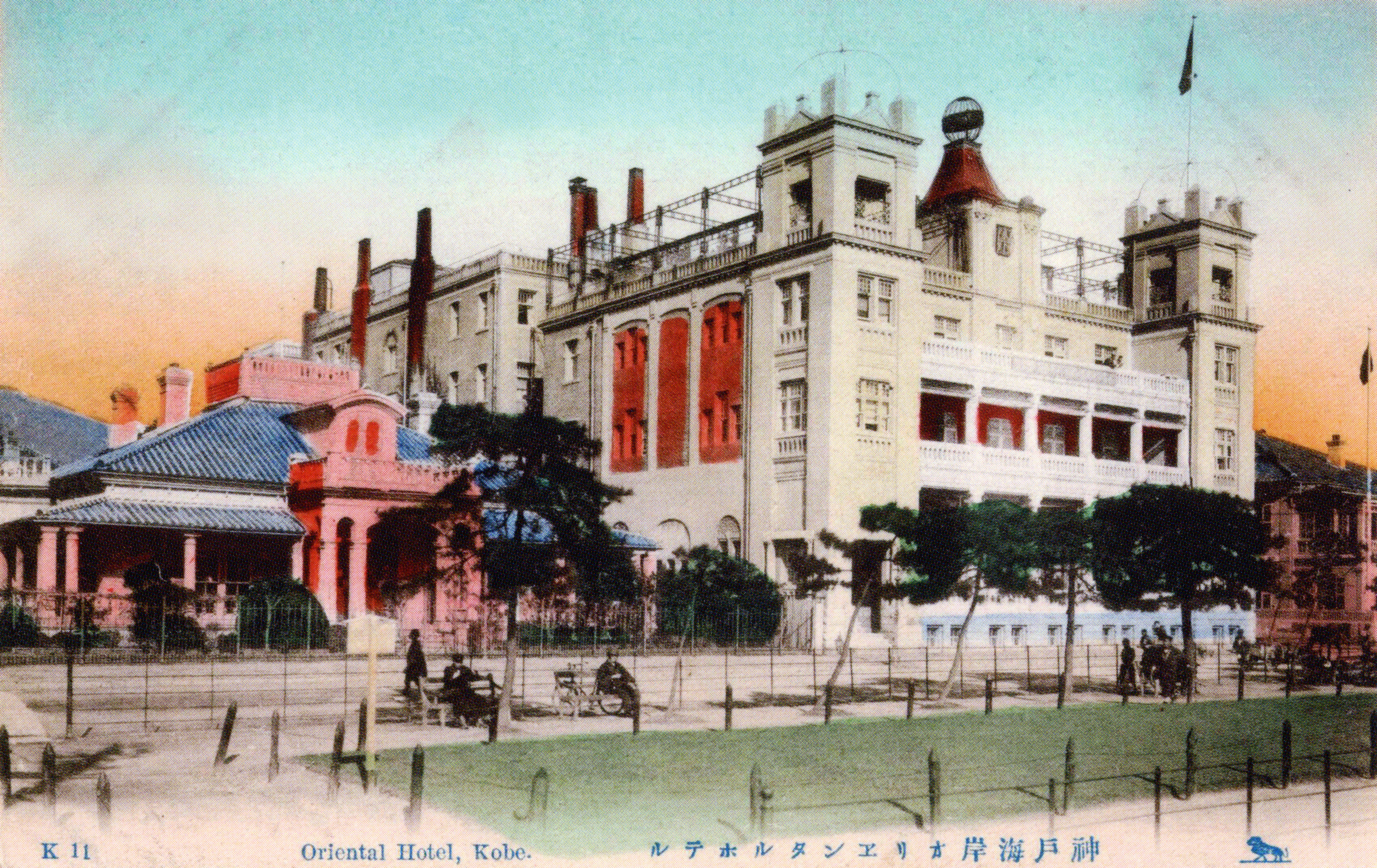
Готель Oriental, розміщений за адресою Набережна, 6. Будівництво завершено 1907 року.

Першим закладом для ночівлі в поселенні чужоземців Кобе був готель «Глобал», який відкрився 1868 року (його розташування та дата закриття невідомі). Далі з'явилися інші подібні заклади. Найвідомішим серед них був готель Oriental, який відкрився щонайпізніше 3 серпня 1870 року на ділянці 79. Від 1870 року в готелі Oriental розміщувався офіс світського клубу Union Club, а приблизно 1881 року цим приміщенням заволодів Club Concordia. 23 вересня 1870 року там відбулися установчі збори Клубу регати та спорту Кобе. Приблизно 1888 року готель Oriental придбав ділянку 80 і переніс туди свою головну будівлю. В той час там працював шеф-кухарем француз Луї Бего, що зажив слави своїм кулінарним мистецтвом. Готель Oriental продовжував працювати і після повернення поселення Японії, кілька разів змінюючи місце розташування. Він зазнав руйнації під час Великого землетрусу Ханшін 1995 року, однак 2010 року знову став до ладу.

### Роботи на прилеглих річках

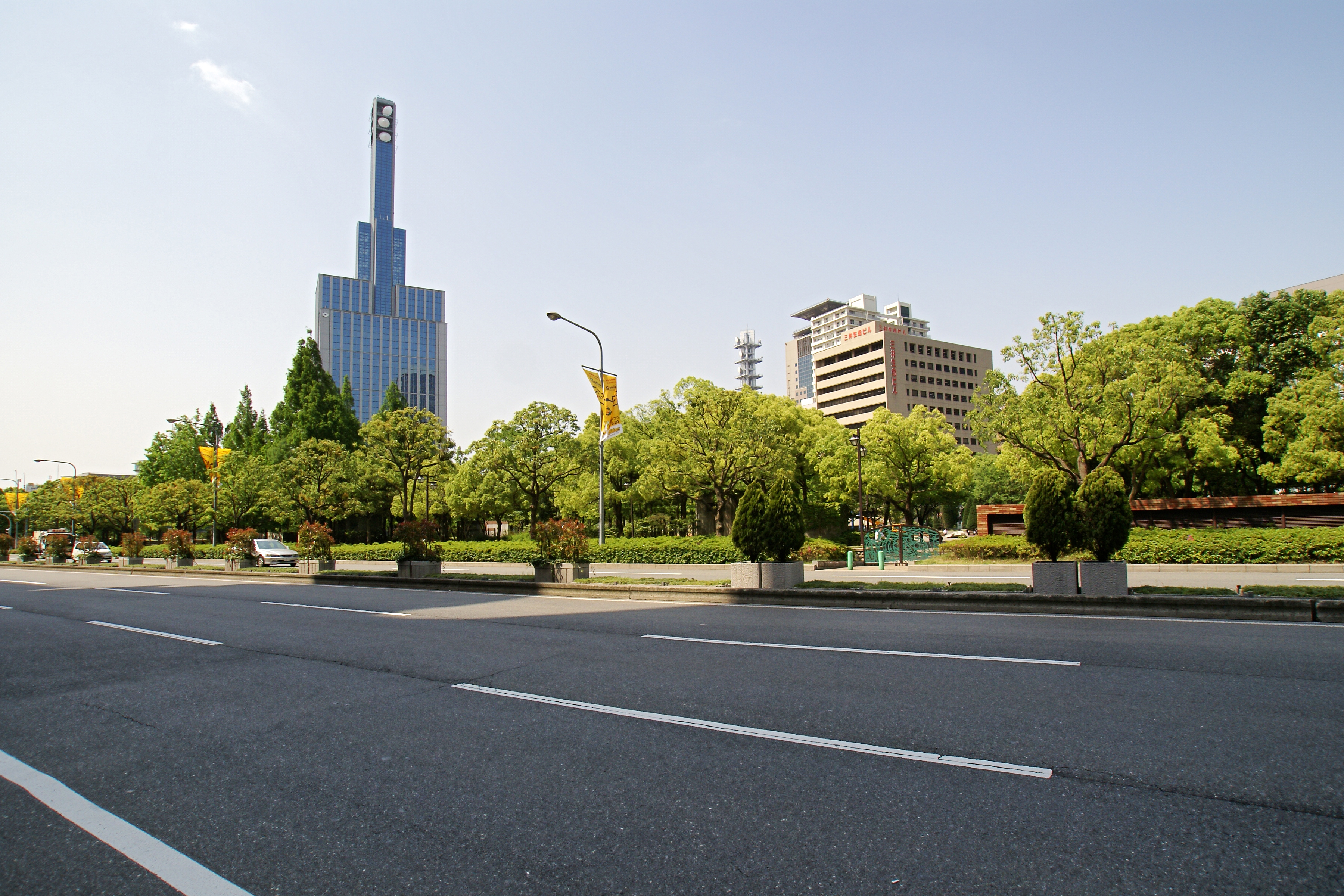
Flower Road, що пролягла по старому руслу річки Ікута

Обидві річки, що межували з поселенням у часі відкриття порту, зажили серед чужоземців недоброї слави. Річка Ікута на сході мала низькі береги й часто затоплювала поселення, а річка Кой на заході стала перешкодою для руху.
З 9 квітня по 26 липня 1871 року уряд Мейдзі провів на річці Ікута роботи, метою яких було перенаправити течію річки на схід. Було створено нове русло річки Ікута, яке йшло від розташованого вверх за течією водоспаду Нунобікі прямо на південь до Онохама-чю в Кобе. Старе русло річки засипали і побудували зверху дорогу (Flower Road), а також парк усередині поселення, яким користувалися як чужоземці так і японці (згодом дістав назву Хіґаші Юенчі). Частину правого берега залишили як він був у вигляді пагорба, на якому згодом побудували Міську раду Кобе. Частину меліорованої землі назвали Кано-Чьо, на честь Сошічі Кано, який проводив там роботи. У цих роботах взяв участь і автор плану поселення Джон Вільям Гарт.
Що стосується річки Кой, то чужоземні резиденти звернулися до префектури Хьоґо та центрального уряду з проханням сховати її під землю, запропонувавши покрити половину витрат на ці роботи. Будівництво тривало з жовтня 1874-го до січня 1875 року. 1909 року річку повністю забетонували, зробивши з неї підземний водовід. Пізніше по ньому проклали дорогу під назвою Койкава-судзі.

## Зона змішаного проживання і територія для прогулянок
Мешканцям чужоземного поселення Кобе було дозволено жити та працювати і на певній території за його межами.

### Зона змішаного проживання

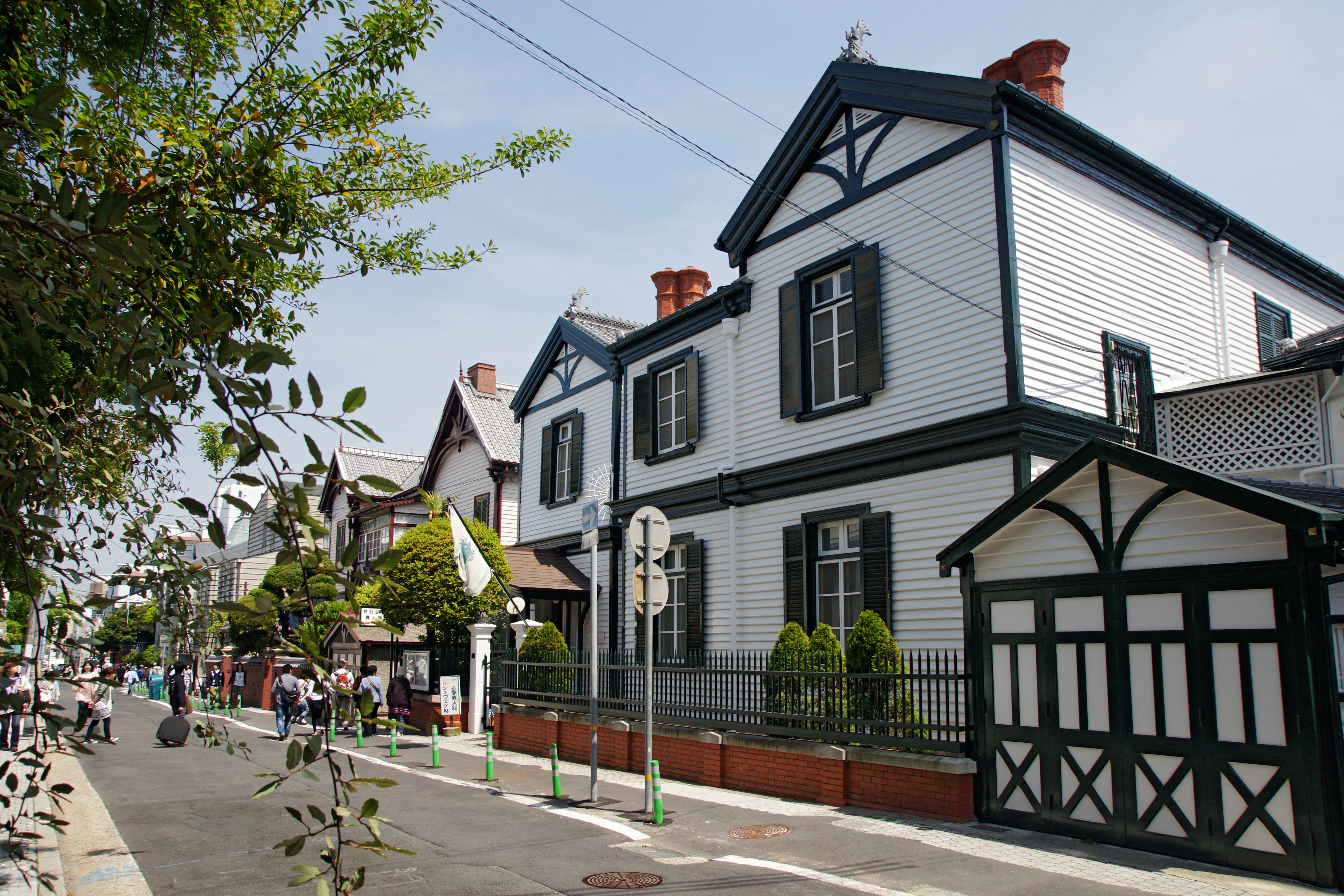
Кітаносьо Ямамото-дорі, яку ще називають «вулиця Ідзінкан»

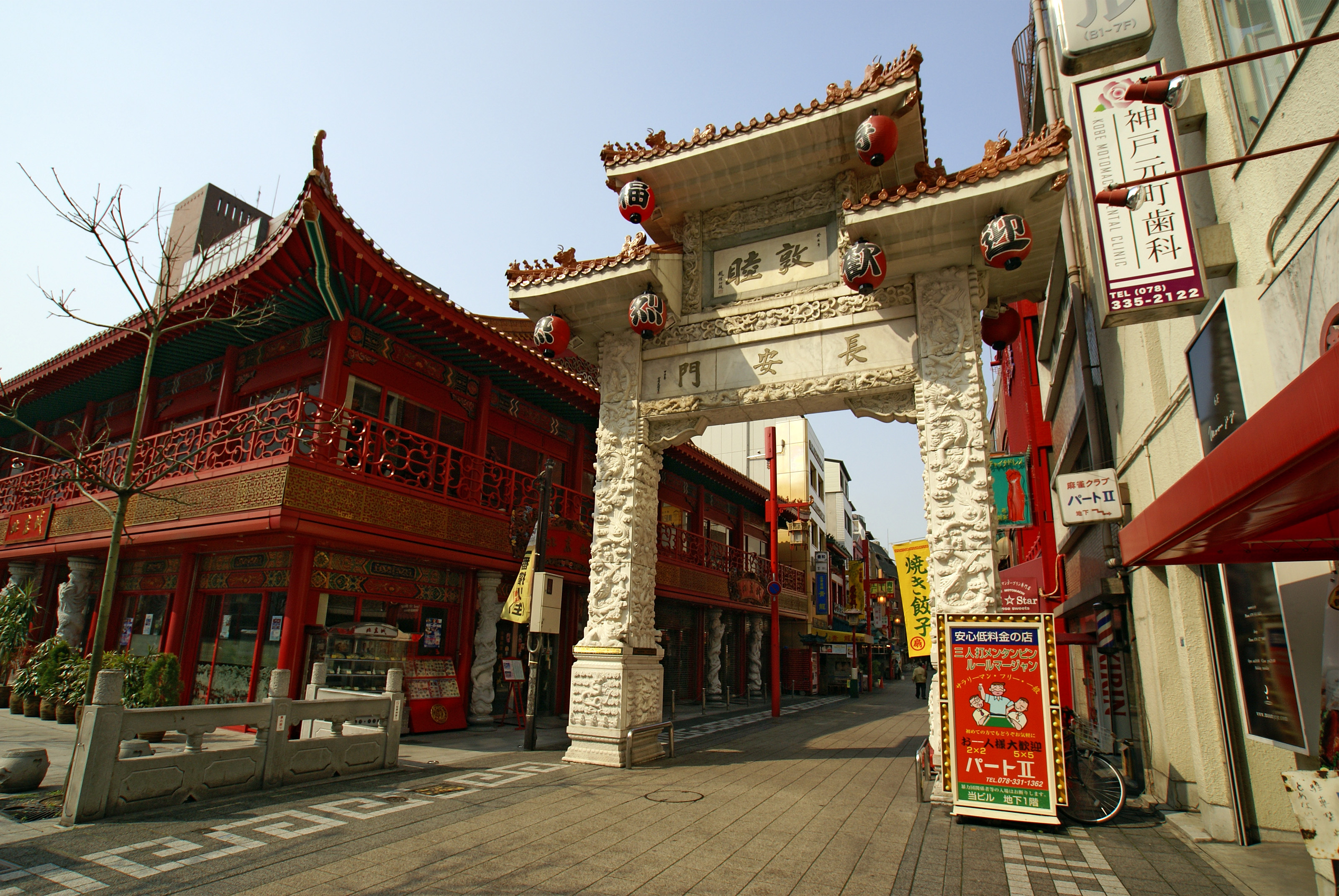
Ворота Чьоанмон, при східному вході в китайський квартал Нанкінмачі, звернені до Койкава-Судзі — старої західної межі поселення.

Як згадано вище, на момент відкриття поселення була готова лише невелика частина його інфраструктури. Уряд Мейдзі оголосив, що успадкує всі договори та угоди з чужоземними державами, які уклав сьогунат. Незадовго перед тим, 16 травня 1867 року, в "Домовленості про створення чужоземних поселень у портах Хіого та Осака" сьогунат пообіцяв, що в тому разі, якщо поселення стане затісним, він розширить його територію або ж дозволить, щоб японці здавали житло чужоземцям. Отож 30 березня 1868 року уряд Мейдзі дозволив чужоземцям проживати в районі між річкою Ікута на сході, річкою Удзі на заході, узбережжям на півдні та горами на півночі. У межах цієї території чужоземці мали право орендувати землю, або ж орендувати, купувати, чи будувати житла. Цей район називали "зона змішаного проживання" (яп. 雑居地, zakkyochi). За винятком найперших днів існування зони, чужоземці не мали права брати землю в її межах у безстрокову оренду, а лише на певний обмежений термін: спочатку визначили 5 років, а згодом продовжили до 25-ти. Зона змішаного проживання була тимчасовим заходом, покликаним компенсувати затримки в будівництві поселення, однак згодом виявилося, що навіть повністю добудоване поселення не здатне вмістити всіх чужоземців. Отож уряд Мейдзі боявся, що в разі закриття зони змішаного проживання доведеться розширити поселення, тому й зберіг її до скасування самого поселення. Станом на кінець 1885 року зона змішаного проживання мала площу 26756 цубо (близько 8,8 га).
Позаяк на момент відкриття порту цінський Китай не мав договору з Японією, то його громадяни не мали права проживати в межах поселення, а мешкали в зоні змішаного проживання. Тож китайський квартал постав у зоні змішаного проживання, на захід від поселення чужоземців. 13 вересня 1871 року підписано японсько-цінську угоду про дружбу, яка дозволила китайцям проживати в межах поселення. Після цього їх кількість зросла і в зоні змішаного проживання, і в самому поселенні. Вони були посередниками ("байбен" (яп. 買弁, baiben)) у торгівлі, яку вели в поселенні чужоземні фірми. А завдяки своїм зв'язкам з Китаєм вони мали велику долю в експорті сірників до цієї країни.
У колишній зоні змішаного проживання збереглося багато осель чужоземних резидентів (ідзінкан), що стали популярними туристичними принадами. Китайський квартал Кобе (Нанкін-мачі) зберігся на захід від колишнього поселення, на місці колишнього цінського кварталу. У зоні змішаного проживання чужоземці жили пліч-о-пліч з японцями, і тут відбувався міжнародний культурний обмін на рівні повсякденного життя. Завдяки цим зв'язкам Кобе стало прототипом мультиетнічного та мультикультурного міста.

### Територія для прогулянок

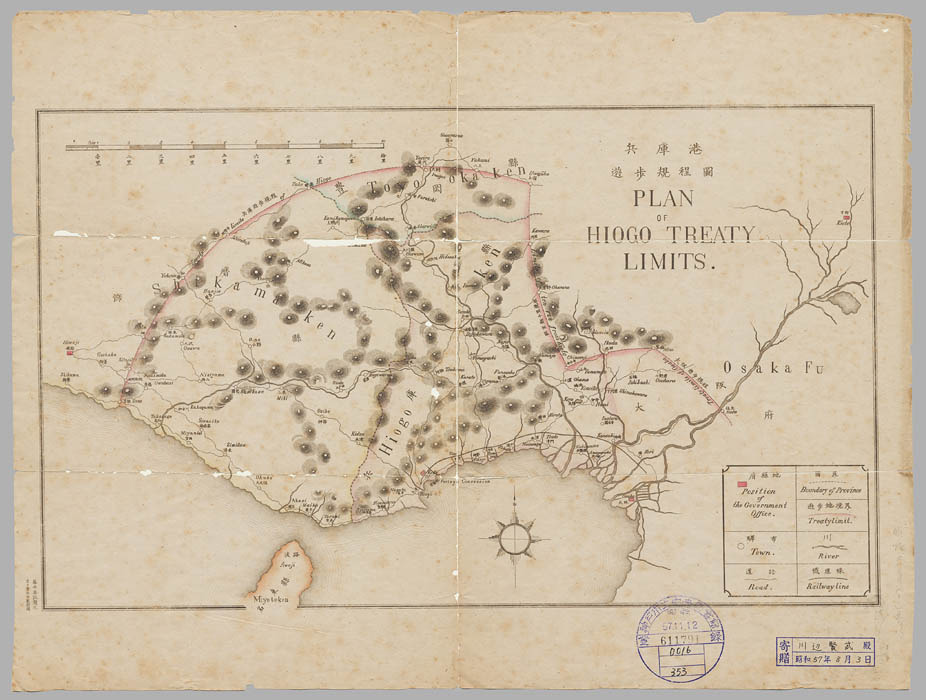
План території, дозволеної для прогулянок, навколо порту Хіого (опубл. 1875 р.). Територію для прогулянок виділено червоним контуром.

Договори Ансей містили положення, що обмежували зону діяльності, доступну для чужоземних резидентів. У випадку Кобе, територія, куди могли вільно подорожувати чужоземні резиденти (територія для прогулянок), становила 10 рі (приблизно 40 км) навколо офісу префектури Хьоґо. 1869 року префектура випустила правила для прогулянок чужоземних резидентів, в яких було конкретно визначено, що входить у ці 10 рі. Ця територія обмежувалась морем на півдні та селами з усіх інших боків: на сході Обе, Сакане, Хіраї та Накашіма, що належали до повіту Кавабе; на заході Соне та Аміда в повіті Іннамі; і на півночі Охарано в повіті Кавабе, Кавахара, Ядо, Якамішімо та Інугай в повіті Такі, а також Тако, Мьоракудзі та Йоко в повіті Така. Однак чужоземні держави не погоджувалися з таким тлумаченням 10 рі і визначали їх як радіус прямої відстані, розширюючи межі договору, і відносячи до нього весь повіт Іннамі на заході, а також повіти Кавабе, Такі та Така на півночі. Чужоземці мали право полишати межі цієї території лише з рекреаційною метою й щоб дістатися до місця навчання, і при цьому були зобов'язані мати при собі дозвіл на подорож від офісу префектури. Насправді ж зазвичай чужоземці полишали договірну територію без дозволу на подорожі, що часто завдавало клопотів префектурі. Коли 1899 року поселення повернулося Японії, чужоземцям було дозволено вільно проживати в країні та подорожувати нею (змішане проживання в глибині країни).

## Торгівля

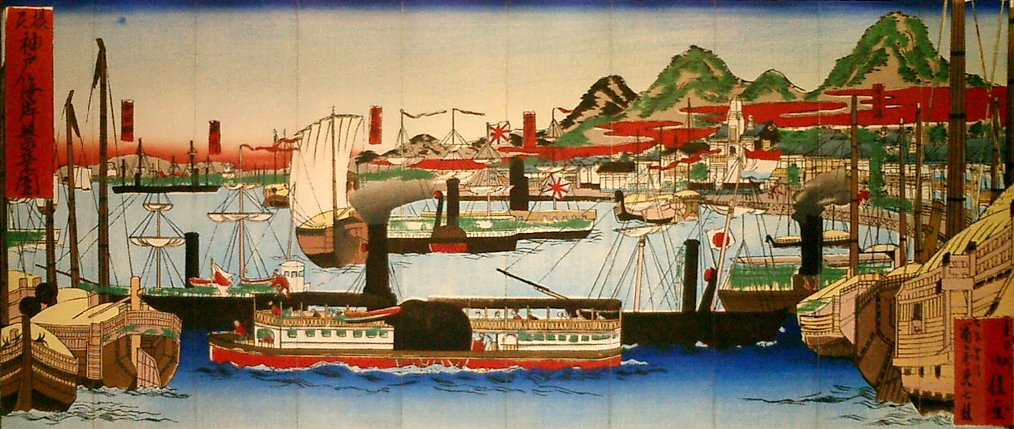
Пейзаж укійо-е порту Кобе відразу після його відкриття (роботи маляра Хасеґава Саданобу II)

Торгівля в порту Хіого (Кобе) розквітла одразу після його відкриття. На початках торгівля здійснювалася за такою схемою: чужоземні торговці експортували товари, що їх поставляли японські торговці, а японські торговці купували товари, що їх імпортували чужоземні торговці. Це було зумовлено тим, що чужоземці не мали права поза межами поселення купувати експортні товари чи продавати імпортовані товари, а японські торговці ще не мали досвіду ведення бізнесу безпосередньо з закордонними торговцями. Японські торговці, що прагнули продати товари чужоземним торговцям, або купити в них товари, вели переговори через посередників — японських діловодів або китайських байбенів. Позаяк чимало чужоземних торговців поводилися зухвало та безпринципно, а японці ще не мали досвіду торгівлі з іншими країнами та не були знайомі зі станом справ за кордоном, то японським торговцям часто доводилося вести невигідний бізнес, наприклад продавати товари за безцінь та купувати втридорога.
Однак поступово японські торговці та торгові компанії почали здійснювати прямі торгові операції, тож вплив чужоземних торговців зменшувався. На час відкриття порту чужоземцям належали всі 100 % зовнішньої торгівлі, що здійснювалася в порту Кобе. Станом на 1897 рік, перед самим поверненням поселення Японії, ця частка зменшилася до 65 %, на 1907 рік вона становила 50 %, а на 1911-й — 40 %. Чужоземні торговці покидали поселення після його повернення, а на зміну їм приходили японські фірми, які тепер мали право відкривати офіси в його старих межах. На 1931 рік кількість ділянок у межах колишнього поселення, що перебували у безстроковій оренді чужоземців, скоротилася до 47-ми зі 126-ти.
Основними експортними товарами були чай, рис і сірники. Спочатку чай на експорт надходив тільки з Кіото, але поступово сюди почали звозити чай зі всієї західної Японії, й утворилися структури для його експорту. Рис експортували з Кобе в такій кількості, що він став стандартним рисом на лондонському ринку зерна. Наприкінці 1870-х років у Кобе почали виробляти сірники в помітних кількостях, і тоді ж їх почали експортувати. Наприкінці 1880-х років обсяг експорту сірників з порту Кобе стрімко зріс, і зрештою становив понад 90 відсотків загального японського експорту сірників. Спочатку він був спрямований переважно в Китай, але з часом поширився на Австралію, Європу та Америку.
Головними імпортованими товарами були бавовняні тканини, як-от ситець і оксамит, а також вовняні вироби. 1896 року мешканець Кобе Такахаші Шіндзі через розташовану на ділянці 14 компанію Rynel and Co. імпортував кінетоскоп і провів перші в Японії публічні покази фільмів (рухомих світлин). Від 1894 року до кінця періоду Мейдзі Кобе посідав перше місце за обсягом імпорту серед усіх портів Японії.

## Культура

### Кухня

#### Рамуне

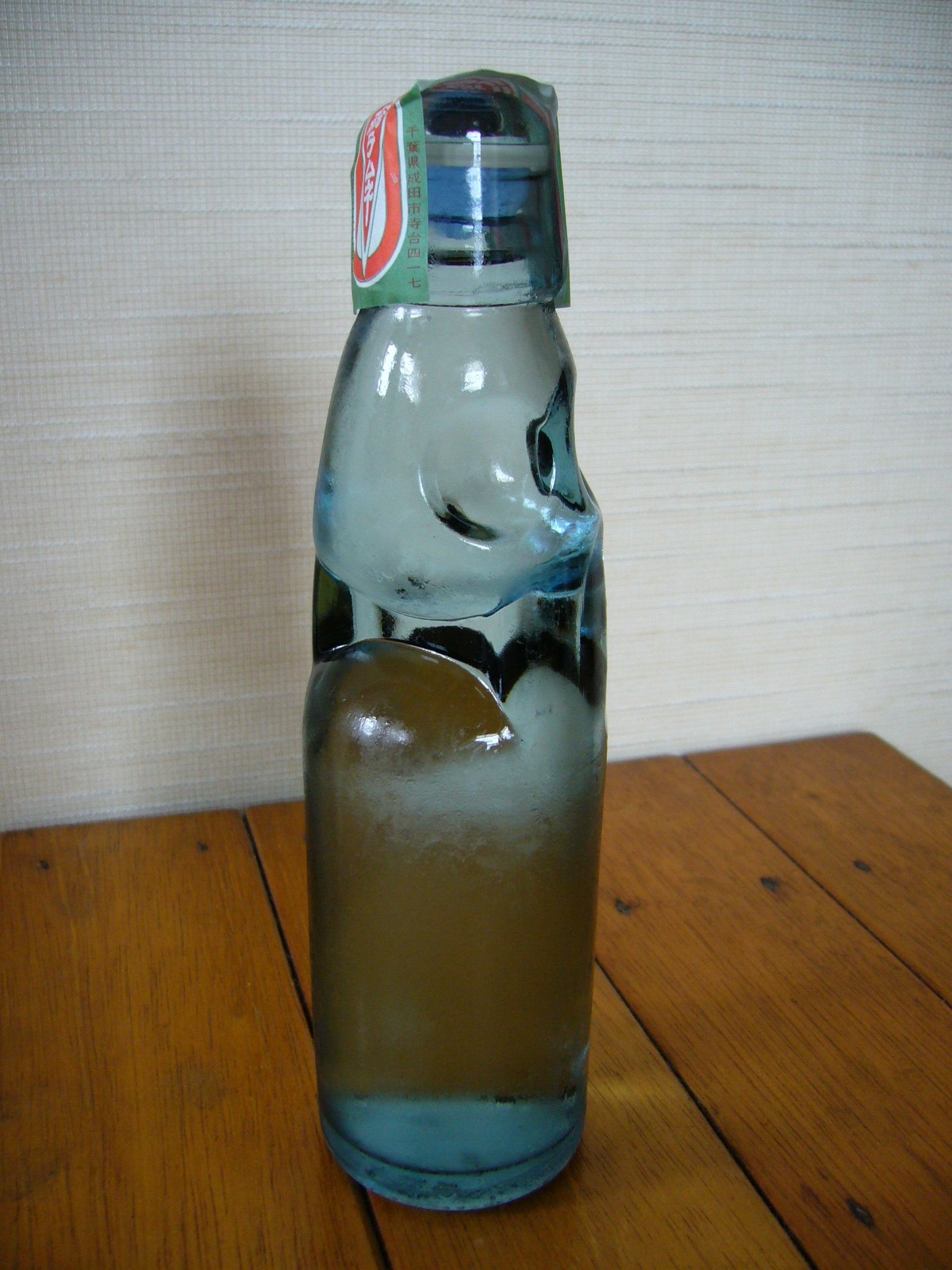
Рамуне

Поселення чужоземців Кобе вважають батьківщиною лимонаду Рамуне. 1884 року компанія Sim and Co., якою керував Александер Камерон Сім, почала виробляти та продавати Рамуне під назвою "18-й номер" (яп. 18番, Jūhachi-ban) (за номером ділянки в поселенні чужоземців, де розміщувалася компанія). Згідно з книжкою «Історія розвитку японської промисловості холодних напоїв», «компанія Sim & Co. в Кобе була, ймовірно, першою, що випустила Рамуне в Японії». На час виходу Рамуне на ринок в Японії була епідемія холери. Тож попит на нього стрімко підскочив, коли 1886 року газета Йокогама Майнічі Шімбун повідомила, що "газовані напої запобігають зараженню". Газета Осака Ніппо тоді писала, що Сімове Рамуне "змели з полиць".

#### Яловичина

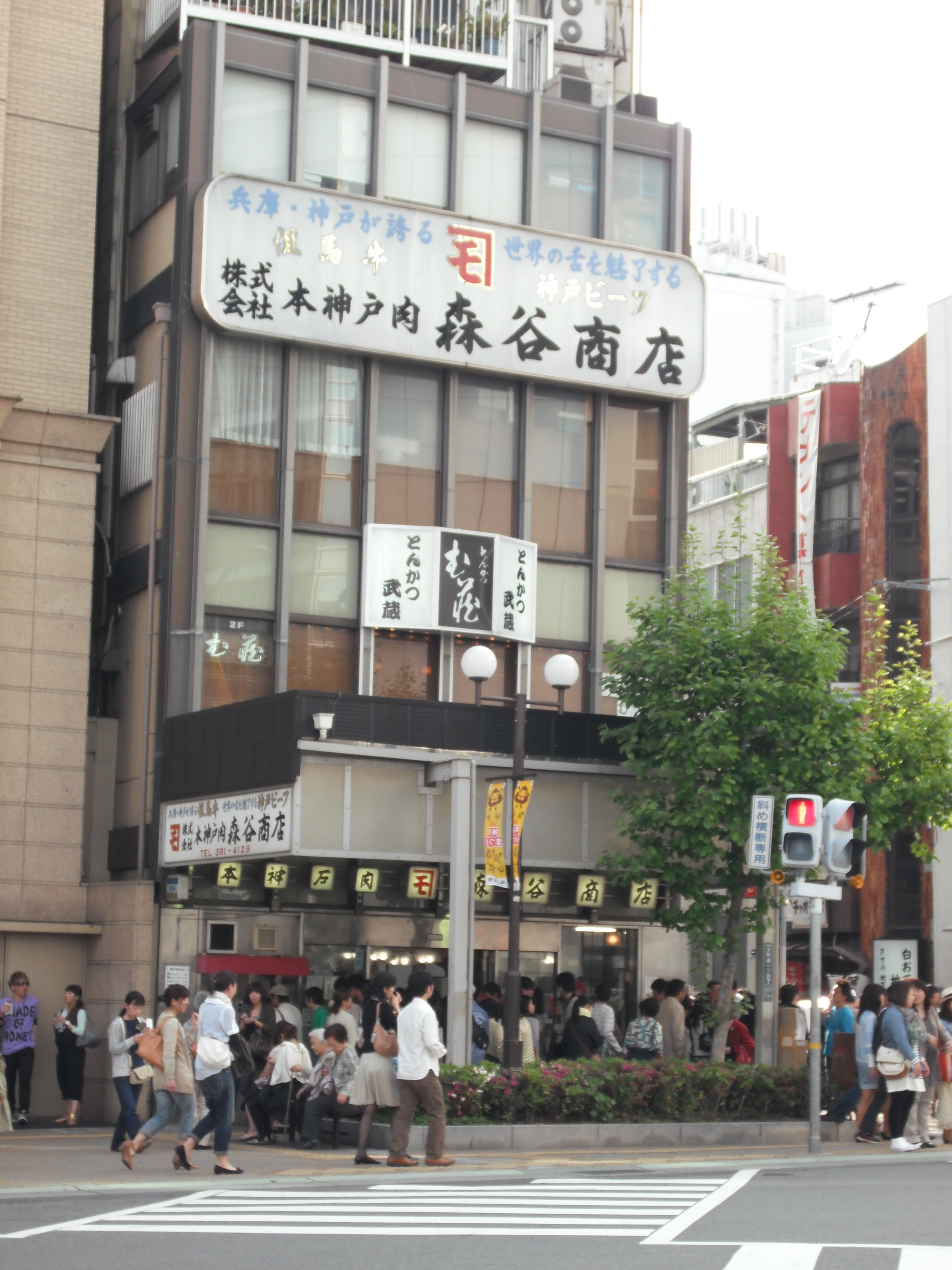
Морітані Шьотен, розташований на Койкава-судзі

До відкриття порту чужоземці вельми цінували яловичину, яку постачали з провінцій Танба, Танґо і Тадзіма торговці, що проживали в поселенні чужоземців Йокогами. Після відкриття порту серед чужоземних резидентів зріс попит на цю яловичину. Однак на той час в Японії не було звичаю їсти яловичину, тому не існувало системи її постачання. Тож чужоземці почали самі відкривати бойні та м'ясні крамниці. Першим це зробив підприємець Едвард Чарлз Кірбі. Невідомо точно коли, він орендував бойню на схід від річки Ікута, відкрив м'ясну крамницю на набережній Кайган-дорі та почав продавати яловичину. Крім того, існує запис, що 1868 року англієць на ім'я Тебул (яп. テボール) відкрив бойню біля річки Ікута. 1871 року японці долучилися до постачання яловичини. Починаючи з 1875 року вони вже були монополістами на цьому ринку, а 1894 року чужоземці повністю його полишили.
Десь одразу ж після відкриття порту японці в околицях поселення взялися за виробництво яловичини та почали споживати її як їжу. Вважають, що першим рестораном яловичини (сукіякі) в Кобе, яким володіли японці, був Канмон Ґекка-тей (яп. 関門月下亭, Kanmon Gekka-tei), що відкрився 1869 року в районі Мотомачі. Найстарішими крамницями яловичини в японській власності були Ої Нікутен і Морія Шьотен, які відкрилися 1871 року. Засновник Ої Нікутен, Кішіда Іносуке, винайшов власні рецепти приготування яловичини, незвичні для західної кухні, а саме зберігати її в місо або звареною в сої (цукудані). Наприкінці 1870-х років підприємець Судзукі Кійоші налагодив випуск консервованої яловичини в соєвому соусі та цукрі, що мала великий успіх по всій країні.

#### Західні кондитерські вироби
Після відкриття порту там почали виробляти західні кондитерські вироби, розраховані на чужоземних резидентів та мандрівників. Першою західною кондитерською в Кобе стала Ніномія Сейдзін-до (яп. 二宮盛神堂, Ninomiya Seijin-dō), відкрита 1882 року в 3-му кварталі району Мотомачі зони змішаного проживання. В опублікованій того ж року книзі "Перші визначні торговці портів Кобе і Хіого" (яп. 豪商神兵湊の魁, Gōshō shinpei minato no sakigake) представлено західну кондитерську під назвою Санґоку-до (яп. 三国堂, Sangoku-dō), розташовану біля мосту Айой. 1897 року Йошікава Ічідзо одержав дозвіл (норенваке) від центрального офісу токійської кондитерської Фуґецу-до і відкрив її філію в Мотомачі. То була перша повноцінна західна кондитерська в Кобе. В її асортименті були: кастела, вафлі, профітролі, цукерки та шоколад.

### Християнство

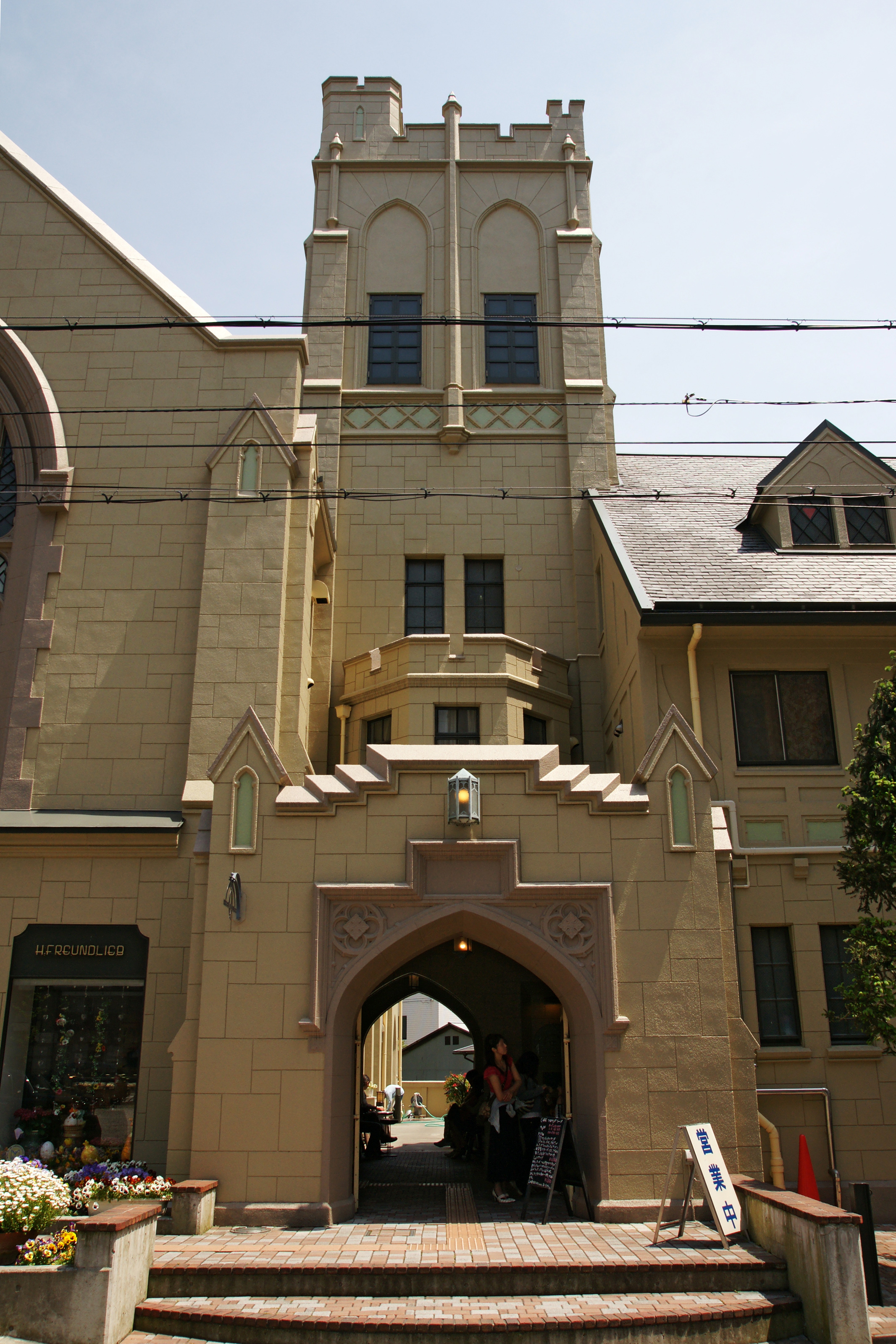
Колишня церква Юніон в Кобе

Уряд Мейдзі успадкував запроваджену сьогунатом заборону на християнство, і вона тривала до 24 лютого 1873 року, коли було скасовано офіційні бюлетені про заборону християнства. Проте Ансейські договори гарантували свободу віросповідання серед чужоземців, тож від моменту відкриття порту в поселенні вели енергійну діяльність релігійні місіонери.
9 серпня 1868 року місіонер Паризького товариства закордонних місій П'єр Муніку почав проводити щонедільні католицькі служби в тимчасовому молитовному домі на шляху Сайґоку Кайдо (майбутній Мотомачі-дорі). У березні наступного року він побудував парафію на ділянці 37 і переніс туди служби. Однак, більшість чужоземців були протестанти, тож відвідуваність була не надто висока. Далі Муніку побудував на тій же ділянці каплицю, і 17 квітня 1870 року відбулося її освячення. 1923 року церкву перенесено на Накаямате-дорі, 1, і вона стала однією з попередниць Центральної католицької церкви Кобе.
22 травня 1870 року Денієл Кросбі Ґрін з Американської ради почав проводити протестантські богослужіння на ділянці 18. 1872 року на ділянці 48 Ґрін побудував церкву, що дістала назву церква Юніон. 1928 року вона переїхала до 4-го кварталу Ікута-мачі району Фукіай-ку.
1873 року в поселенні відбулися перші англіканські служби. З 1876 по 1898 рік ці служби проходили в чужій церкві Юніон. 1898 року на Шіямате-дорі, 3, завершилося будівництво своєї церкви Всіх Святих, і відтоді англіканські служби проходили там. Церква Всіх Святих згоріла під час Другої світової війни і більше не відновлювалася.

### Музика
Розмаїті музичні заходи відбувалися в різних місцях поселення: на набережній, у парку Найґайдзін (майбутній парк Хіґашіюенчі), у спортзалі Клубу регати і спорту Кобе (КРСК) та в парку Нішімачі. То були переважно концерти, бали та виступи на спортивних змаганнях у виконанні військових оркестрів різних країн, приватних оркестрів, а також музикантів-професіоналів чи аматорів. Щоб покрити витрати на утримання спортивної зали, КРСК проводив від одного до трьох театралізованих концертів на рік.

### Спорт

#### Спортивні організації

##### Перегоновий клуб Хіого та Осаки
Перегоновий клуб Хіого (ПКХ) створено 1 березня 1869 року як першу спортивну організацію в поселенні чужоземців Кобе, а згодом він розрісся і змінив назву на Перегоновий клуб Хіого та Осаки (ПКХО). ПКХО побудував постійний іподром між храмом Ікута та колишньою річкою Ікута, де періодично влаштовував перегони. ПКХО був досить діяльним і обмінювався кіньми та вершниками з Японським перегоновим клубом. Утім фінансове становище клубу погіршилося, через неспроможність сплачувати оренду землі він втратив іподром, а в листопаді 1877 року припинив існування.

##### Крикетний клуб Кобе (Хіого)
Серед чужоземних резидентів поселення Кобе було багато британців, зокрема любителів своєї національної гри в крикет, які від моменту відкриття порту активно нею займалися. 19 січня 1870 року засновано Крикетний клуб Хіого (ККХ). Його організаторами стали ключові гравці команди чужоземних резидентів, яка 16 жовтня попереднього року грала матчі проти команди британської армії. 1871 року клуб змінив назву на Крикетний клуб Кобе (ККК). Тривалий час ККК не мав постійного майданчика та достатньої кількості гравців, тож не міг розгорнути помітної діяльності. Однак у травні 1877 року завершено будівництво парку Найґайджін (майбутнього Хіґашіюенчі), і клуб став щотижня проводити там матчі. Починаючи з 1893 року клуб проводив ще й бейсбольні матчі. ККК існував до Другої світової війни.

##### Клуб регати і спорту Кобе

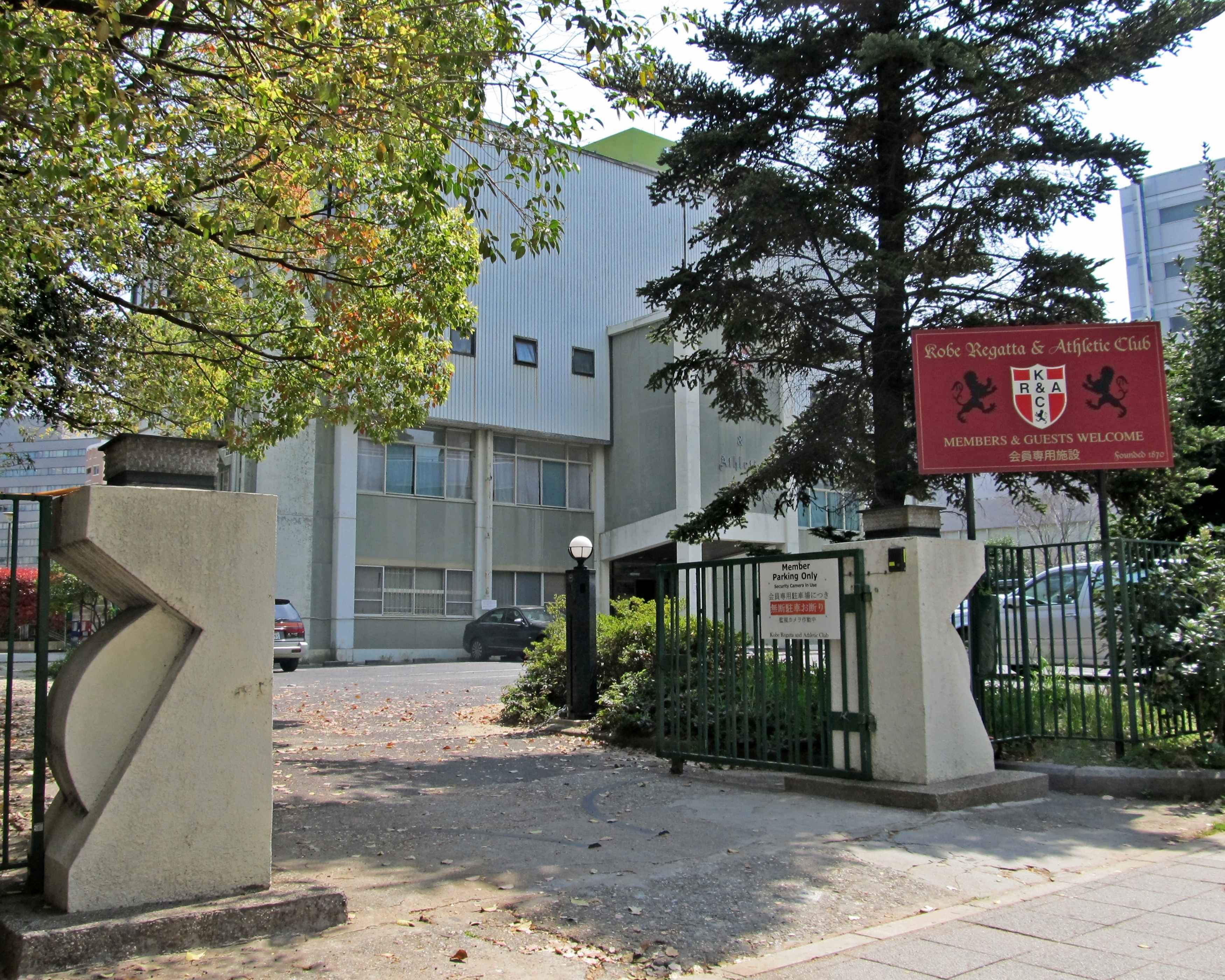
Клуб регати і спорту Кобе

Клубу регати і спорту Кобе (КРСК) — спортивний клуб, заснований 23 вересня 1870 року за пропозицією Александера Камерона Сіма. КРСК зміг одразу ж одержати земельну ділянку в східній частині поселення чужоземців і вже через три місяці після заснування, в грудні 1870 року, завершив будівництво елінгу для човнів і спортивної зали, а в червні 1871 року — басейну. Клуб одразу ж енергійно взявся до роботи. Його члени займалися такими різними видами спорту, як: регата, легка атлетика, регбі, теніс, плавання, водне поло, стрільба з гвинтівки тощо. 1871 року в поселенні чужоземців Йокогама КРСК брав участь у змаганнях з регати, де його суперниками були Човновий клуб Йокогами та Японський веслувальний клуб. Це стало початком регулярних змагань між спортивними клубами Кобе та Йокогами у таких видах спорту, як регата, легка атлетика, крикет і футбол. Ці матчі тривали навіть після повернення поселення Японії, за винятком періоду під час Другої світової війни.
Спортивною залою КРСК мали право користуватися не лише члени клубу. Її використовували не лише як приміщення клубу, а й як актову залу поселення чужоземців. А ще там був театр, знаний як Театр спортивної зали (яп. 体育館劇場, taiikukan gekiba) або Театр поселення чужоземців (яп. 居留地劇場, kyoryūchi gekiba). КРСК був чимось більшим, ніж просто спортивною організацією: через спорт він поглиблював дружбу в середовищі чужоземних резидентів, а також займався благодійністю та іншою громадською діяльністю.

#### Парк Найґайджін

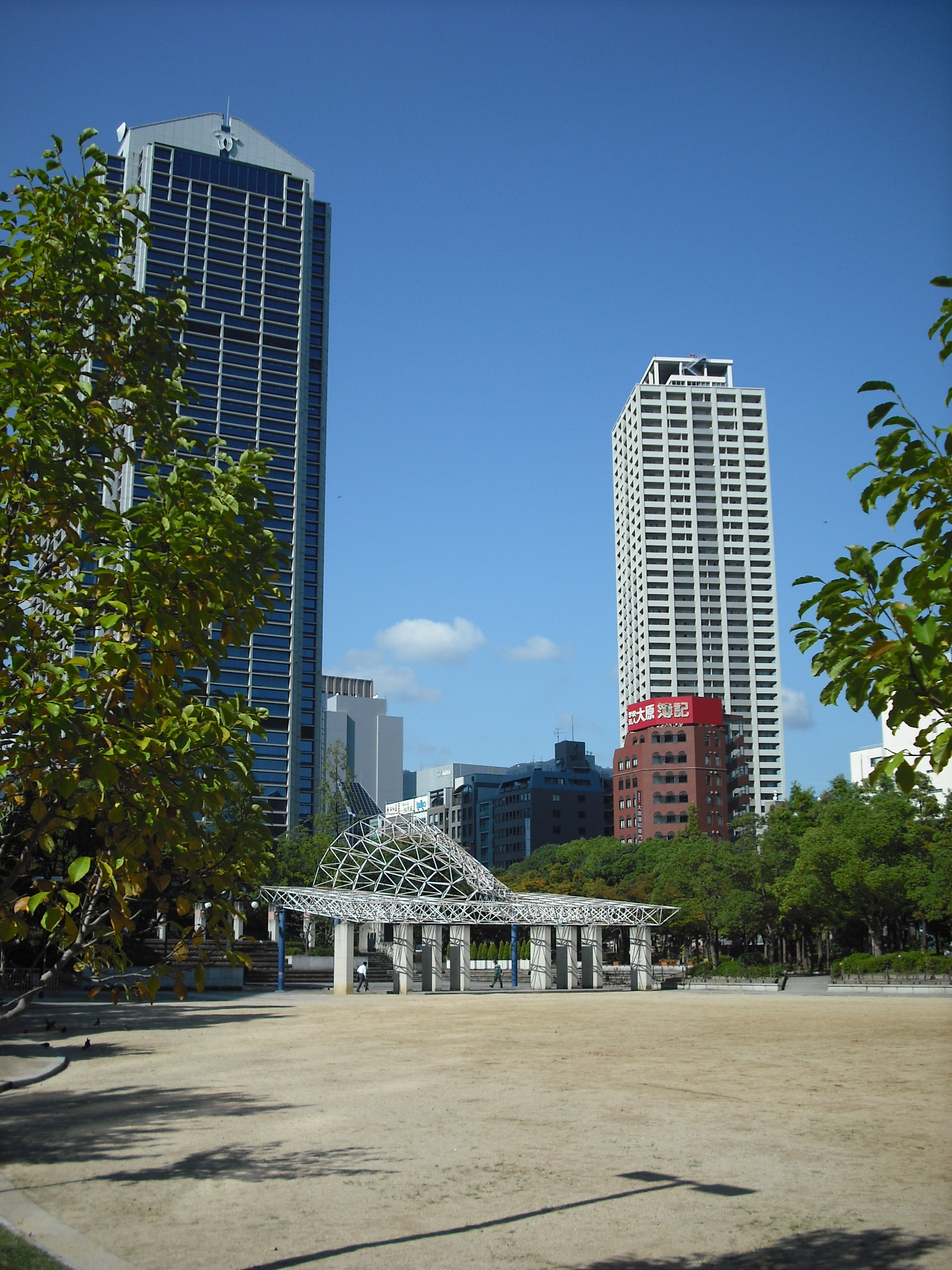
Парк Хіґаші Юенчі

На різдво 1868 року, незадовго перед відкриттям порту, на іподромі в північно-східній частині поселення, де були затримки з квартальним плануванням, відбулися кінні перегони. Після перегонів на цьому самому місці почали проводити змагання з крикету, легкої атлетики та інших видів спорту. Утім, для чужоземних резидентів це був лише тимчасовий майданчик, поки не завершиться міське планування, тож почали лунати вимоги щодо офіційного встановлення спортивного майданчика. Резиденти вважали, що з боку японського уряду існувала гарантія створити спортивний майданчик. Отож, коли після зміни русла річки Ікута в східній частині поселення з'явилася велика ділянка землі, серед чужоземців поширилася чутка, що там має розміститися спортивний майданчик.
У лютому 1872 року група чужоземних резидентів позабивала на цій ділянці кілки, спробувавши в такий спосіб її привласнити. Японський уряд протестував проти таких дій, але після переговорів у листопаді 1874 року було дозволено створити спортивний майданчик у вигляді парку, який був би в спільному користуванні чужоземців та японців. Витрати на його будівництво та обслуговування лягли на плечі самих чужоземців. Отож, через десять років після відкриття порту вони одержали спортивний майданчик. Парк було завершено в травні 1877 року й названо Парк для тутешніх та чужоземців (яп. 内外人公園, Naigaijin Kōen).
Парк мав вигляд газону. Японці бачили, як чужоземці розважаються в парку грою в регбі та теніс, і це, ймовірно, сприяло поширенню цих видів спорту в околицях. Коли 1899 року поселення повернулося Японії, парк перейшов під управління міської адміністрації. Його перейменували на Кано-Чьо Юенчі (яп. 加納町遊園地), а 1922 року — на Хіґаші Юенчі. Парк залишався місцем проведення спортивних ігор впродовж приблизно 90 років, до 1962 року, коли спортивний майданчик перенесли до сусіднього парку Ісоґамі.

### Іншомовні газети

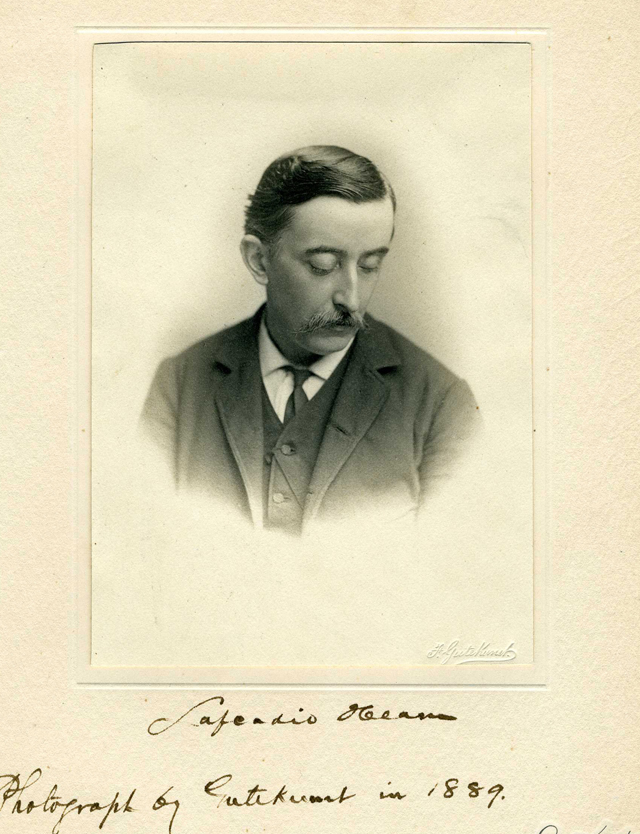
Лафкадіо Герн

Першою іншомовною газетою в поселенні чужоземців Кобе стала Hiogo and Osaka Herald, яку заснував А. Т. Уоткінс. Її перше число вийшло 4 січня 1868 року. 23 квітня того ж року колишня верстальниця Herald Філомена Брага відкрила власну газету Hyogo News. Через кілька років Herald програла конкуренцію News, що мала нижчу вартість передплати, і припинила існування.
1888 року А. В. Квінтон заснував Kobe Herald, а 2 жовтня 1891 року Роберт Янг заснував Kobe Chronicle. У Chronicle час од часу з'являлися редакційні статті Лафкадіо Герна. Одразу ж після повернення поселення Японії, 1899 року Kobe Chronicle придбала Hiogo News (яка тоді вже називалася Hiogo Evening News), змінила назву компанії на Japan Chronicle і поширила свою діяльність за межі Кобе. Зрештою вона досягла найбільшого накладу серед іншомовних газет Японії.
1926 року Kobe Herald змінила назву на Kobe Herald and Osaka Gazette, утім невдовзі припинила існування. Japan Chronicle припинила виходити в січні 1942 року, під час Другої світової війни.

### Світські клуби

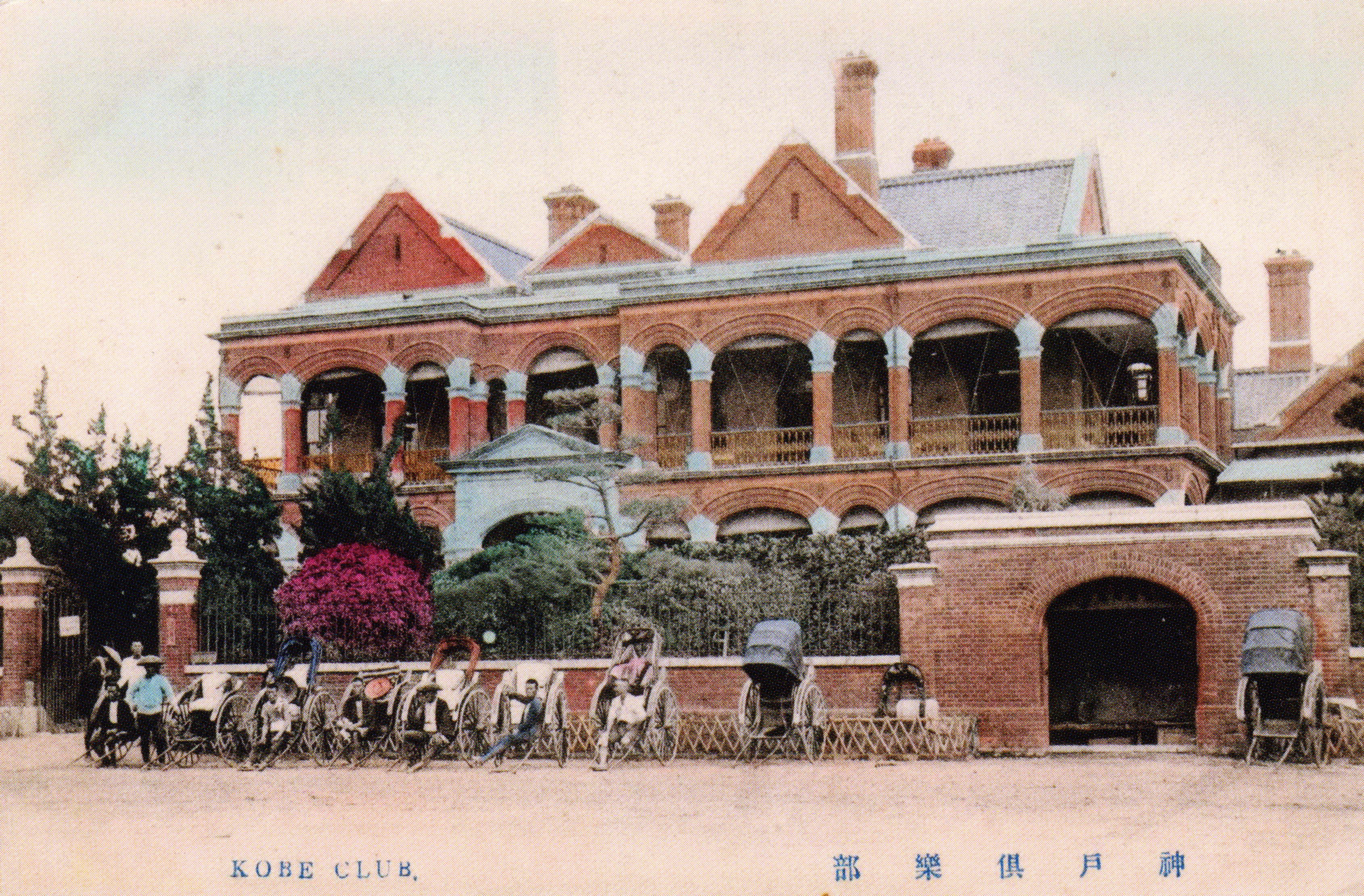
Будівля клубу Кобе (завершена 1890 року)

В поселенні чужоземців Кобе було два світські клуби. Перший з них, Клуб Конкордія, заснували 1868 року в східній частині поселення німецькі резиденти. Спочатку право на членство мали тільки німці, але щоб покрити витрати на клуб, туди почали приймати й інших резидентів, зокрема голландців, норвежців і шведів.
Другий з цих клубів, Юніон-клуб (званий ще Міжнародним клубом, а згодом Клуб Кобе), заснували 1869 року британці та американці, але вступати могли й представники інших національностей, зокрема французи та італійці. Клуб неодноразово переносив свій офіс з однієї будівлі до іншої в межах поселення (з ділянки 31 на ділянку 32, і зрештою 1870 року до підвалу готелю Oriental на ділянці 79.
Після утворення Німецької імперії між німецькими та ненімецькими членами Клубу Конкордія зчинилася ворожнеча, і багато ненімецьких членів вийшли з його складу. Через брак фінансування Клуб Конкордія продав свої приміщення Юніон-клубу і приблизно 1881 року переїхав до попереднього приміщення Юніон-клубу в підвалі готелю Oriental на ділянці 79. До початку Першої світової війни взаємини між цими двома клубами були доброзичливі, і коли 1890 року готель Oriental згорів у пожежі, то Юніон-клуб надав свої приміщення до послуг членів Клубу Конкордія. Діяльність Юніон-клубу (Клубу Кобе) тривала навіть після повернення поселення Японії.

### Кантей-бьо

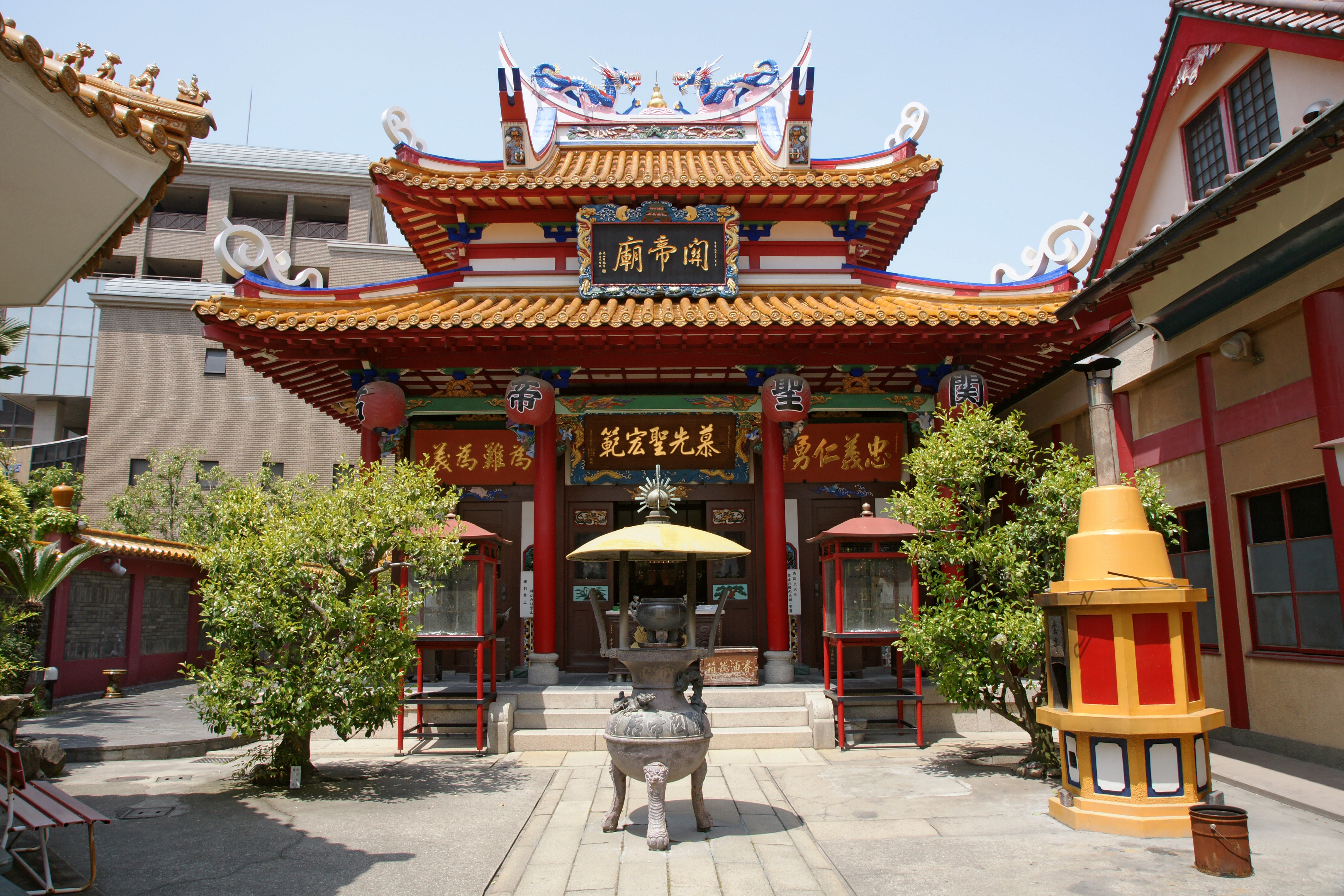
Відбудований Кантей-бьо

Для етнічних китайців (хуацяо й хуажень) Кантей-бьо був місцем духовної опори, де вони могли помолитися за процвітання в бізнесі та добробут у родині. Цінські іммігранти з Китаю побудували два храми Кантей-бьо в зоні змішаного проживання. Один з них побудували 1888 року на Накаямате-дорі, 7, впливові китайці Лань Чжуофенґ, Чжен Ванґао та Май Шаопен, перенісши покинений храм Чіґан-сан Чьораку-джі з села Фусе повіту Кавачі префектури Осака. Основним об'єктом поклоніння в Чьораку-джі спочатку був Ґуаньїнь з одинадцятьма обличчями, але під час переїзду додали головні китайські об'єкти поклоніння, як-от Гуань Ді та Чяньхоу тощо. Цей Кантей-бьо зазнав руйнації в червні 1945 року внаслідок повітряних бомбардувань, однак 1947 року його відбудували і встановили статую Гуань Ді, імпортовану з Тайваню. Другий Кантей-бьо побудували теж 1888 року в другому кварталі Кано-чьо. Він теж згорів під час бомбардувань у червні 1945-го, але так і не був відновлений. Чжунхуа Хуейґуань, розташований на Накатамате-дорі, 6, теж містив статую Гуань Ді, тому його також називали Кантей-бьо.
У відбудованому Кантей-бьо щороку під час Фестивалю голодних духів з 14-го по 16-й день 7-го місяця за місячним календарем відбувається Суйріку фудо шьое (яп. 水陸普度勝会, suiriku fudo shōe) Урабон-е. У жовтні 1997 року цей фестиваль визнано місцевим нематеріальним народним культурним надбанням № 1 міста Кобе.

## Медицина
Від моменту відкриття порту чужоземні резиденти вбачали чималу проблему в поганому стані санітарії в поселенні. Багато людей хворіло на тиф, та й можливість поширення віспи чи холери викликала стурбованість. У травні 1869 року в Уджіно-мура (яп. 宇治野村) префектура заснувала лікарню під назвою Лікарня Кобе (яп. 神戸病院), що приймала не лише японців, а й чужоземців. Але десь через рік заговорили про низький рівень доступного там лікування, тож чужоземці почали вимагали створення власної лікарні.
Чужоземні резиденти шукали можливість створити лікарню, яка б приймала і чужоземців, і японців, але префектура на це не погодилася. Тож у лютому 1871 року чужоземці постановили заснувати власну Міжнародну лікарню Кобе (яп. 神戸万国病院, Kōbe bankoku byōin), фінансовану суто на пожертви. Джон Каттінґ Беррі, який став медичним директором Міжнародної лікарні в липні 1872 року, запровадив практику обслуговування не лише чужоземних резидентів, а й японців. Спочатку лікарня розміщувалася в орендованій приватній оселі поблизу храму Ікута, але дедалі частіше говорили про її невідповідні умови, тож 1874 року зведено нову лікарню на Ямамото-дорі, 1.

## Чужоземні резиденти

### Чисельність
Чисельність чужоземців, що мешкали в самому поселенні та зоні змішаного проживання:
| Рік  | Британці | Американці | Німці | Французи | Голландці | Цін  | Інші     | Загалом  |
| ---- | -------- | ---------- | ----- | -------- | --------- | ---- | -------- | -------- |
| 1871 | 116      | Невідомо   | 36    | 19       | 36        | 240  | Невідомо | Невідомо |
| 1878 | 230      | 52         | 50    | 11       | 26        | 619  | 28       | 1016     |
| 1880 | 194      | 63         | 42    | 10       | 10        | 517  | 22       | 858      |
| 1885 | 144      | 37         | 42    | 12       | 11        | 630  | 27       | 903      |
| 1890 | 310      | 87         | 87    | 59       | 13        | 1432 | 51       | 2039     |
| 1895 | 449      | 121        | 177   | 29       | 15        | 988  | 129      | 1908     |

### Визначні чужоземні резиденти

#### Бізнесмени

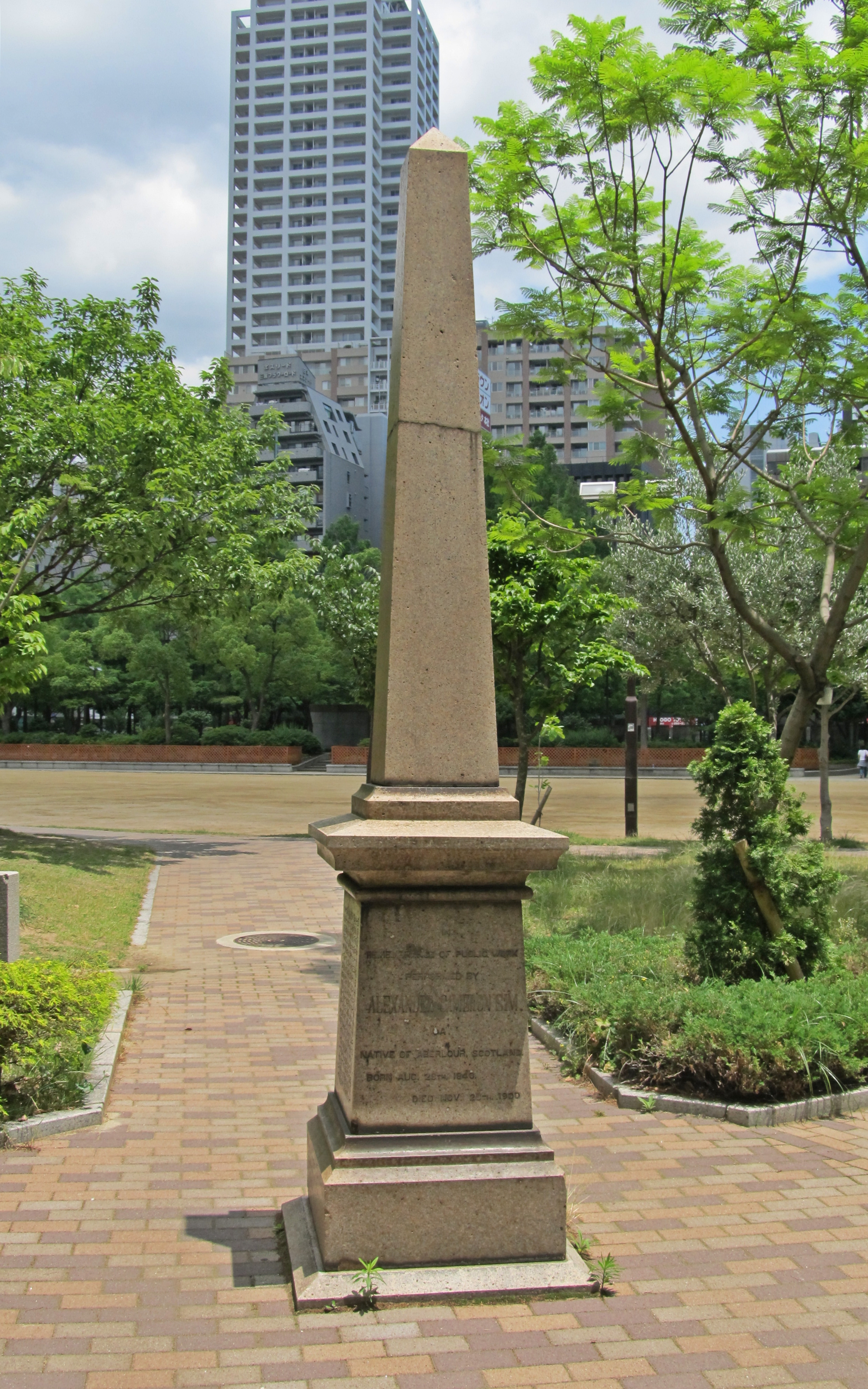
Стела на честь Александра Камерона Сіма в парку Хіґаші Юенчі

Александер Камерон Сім приїхав до Кобе 1870 року. Спочатку він працював фармацевтом у аптеці, що належала Llewellyn & Co., а потім заснував на ділянці 18 фірму Sim & Co. Як сказано вище, компанія Сіма першою в Японії почала виробляти та продавати Рамуне, а ще саме він запропонував заснувати Клуб регати та спорту Кобе. Крім того, Сім очолював внутрішню пожежну команду, яку організували були самі жителі, і прославився своїм вмінням попереджати лиха. Він здіймався на каланчу, розташовану в парку Нішімачі поблизу його дому, й озирав звідти навколишню місцевість. Навіть лягаючи спати, він клав біля перини свій протипожежний одяг, шолом і сокиру, і, як переказують, жодне гасіння пожежі не обходилося без його особистої участі. Коли поселення повертали Японії, а пожежну команду передавали під управління міста, то Сіма призначили в новій структурі почесним радником і дозволили керувати командою. А ще Сім був заступником голови муніципальної ради поселення. Коли під час повернення поселення Японії голова муніципальної ради захворів і не міг відвідати церемонію повернення, то Сім був присутній замість нього й підписав відповідні документи.
Артур Гескет Ґрум, що працював на «Glover and Co.» Томаса Блейка Гловера, прибув до Кобе 1868 року з метою заснувати філію цієї компанії. 1871 року разом зі своїм колегою за цією компанією Гайманном Ґрум заснував на ділянці 101 компанію «Mourilyan, Heimann & Co.», яка експортувала японський та імпортувала цейлонський чай. 1895 року Ґрум побудував дачу на вершині гори Рокко на орендованій на ім'я сина земельній ділянці. Далі він почав продавати там земельні ділянки іншим чужоземцям і таким способом започаткував розроблення цієї гори. А ще Ґрум був знаний як спортсмен: він взяв участь у заснуванні Крикетного клубу й Клубу регати та спорту Кобе. 1901 року на горі Рокко він побудував приватне чотирилункове поле для гольфу — перше поле для гольфу в Японії. Після повернення поселення Японії, 1903 року воно розвинулося в Гольф-клуб Кобе з системою членства. Крім того, з 1897 до 1916 року Ґрум працював президентом компанії, що управляла готелем Oriental.

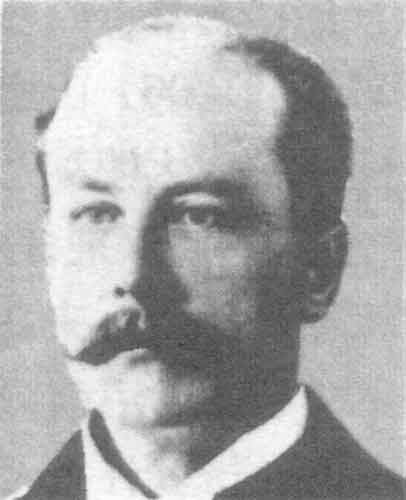
Артур Гескет Ґрум

Одразу ж після відкриття порту Едвард Чарлз Кірбі створив компанію Kirby and Co., що займалася імпортом устаткування та інших різних товарів. 1869 року в спілці з двома англійцями Кірбі заснував Оногамську гамарню, а потім самостійно — Оногамську корабельню. Ця компанія зробила великий внесок у розвиток суднобудівної промисловості Кобе. 1882 року тут споруджено перший в Японії залізний пароплав (Дай-ічі Тайко Мару (яп. 第一太湖丸) — залізничний пором через озеро Біва). Утім, компанія потрапила у фінансову скруту, і 1884 року Кірбі наклав на себе руки.

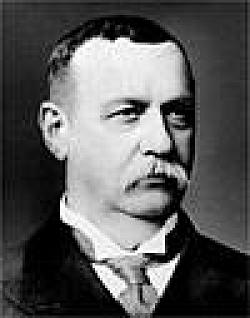
Едвард Газлетт Гантер

Працівник Kirby and Co. Едвард Газлетт Гантер, звільнившись з компанії, 1874 року на ділянці 29 створив власну торговельну фірму Hunter and Co. Взявшись за суднобудування, 1879 року в спілці з лісопромисловцем Кадотою Сабуробее він заснував Осацьку гамарню (попередницю корабельні Хітачі), розташовану в гирлі річки Абе в Осаці. 1883 року Гантер зумів побудувати дерев'яний сухий док, що за тогочасним рівнем технологій вважали доволі складною технічною задачею, й обернув Осацьку гамарню в провідну суднобудівну компанію регіону Кансай. Диверсифіковане управління дозволило бізнесу Гантера стати на твердий ґрунт. 1882 року через дефляційну політику японського уряду Осацька гамарня опинилася на межі банкрутства, однак завдяки експорту шліфованого рису змогла вистояти й навіть вийшла в прибуток. Натоді Гантер експортував понад 10 тис. тон шліфованого рису на рік, а рис із Кобе встановив ціновий стандарт на Лондонському ринку зерна. На схилі літ Гантер передав бізнес своєму синові Рютаро, а сам докладав чималих зусиль, спрямованих на поглиблення культурного обміну між чужоземцями та японцями, зокрема просував серед чужоземних резидентів резолюцію щодо коригування нерівних договорів.
Брати Томас Джон Уолш приїхали до Кобе зараз же після відкриття порту, і заснували філію свого торгового підприємства Walsh and Co. (згодом Walsh, Hall, and Co.). Walsh, Hall і Co. експортували бавовну з Японії на Захід, де з неї в той час виробляли папір. Для затверднення бавовни перед експортом у той час застосовували негашене вапно, але під час транспортування його залишки вступали в реакцію з вологою, виділялося тепло, і це спричиняло часті пожежі. Тоді Walsh, Hall і Co. придумали спосіб безпечно експортувати бавовну у вигляді пульпи, що принесло великі прибутки. Затим Брати Уолш поширили свою діяльність на виробництво паперу, заснувавши в районі Санномія Паперову фабрику Кобе (майбутню Паперову фабрику Міцубіші).

#### Письменники

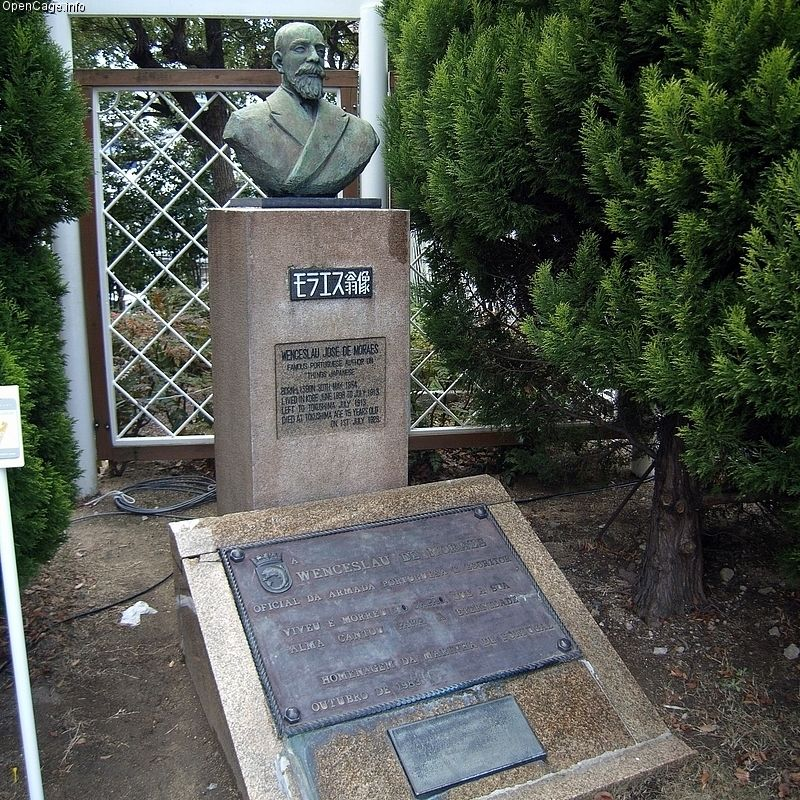
Погруддя Морайша в парку Хіґаші Юенчі

Лафкадіо Герн (знаний ще під іменем Якумо Койдзумі) проживав у поселенні чужоземців Кобе з 1894 до 1896 року. Завдяки рекомендації Безіла Голла Чемберлена він знайшов роботу в газеті Kobe Chronicle (попередниці Japon Chronicle) й упродовж чотирьох місяців публікував критичні есе в редакційному розділі. Саме в Кобе Герн вирішив стати натуралізованим японським громадянином. 1896 року Герн перебрався з Кобе до Токіо, де став викладачем Токійського імператорського університету.
1899 року Венсеслау де Морайш дістав посаду віце-консула в португальському консульстві, розташованому в поселенні чужоземців, негайно був підвищений до посади консула і залишався в Кобе до 1913 року. Починаючи з 1901 року, Морайш публікував есе про Японію в португальській газеті Comércio do Porto.

#### Християнські місіонери

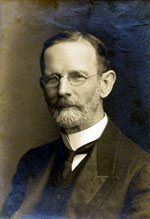
Волтер Рассел Ламбут

Християнські місіонери, що прибули до поселення чужоземців у Кобе, займалися не лише власне проповідництвом, а й працювали на ниві освіти, медицини та поліпшення добробуту.
Восени 1886 року місіонери методистської церкви Півдня Джеймс Вільям Ламбут та його син Волтер Рассел Ламбут у своєму домі на ділянці 47 відкрили школу, яку вони назвали Коледжем Палмора. Там вони читали лекції з англійської мови та Святого Письма. Коледж Палмора розвинувся в професійну школу Коледжу Палмора, де викладали англійську розмовну мову, а його жіноче відділення стало коледжем Кеймей. Джеймс Ламбут взяв участь ще й у заснуванні Відділу підготовки виховательок для дитячих садків (одного з попередників коледжу Сейва) Хіросімської жіночої школи (попередниці Хіросімського жіночого університету), а Волтер Ламбут 1889 року заснував Коледж Кансей. Дружина Джеймса, Мері Ізабелла Ламбут, знана завдяки заснуванню 1888 року Жіночої місійної школи Кобе (яп. 神戸婦人伝道学校) (згодом перейменованої на Жіночу місійну школу імені Ламбут, разом з Відділом підготовки виховательок для дитячих садків Хіросімської жіночої школи попередницю коледжу Сейва).

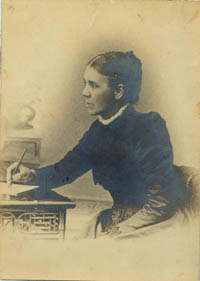
Джулія Дадлі

1875 року дві місіонерки Американської Ради, Ілайза Талкотт і Джулія Дадлі заснували біля підніжжя гори Сува першу в префектурі Хіого жіночу школу (повсякденна назва — Дім Кобе, попередниця Коледжу Кобе). 1880 року Дадлі заснувала Жіночу місійну школу Кобе (яп. 神戸女子伝道学校) (одну з попередниць коледжу Сейва).
Ще один місіонер Американської ради Джон Каттінґ Беррі вів енергійну медичну практику в Кобе, Хімедзі та Санда: він керував не лише Міжнародною лікарнею Кобе (яп. 神戸万国病院, Kōbe bankoku byōin), а й Лікарнею Кобе (яп. 神戸病院). У січні 1873 року Беррі провів у лікарні Кобе перший в історії префектури розтин тіла. 1877 року на прохання префектури у зв'язку зі спалахом Бері-бері він відвідав в'язницю Кобе і на власні очі побачив антисанітарію та нелюдське поводження з ув'язненими. Він звернувся до префекта з проханням реформувати пенітенціарну систему. Після нього й інші місіонери відвідали в'язниці та представили уряду плани реформи системи.
Сестра Товариства Ісуса Філомена Валентін Антонін починаючи приблизно з 1890 року доглядала за сиротами в школі для дівчат на ділянці 41. Вона працювала там до завершення Другої світової війни і за цей час доглянула кілька сотень дітей.

### Чужоземний цвинтар

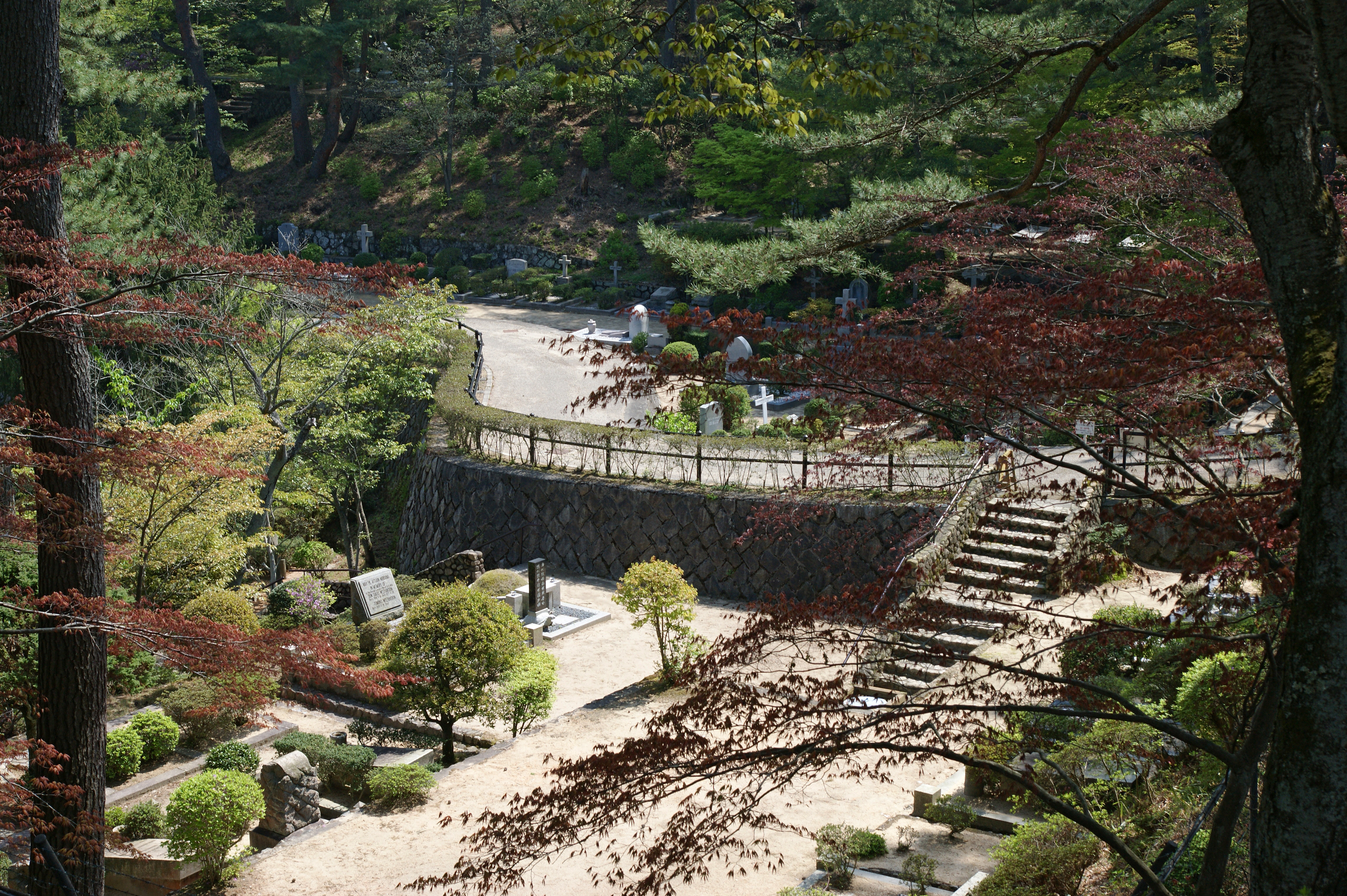
Муніципальний чужоземний цвинтар Кобе

Перший цвинтар, який сьогунат Едо надав для чужоземців, розташовувався в Онохама Шінден (тепер це Хамабе-дорі, 6, у районі Чюо міста Кобе). Цвинтар був у віданні виконавчого комітету муніципальної ради поселення, а після повернення поселення Японії перейшов на баланс міста Кобе.
1899 року, через переповненість цвинтаря, місто створило додатковий цвинтар в Касугано, Фукіай-мура (тепер це Каґойке-дорі, 4, у районі Чюо міста Кобе). Однак зрештою цей цвинтар теж переповнився, і місто почало будувати ще один — на горі Футатабі в районі Чюо. Будівництво цього нового, Муніципального чужоземного цвинтаря Кобе, перерване на час Другої світової війни, завершилося 1952 року. Того ж року туди перенесли всі могили з Онохама, а 1961-го — з Касугано.

## Вплив на околиці
Поселення чужоземців у Кобе квітло як база зовнішньої торгівлі та брама західної культури, а його економічний і культурний вплив поширювався ще й на околиці.
До відкриття порту центром місцевої торгівлі була гавань Хіого, навколо якої утворилося міське середовище. Однак, після відкриття порту територія навколо поселення чужоземців стала місцем жвавої економічної діяльності, й тут сформувалися нові міські райони. На початку 1890-х років райони навколо поселення чужоземців і райони навколо старого порту утворили єдиний міський масив. Насправді ж для зовнішньої торгівлі відкрився не старий місцевий порт, розташований у гавані Хіого, а дещо віддалений від нього новий порт, щойно побудований на узбережжі Кобе-мура. Імператорським указом 1892 року його названо порт Кобе, і того ж року його площа збільшилася так, що старий порт Хіого увійшов до його складу.
Розглядаючи зміни в культурі, насамперед слід згадати про вплив на кулінарні звичаї. Ще 1869 року в околицях поселення чужоземців відкрився перший японський ресторан яловичини Канмон Ґекка-тей (яп. 関門月下亭, Kanmon Gekka-tei), 1871 року відкрилися японські магазини яловичини Ої Нікутен і Морія Шьотен, тобто майже одразу ж після відкриття порту японці почали виробляти яловичину й вживати її як їжу. Приблизно тоді ж поширилося споживання молока та хліба. Починаючи з 1873 року префектура Хіого почала проводити політику будівництва в околицях поселення архітектури в західному стилі, але справжня вестернізація архітектури тут відбулася вже після повернення поселення Японії. Вважають, що вигляд чужоземних резидентів, які розважалися в парку Найґайджін грою в теніс і регбі, сприяв поширенню цих видів спорту серед місцевих жителів. Внаслідок діяльності релігійних місіонерів зросла кількість місцевих християн. Шібата Такенака, який брав участь у будівництві поселення, виступав за будівництво для чужоземців кварталу червоних ліхтарів, обґрунтовуючи це тим, що "після відкриття порту сюди заходитимуть військові кораблі та торговельні судна, прибуватимуть і відбуватимуть моряки та інша обслуга, тож без наявних борделів ситуація вийде з-під контролю.". Тому 1868 року в гирлі річки Уджі, на околиці зони змішаного проживання, побудовано квартал червоних ліхтарів Фукухара. 1870 року його перенесли на східний берег річки Мінато, на північ від шосе Сайґоку Кайдо, і це нове місце дістало назву Шін-Фукухара. Публічні будинки Фукухари обслуговували чужоземних клієнтів, а його архітектура поєднала в собі японський і західний стилі.

## Порівняння з іншими поселеннями чужоземців
За житловою площею, поселення чужоземців у Кобе посідало 3-тє місце в Японії після Йокогами (в 7 разів більше) і Нагасакі (вдвічі більше). Якщо бути точним, то Йокогама складалася з двох окремих поселень (Каннай та Ямате), а Нагасакі — з восьми (Оура, Кудамацу, Умегасакі, Дедзіма, Шінчі, Хіробаба, Хігашіямате та Мінаміямате). Обидва поселення в Йокогамі самі по собі були більшими за поселення в Кобе, натомість навіть найбільше поселення в Нагасакі було меншим за нього. Житлова площа зони змішаного проживання в Кобе була третьою в країні після Йокогами і Цукіджі.
Поселення чужоземців у Кобе було більшим, ніж тамтешня зона змішаного проживання, натомість у Цукіджі та Хакодате все було навпаки. Причиною цього було насамперед те, що Цукіджі, на відміну від сусіднього поселення Йокогама, не був торговельною базою, тому там жило мало чужоземних торговців, а його зона змішаного проживання була ближче до робочих місць деяких чужоземних дипломатів та спеціалістів. У Хакодате умови на території самого поселення були такі погані, що чужоземці радше воліли жити за його межами, в зоні змішаного проживання.
Щодо чисельності чужоземного населення, то в більшому поселенні Йокогама станом на 1893 рік було 4946 жителів, тоді як у Нагасакі 1868 року жило 938 осіб, а 1899 року, після повернення поселення Японії, їх кількість зросла до 1711. Цукіджі, який поступався Кобе за площею самого поселення, але мав більшу зону змішаного проживання, мав офіційно лише 72 жителі у вересні 1871 року та 97 у 1877 році через поширеність нелегального проживання за межами дозволеної території.
| Назва поселення           | Йокогама | Нагасакі | Хакодате | Цукіджі | Кобе  | Кавагучі |
| ------------------------- | -------- | -------- | -------- | ------- | ----- | -------- |
| Територія поселення       | 348197   | 105787   | 1730 рік | 26162   | 49645 | 7747     |
| Зона змішаного проживання | 36216    | 2973     | 13216    | 33323   | 26756 | 3578     |

У період Мейдзі, і Кобе, і Йокогама стали вікнами в зовнішній світ. Однак у Кобе взаємини між японцями та чужоземцями оцінюють як загалом доброзичливі, тоді як взаємини в Йокогамі були набагато складнішими. Щороку там відбувався бурхливий бойкот угод з чужоземцями як реакція на нечесну ділову практику. Така різниця, можливо, була викликана тим, що порт Кобе відкрився через вісім років після порту Йокогами, і за цей час Японія позбулася найзлісніших чужоземних торговців, а сторони змогли краще зрозуміти одна одну.
З іншого боку, подібність між двома портами полягала в обставинах відкриття. Як вже сказано вище, сьогунат відкрив порт Кобе замість передбаченого договором Ансей порту Хіого. І так само порт Йокогама відкрився в незаможному на той час селі Йокогама, а не в гамірному Канагава-джюку. У випадку Хіого ця зміна не спричинила жодних дипломатичних проблем, натомість у випадку Канагави сьогунат відкрив порт в Йокогамі попри рішучі заперечення чужоземних держав. Зрештою, чужоземні держави ратифікували відкриття Йокогами, коли виявилося, що води поблизу неї глибші, ніж поблизу Канагави.

## Галерея

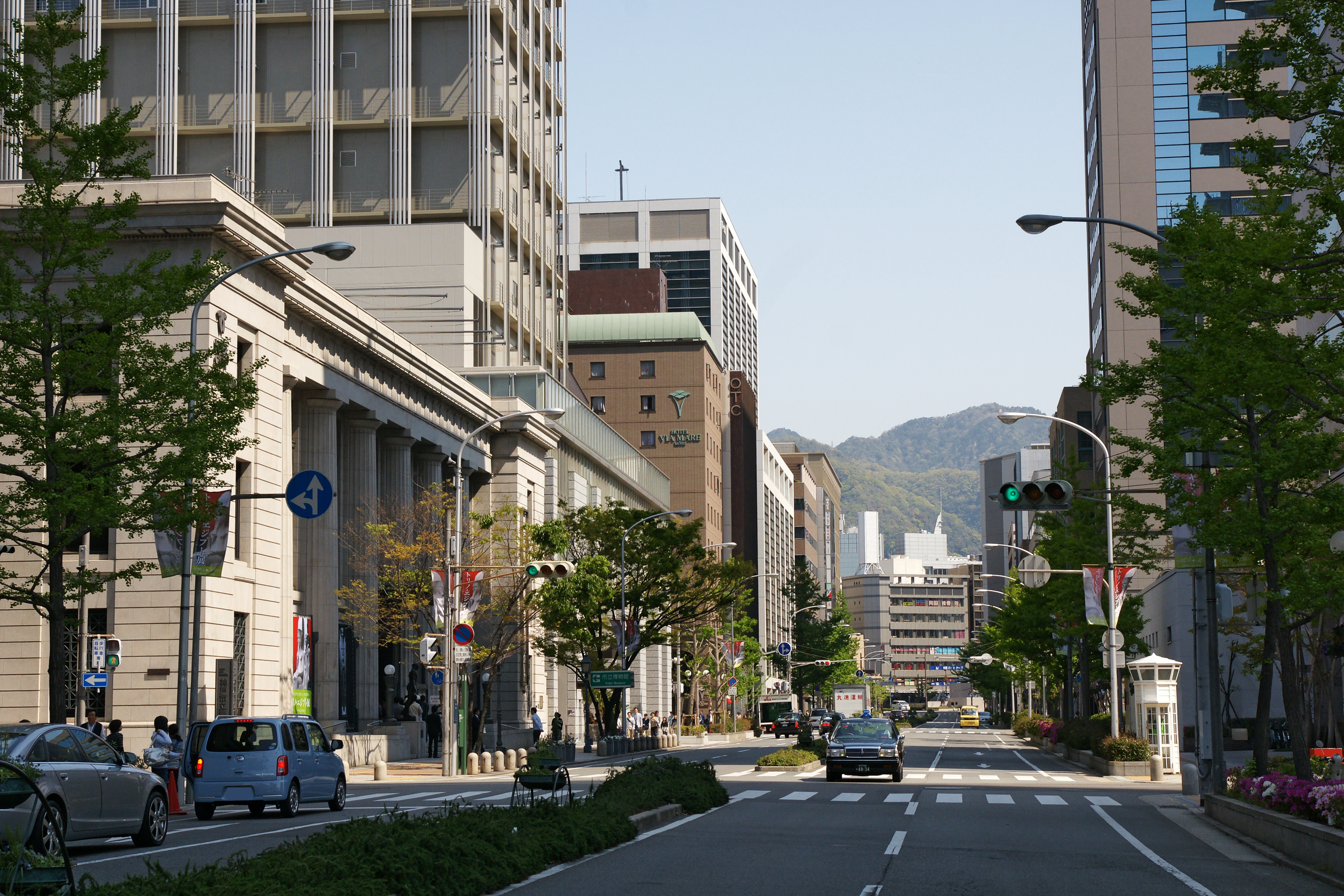
Кьомачі-дорі, колишня головна вулиця поселення
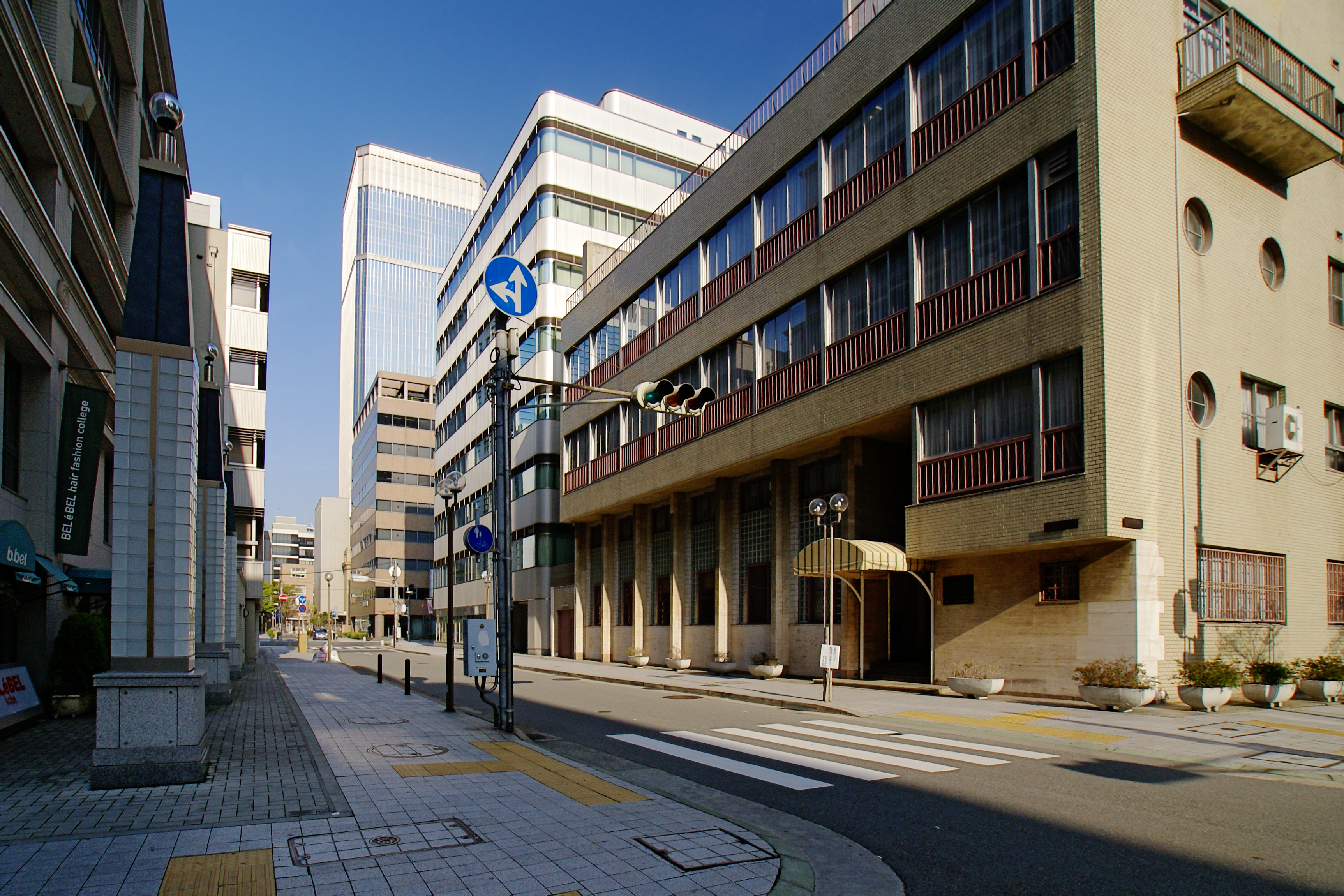
Кітамачі-дорі
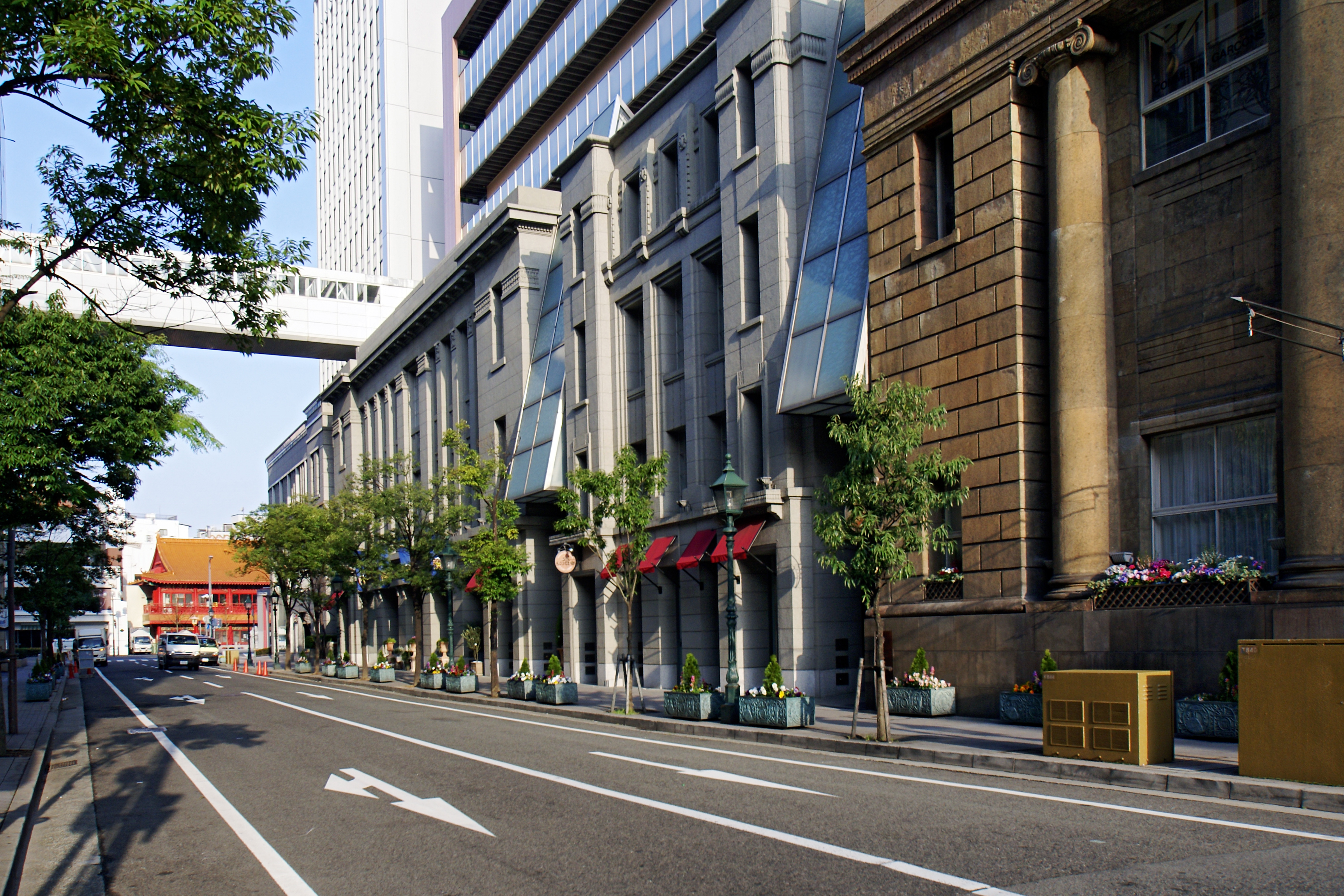
Накамачі-дорі
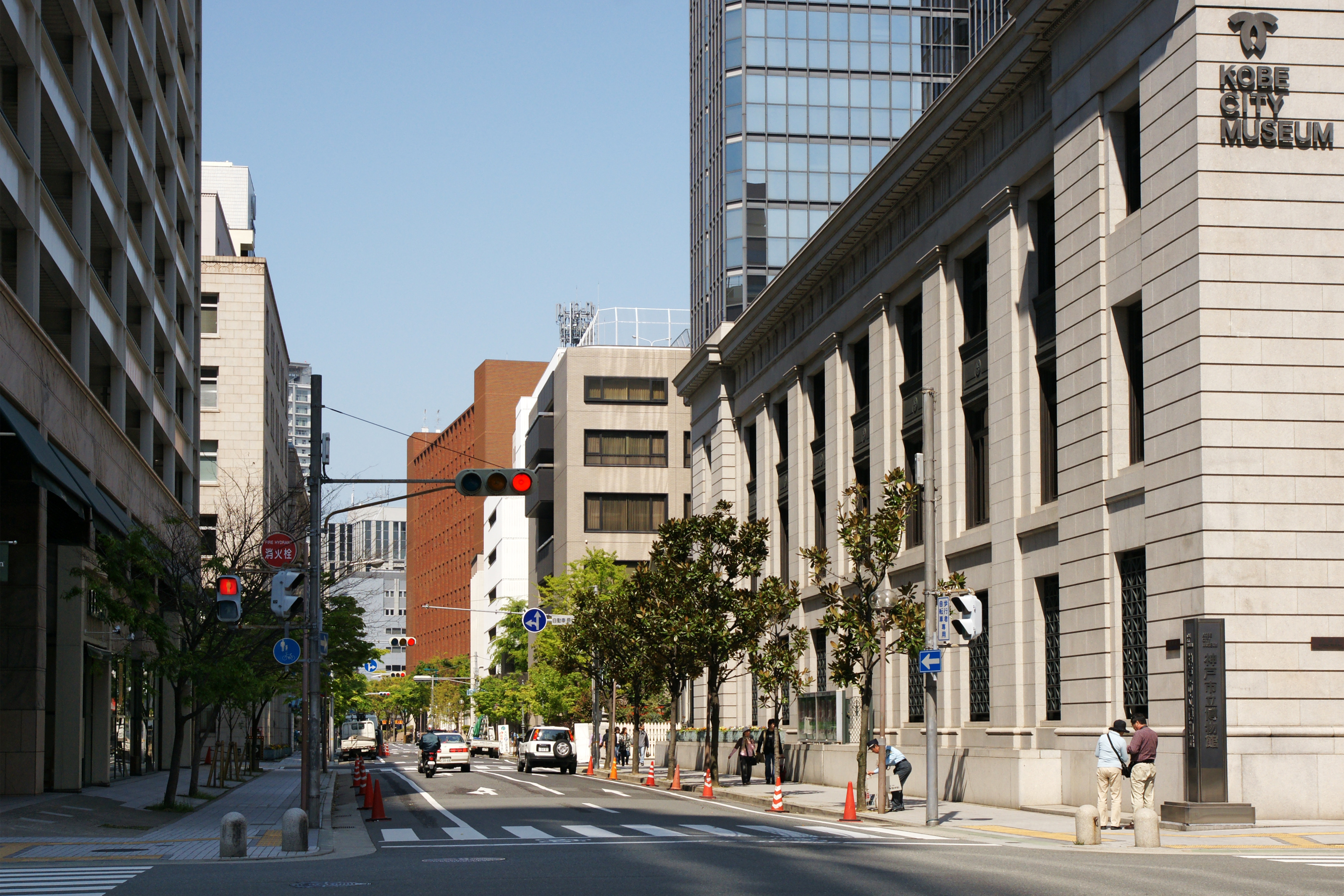
Маемачі-дорі
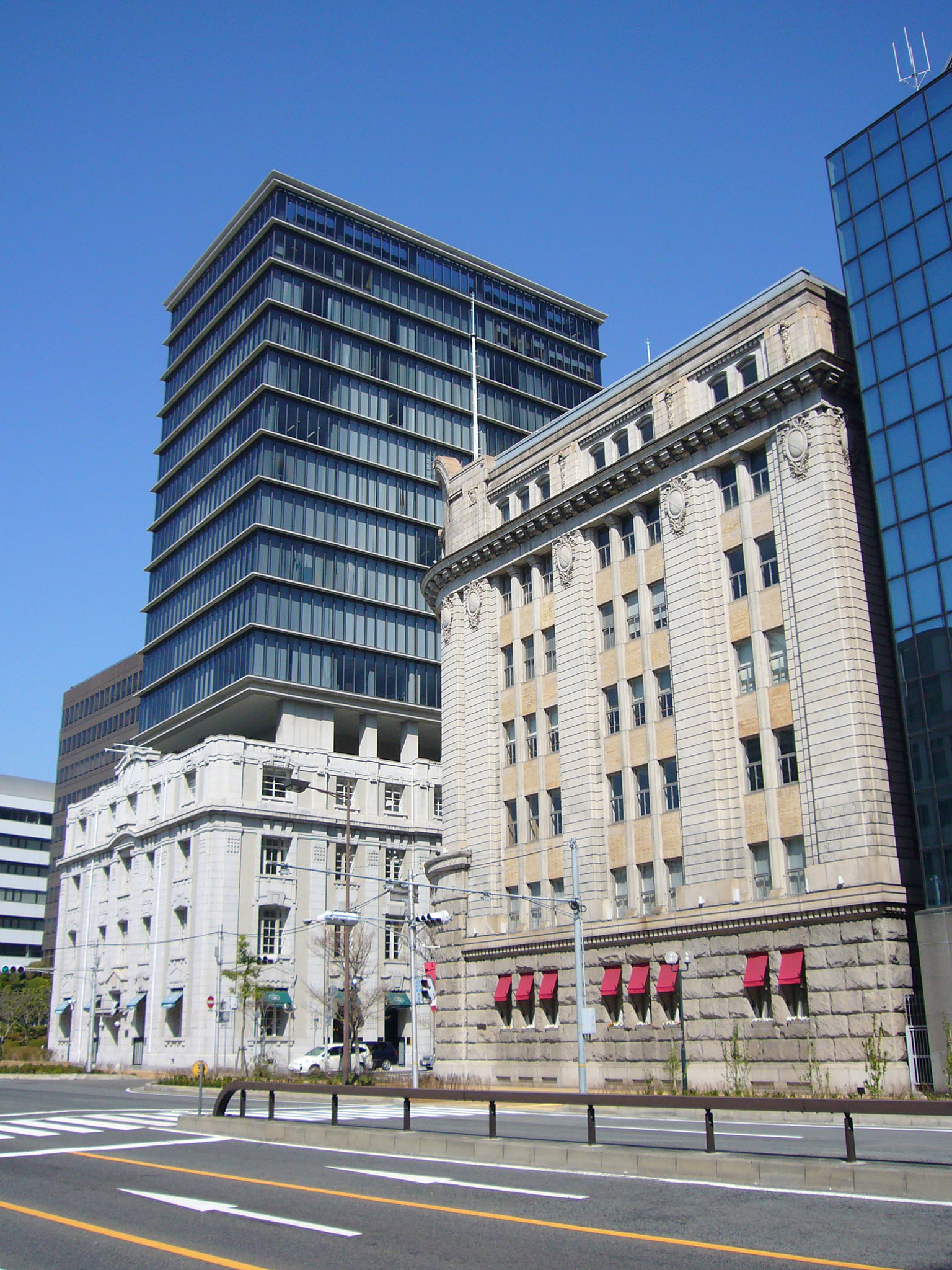
Набережна[ja] (Японський національний маршрут №2[ja], перехрестя з Акашімачі-суджі)
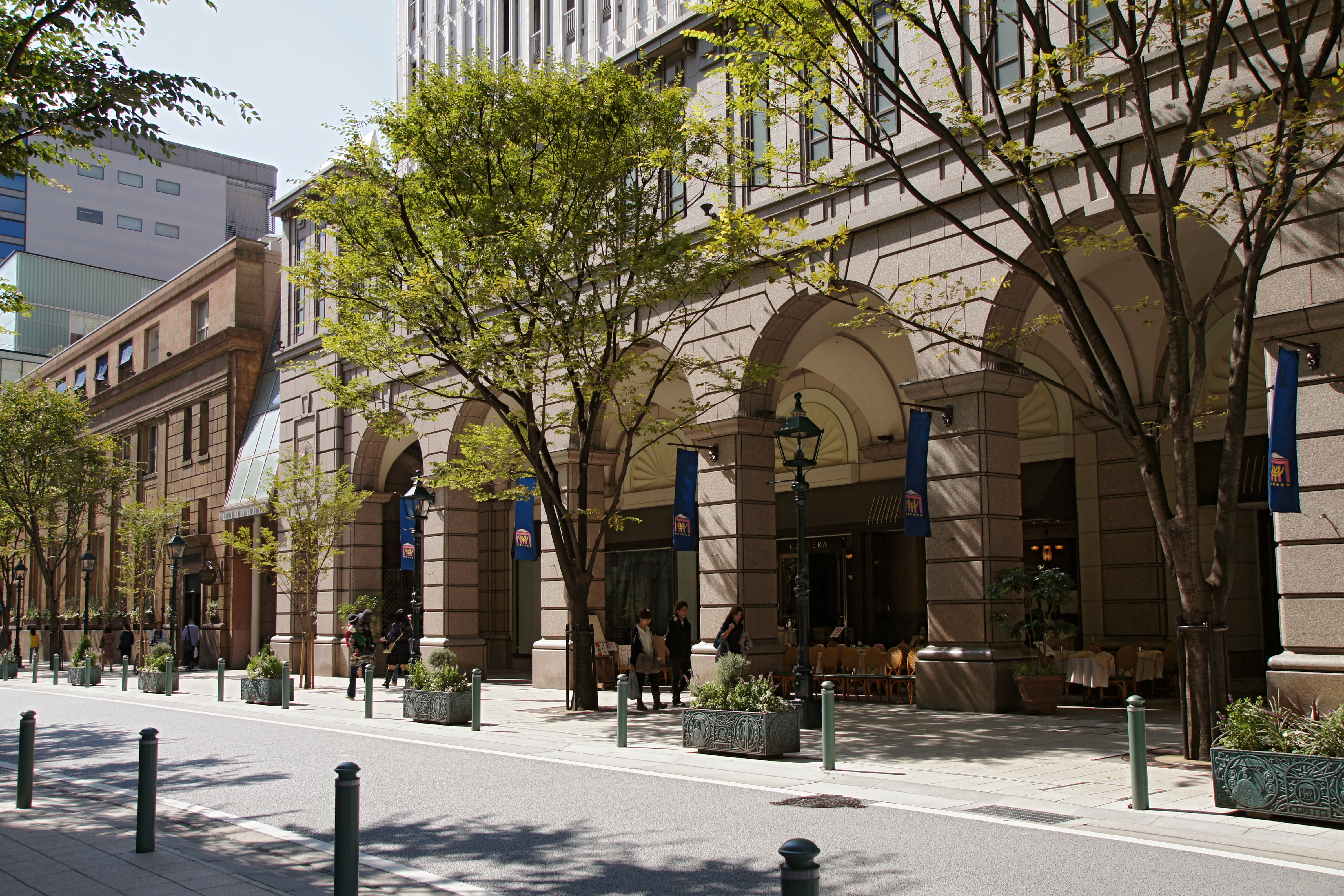
Акашімачі-суджі
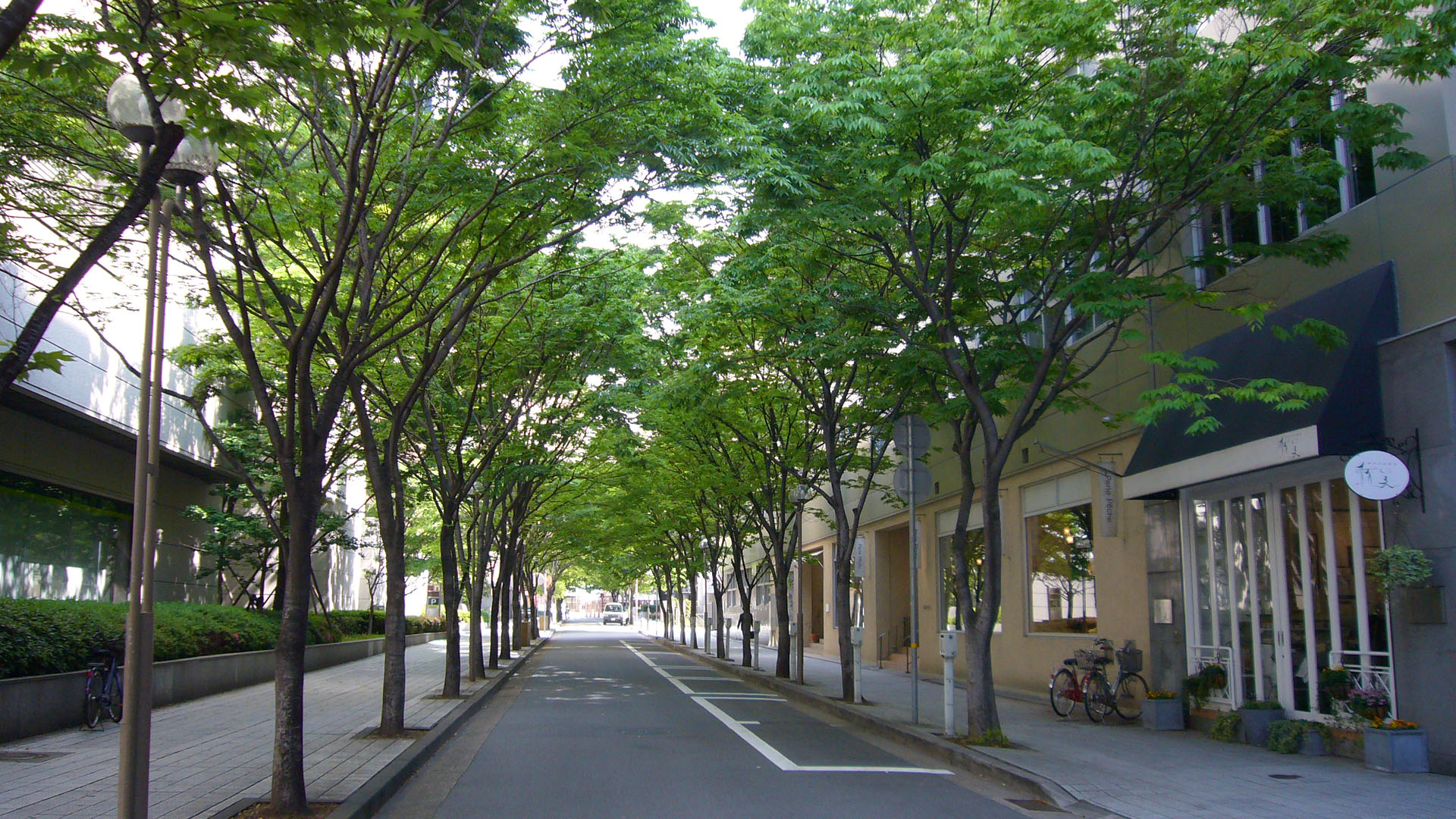
Нанівамачі-суджі
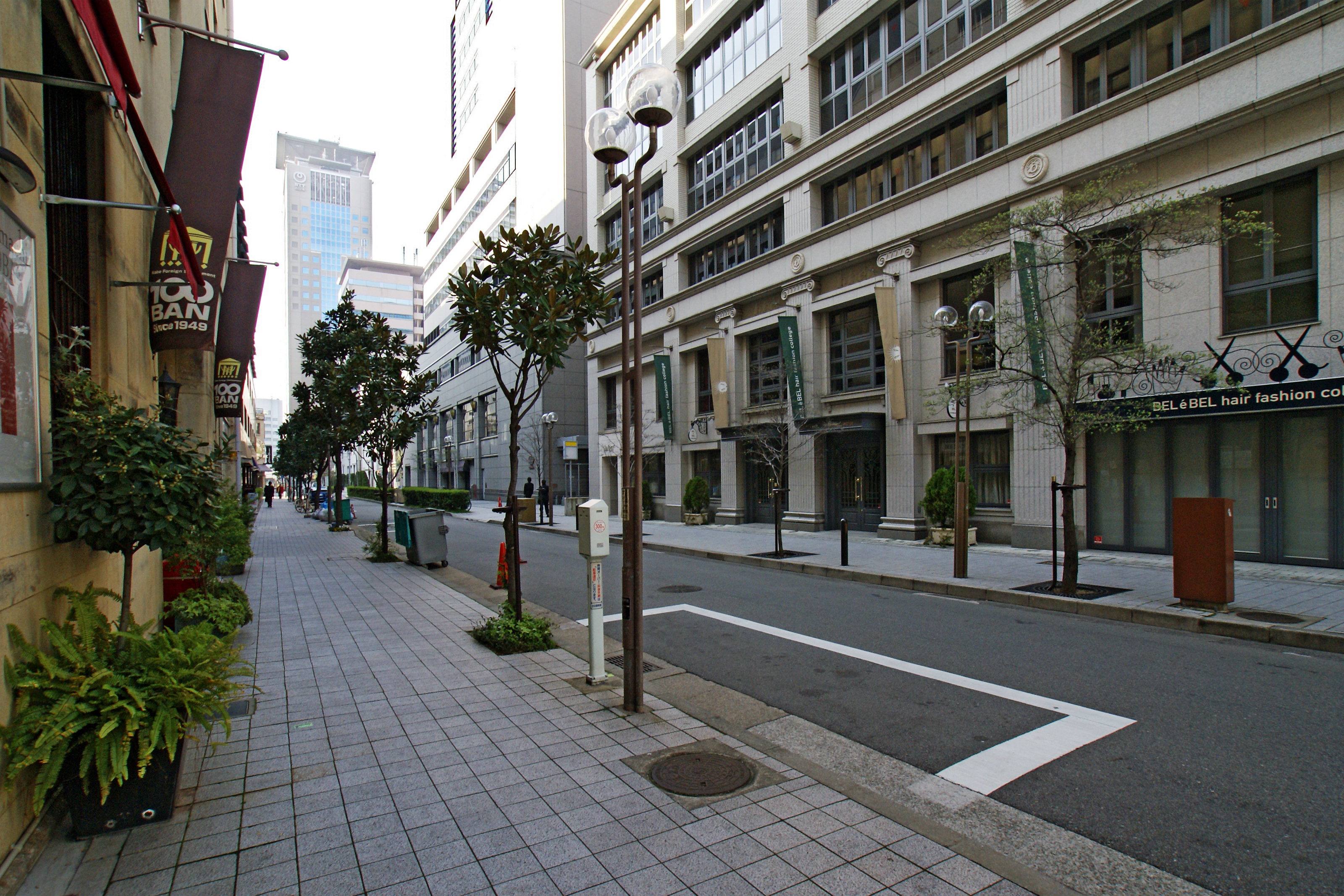
Едомачі-суджі
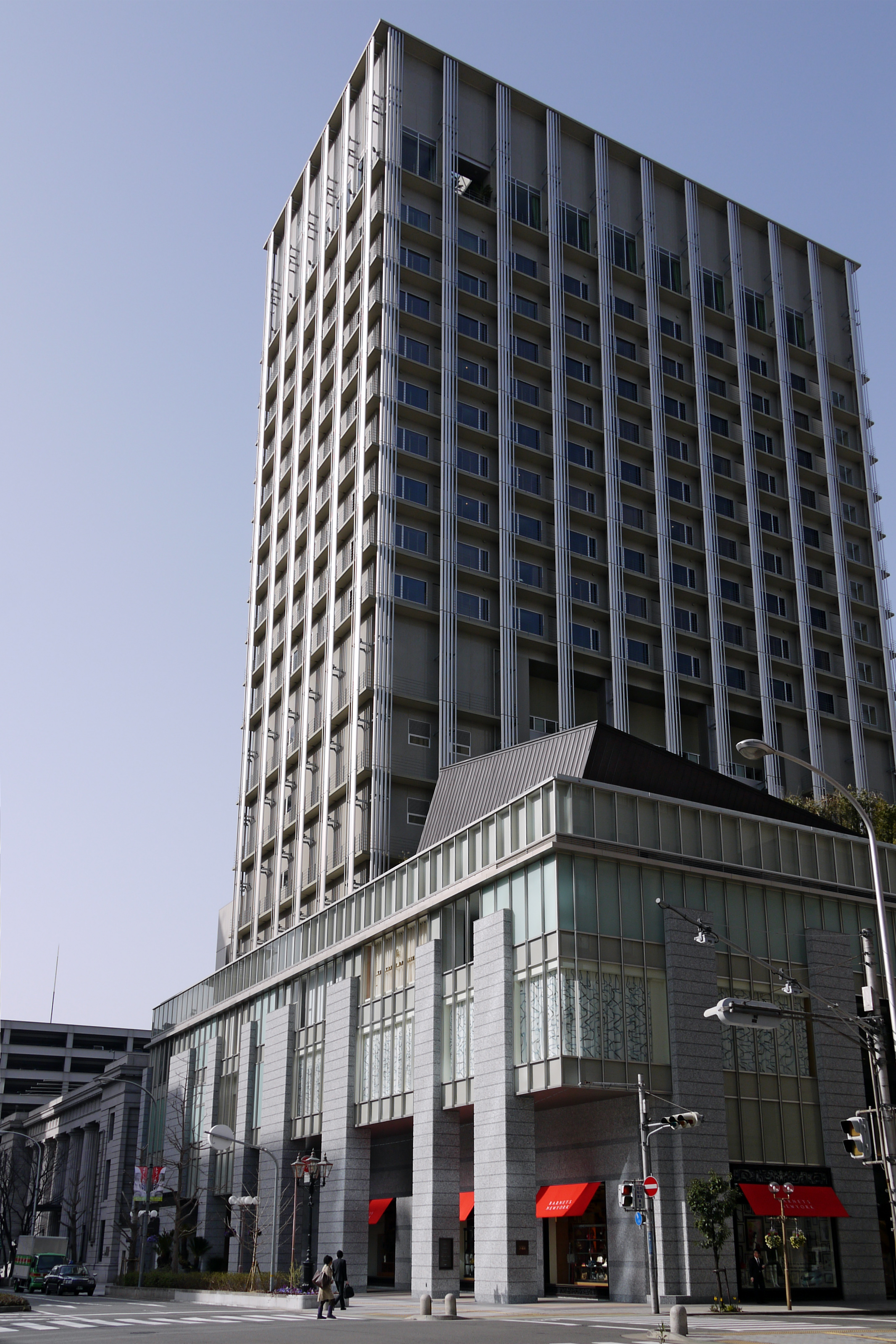
Готель «Oriental» (ділянка 25 колишнього поселення), що відновив діяльність 2010 року
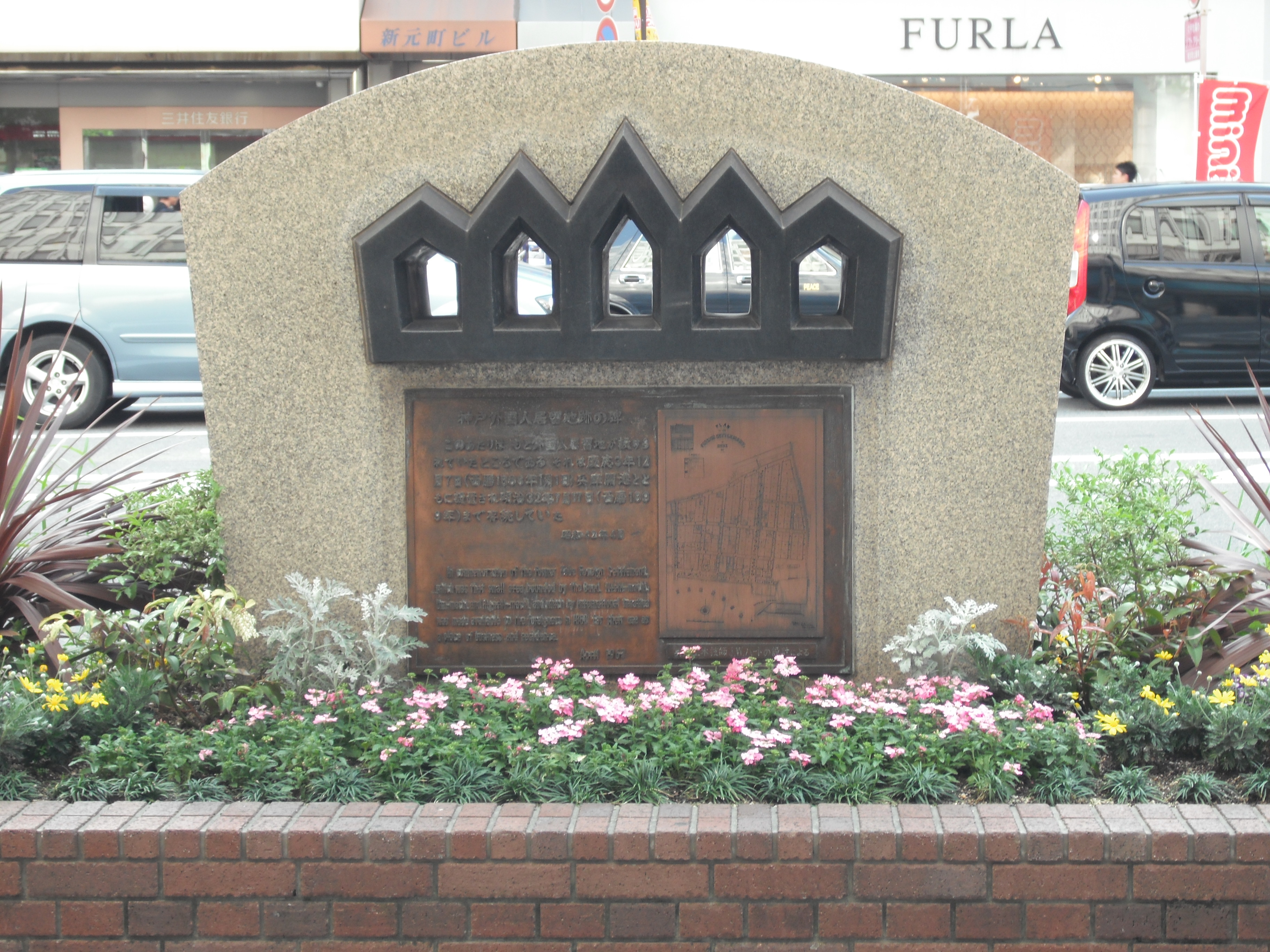
Меморіал поселення чужоземців (перед торговельним центром Кобе Даймару)
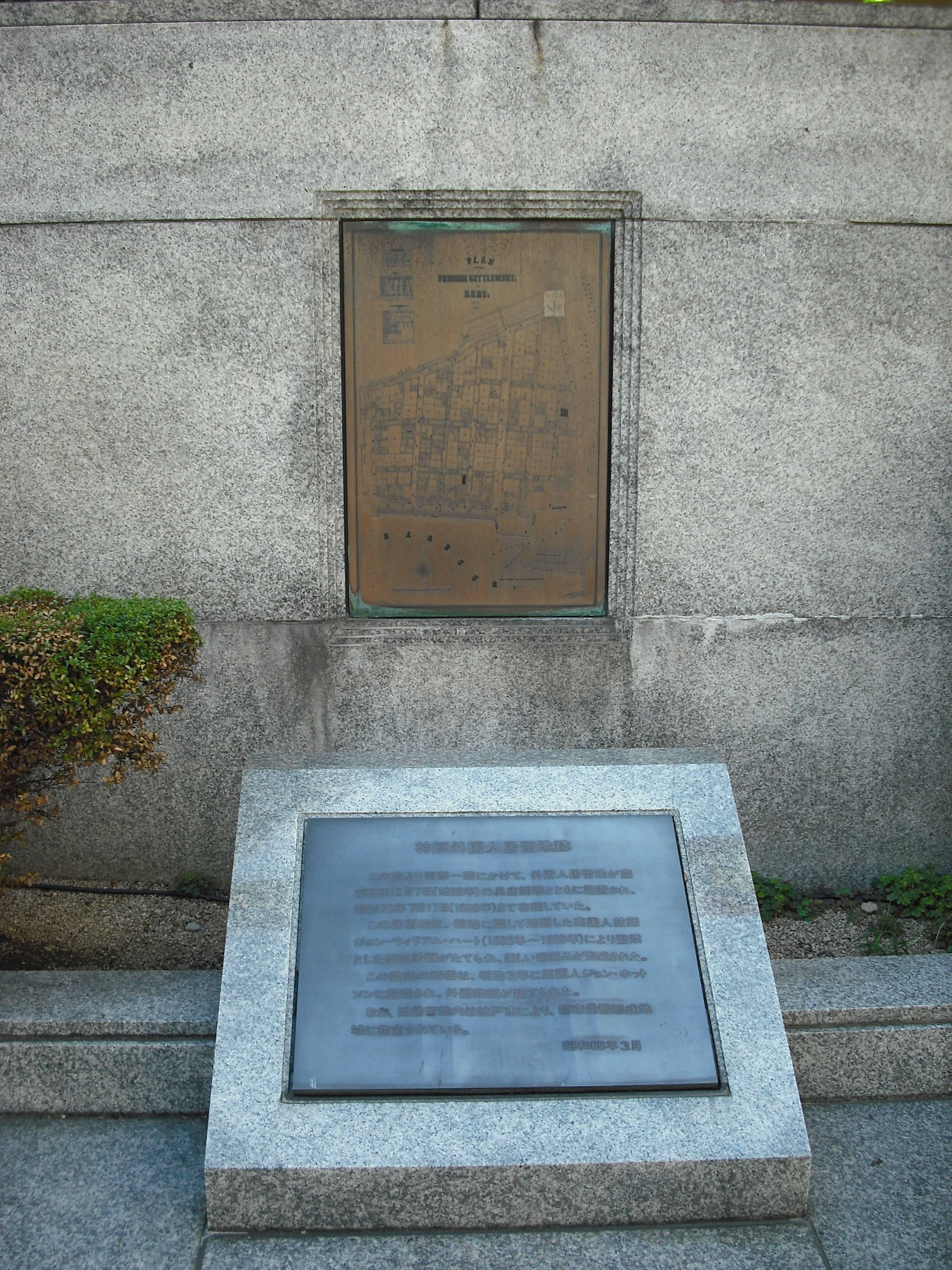
Меморіал поселення чужоземців (на ділянці 95 колишнього поселення чужоземців)
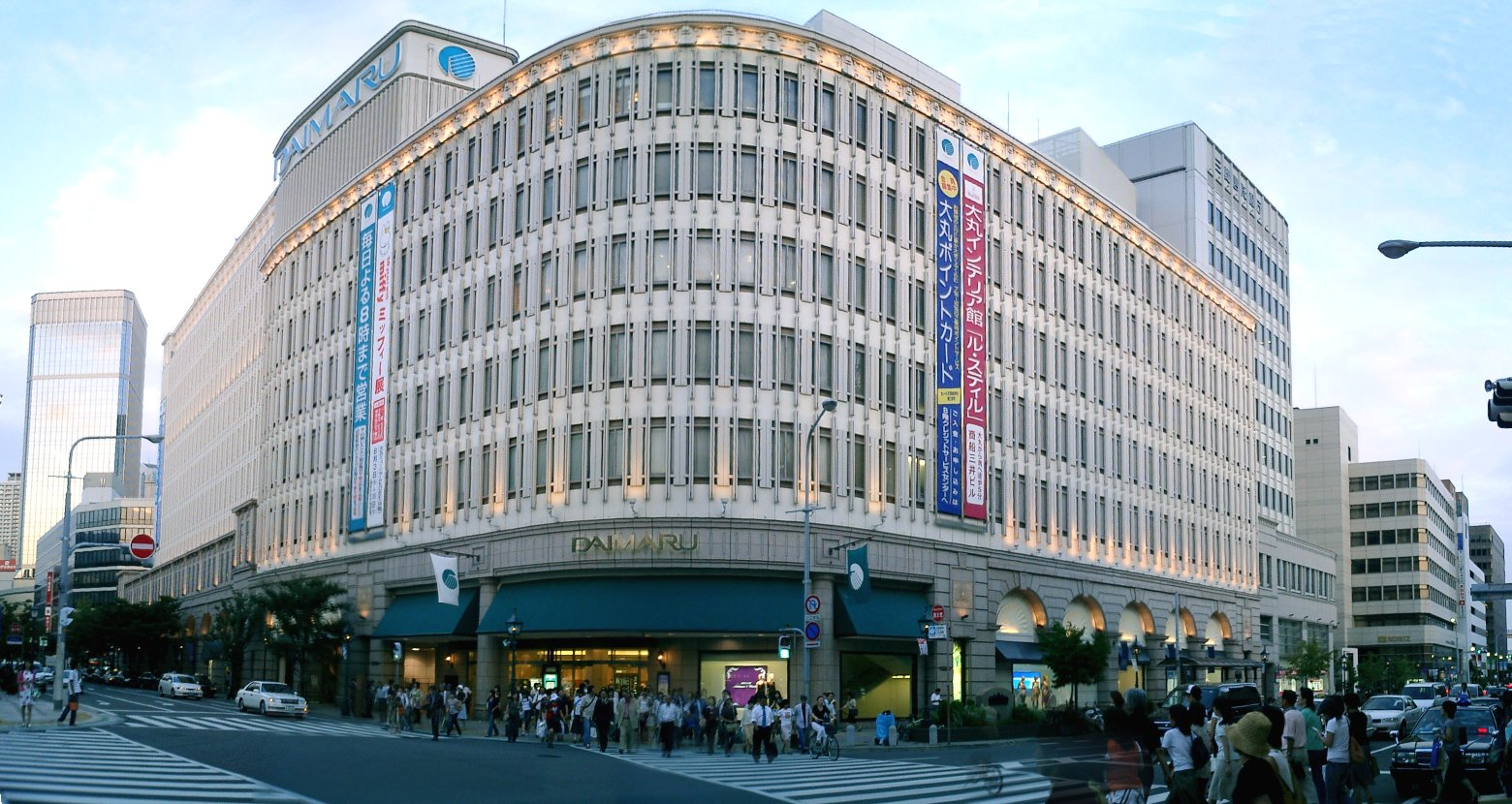
Торговельний центр Кобе Даймару. Розташований на північно-західному куті колишнього поселення чужоземців.
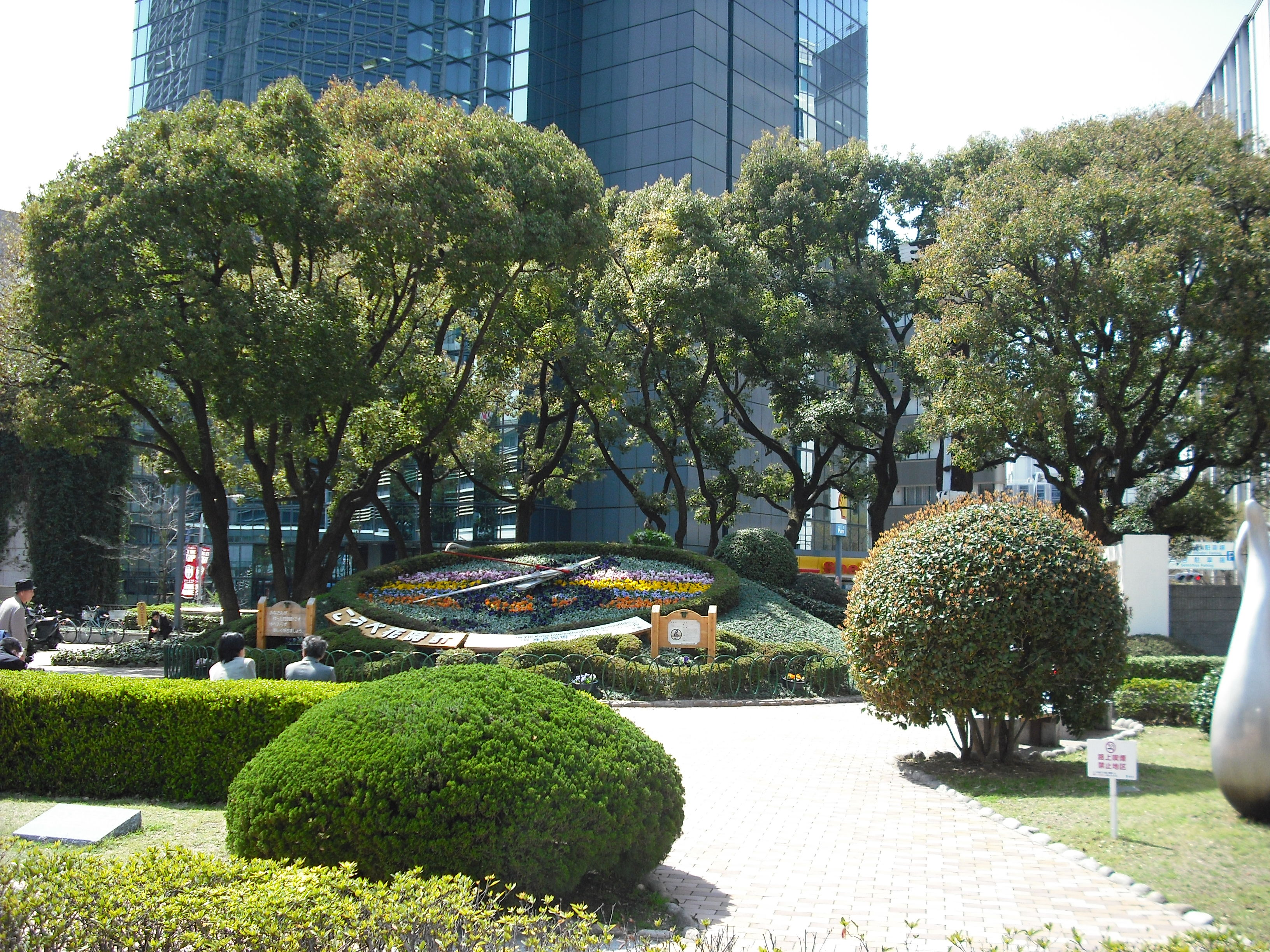
Квітковий годинник Кобе[ja]. Розташований на північно-східному куті колишнього поселення чужоземців.
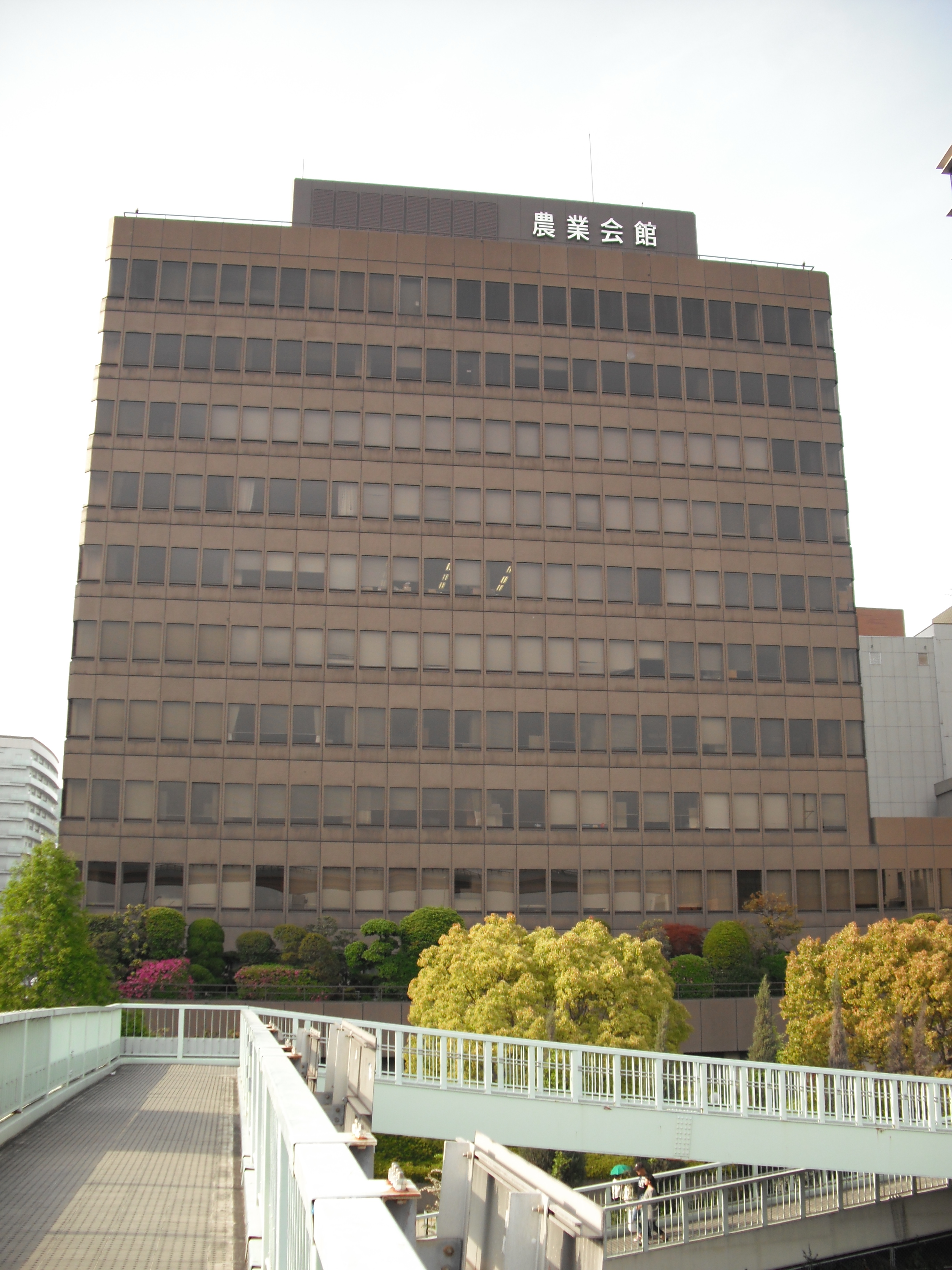
Будівля сільськогосподарської палати Хіого. Розташована на південно-західному куті колишнього поселення чужоземців.
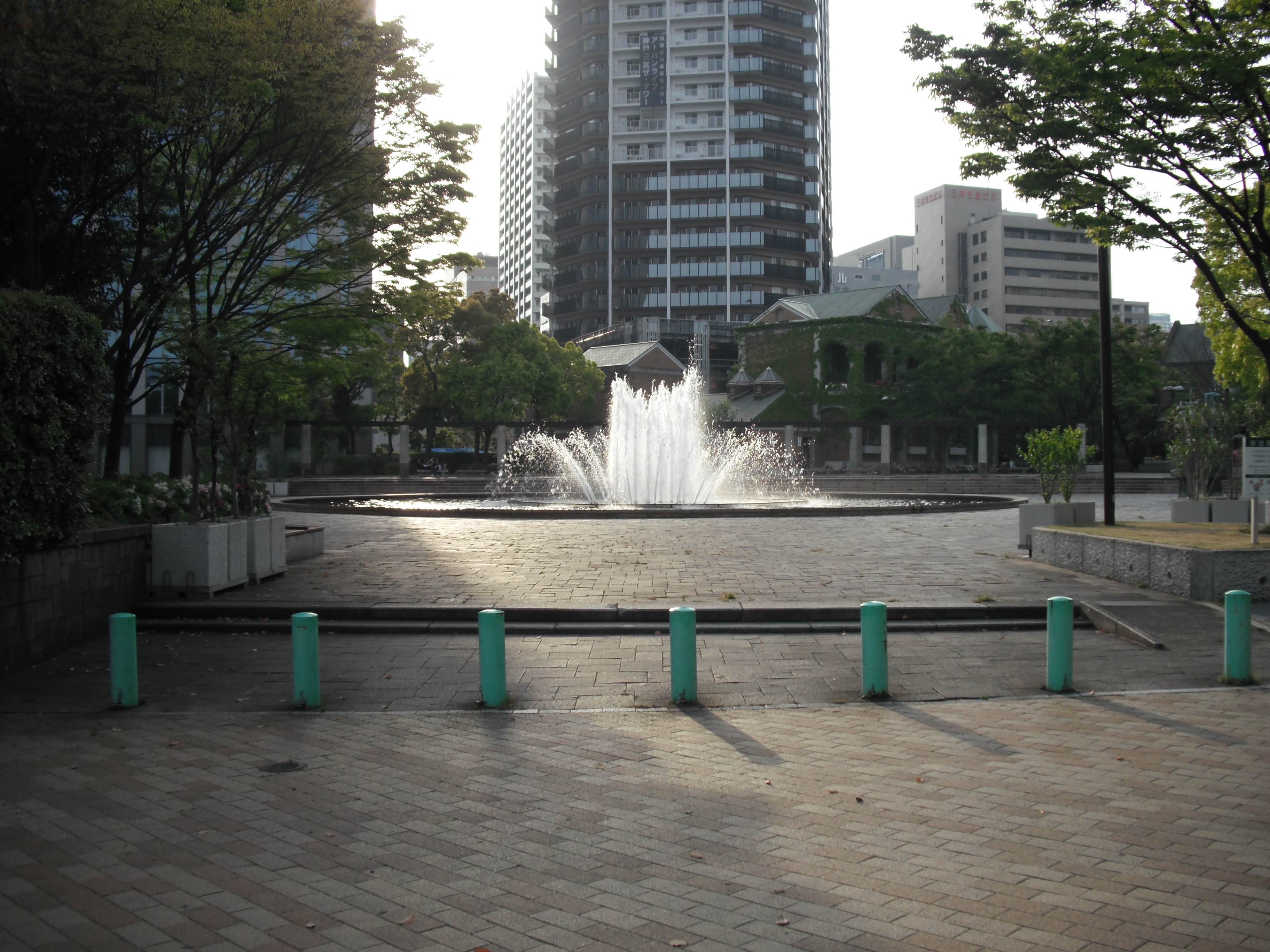
Південний кут Хіґаші Юенчі. Розташований в південно-східному куті колишньої поселення чужоземців.

## Нотатки
1. ↑  Тут і далі слово "відкриття" означає відкриття для зовнішньої торгівлі.
2. ↑  Обійнявши 10 січня 1867 року посаду 15-го сьоґуна сьоґунату Едо, Токуґава Йосінобу двічі подавав петицію про імператорський дозвіл на відкриття порту, але обидва рази діставав відхилення. Тоді Йосінобу особисто відвідав палац. Довелося скликати раду двору, через яку і вдалося провести дозвіл[13].
3. ↑  兵庫港並大坂に於て外国人居留地を定むる取極 Hyōgo-kō narabi Ōsaka ni oite gaikokujin kyoryūchi o sadamuru torikime
4. ↑  「日本政府において条約済の各国人兵庫に居留地を神戸町（神戸村）と生田川との間に取極め ...」 "Nihon seifu ni oite jōyakusumi no kakkokujin Hyōgo ni kyoryūchi o Kōbemachi (Kōbemura) to Ikutagawa to no aida ni torikime…"
5. ↑  В книзі Kōbe Shishi: Honpen Sōsetsu сказано, що "То був час, коли серед японців побутувала ненависть до чужоземців" (яп. 「外人嫌悪の思想、邦人に蔓延し居たりし当時」, "Gaikokujin ken'o no shisō, hōjin ni man'en shi itari shi tōji")[17].
6. ↑  На той час порт Хіого діяв як аванпорт міста Осака, і там йшла жвава торгівля.
7. ↑  Про підстави для такого рішення свідчить подія, що відбулася 4 лютого 1868 року, невдовзі після відкриття порту. Загін вояків провінції Бідзен, що рухався шляхом Сайґоку Кайдо[ja] в напрямку міста Нісіномія, перебуваючи перед храмом Санномія[ja] поблизу поселення, стріляв і поранив групу чужоземців (2-х осіб з ескорту британського посланника і двох французьких моряків), що намагалися перетнути його стрій. Цей так званий інцидент Кобе[ja] став першою справою для міжнародної дипломатії уряду Мейдзі[19].
8. ↑  На той час населення в околицях порту Хіого становило приблизно 20 тис. осіб[17], тоді як у селі Кобе - приблизно 3600.[20]
9. ↑  Шібата Такенака[ja], якого сьоґунат Едо призначив магістратом префектури Хіого, брав участь у створенні поселення чужоземців. Він розробляв проєкт обхідного шляху від шляху Сайґоку Кайдо, що мав обійти гору Рокко[ja] із півночі. Цим він хотів унеможливити зіткнення між японцями та чужоземцями, адже шлях Сайґоку Кайдо торкався північного кута поселення[24]. Відповідальним за будівництво призначили магістрата Осаки Сайто Рокудзо. Обхідний шлях відходив від Сайґоку Кайдо біля річки Ішія[ja] в повіті Убара[ja], пролягав через Сомадані, гору Мая[ja], села Хігашіобу, Айну, Шіракава, і знову сходився в Окурадані в Акаші[25]. Обхідний шлях завершили перед відкриттям порту, однак після відкриття уряд Мейдзі побудував свій обхідний шлях, а цей закрив. Частина першого обхідного шляху досі існує як гірська туристична стежка під назвою Шлях Токуґава[26].
10. ↑  「外国人と日本人との接触を極力回避しようとした幕府の配慮がうかがえる」 gaikokujin to nihonjin to no sesshoku o kyokuryoku kaihi shiyou to shita bakufu no hairyo ga ukagaeru
11. ↑  Від 10 вересня 1968-го до 2 лютого 1873 року, разом з просуванням будівництва, відбулося чотири такі аукціони[37][38]. Мінімальна резервна ціна[en] за оренду одного цубо землі в межах поселення становила два золоті рьо (2 єни), тоді як за межами поселення оренда цубо землі коштувала 12 сен[ja] і 5 рін[ja] (загалом 1/10 єни)[39]. На практиці землю купували і за більші ставки, ніж мінімальна резервна, наприклад, 11-ту ділянку, що виходила на головну вулицю Кьо-Мачі купила фірма Glover and Co.[en] за 8 єн і 2 сени[39]. Понад половину ділянок землі, 64, купили британці, 23 — німці, 15 — нідерландці, по 11 — американці та французи, одну — італієць. На ділянці, що залишилась, розмістився виконавчий комітет — виконавча гілка в місцевих органах самоврядування.[40][41]
12. ↑  Після балу в поселенні чужоземців, подібні заходи почали проводити і в інших місцях, наприклад, будівлі Ради префектури. Такі самі бали проводили і в Токіо, але вельможі регіону Кансай[ja], хоч і охоче приймали запрошення на бал, ніколи раніше бачили західних танців, тож дуже ніяковіли, коли їм доводилося танцювати. Основними відвідувачами цих балів були жителі поселення чужоземців і вельможі регіону Кансай. Як і ті бали, що відбувалися в токійській залі Рокумейкан[ja], вони стали символом модернізації регіону Кансай.[58]
13. ↑  Міжнародний комітет Кобе розпустили на час дій на Тихоокеанському театрі під час Другої світової війни. Скликаний знову після її закінчення під назвою Міжнародний комітет Кансай, він діяв в інтересах чужоземців, що перебували в цьому регіоні.[62]
14. ↑  В уряді циркулювала і пропозиція замінити безстрокову оренду на право власності, однак, як і раніше, перемогла думка не дозволяти чужоземцям володіти землею, і компромісу досягнути не вдалося.[61]
15. ↑  Від початку саме консульську юрисдикцію влада вважала причиною неможливості оподатковувати приміщення, розташовані на землі, що перебувала в безстроковій оренді. Позаяк з поверненням поселення Японії скасувалась і консульська юрисдикція, то тепер вже влада розсудила, що приміщення підлягають оподаткуванню.[65]
16. ↑  Згідно з Законом міста Кобе про міський пейзаж (яп. 神戸市都市景観条例) 1983 року, територія колишнього поселення чужоземців дістала статус місцини, що формує міський пейзаж (яп. 都市景観形成地域).[78]
17. ↑  У січні 1870 року орендарі поселення чужоземців провели збори, де обговорювали питання розширення самоврядування. За їх підсумками вони ухвалили резолюцію про намір збирати додаткові податки окрім тих, що вже були передбачені Домовленістю про створення чужоземних поселень у портах Хіого та Осака (на землю та поліційним), щоб покривати експлуатаційні витрати; а також про намір впроваджувати і виконувати власні правові акти з метою боротьби проти незаконних будівництва та підприємницької діяльності в поселенні. Затим орендарі надіслали посланникам своїх країн листа, в якому розкрили зміст резолюції. Майже всі посланники обминули листа мовчанкою. Відповів лише представник Німеччини. Він висловився проти резолюцій на тій підставі, що, на його думку, наявних податків уже було досить, щоб сяк-так підтримувати інфраструктуру, а право на ухвалення та виконання власних правових актів могло б суперечити консульській юрисдикції. Отож, зміст резолюції ніяк не відбився на самоуправлінні поселення.[80][81]
18. ↑  1886 року в поселенні відбулися слідство та попередні слухання щодо Нормантонського інциденту (див. нижче). Жителі околиць поселення теж бувало потрапляли в проблемні ситуації, пов'язані з орендарями поселення, і самі ставали об'єктом застосування консульської юрисдикції.[87]
19. ↑  Проте, не всі схвалювали виразного західного впливу на обриси поселення. Російський філософ Рафаель фон Кебер казав про нього, що "усюди очевидне мавпування європейських і американських неповноцінності та несмаку"[99], а британський письменник Редьярд Кіплінг назвав його "грубим американським містечком"[100].
20. ↑  З півночі на південь пролягали такі дороги (якщо рахувати з заходу на схід): Нішімачі, Акашімачі, Харамамачі, Нанівамачі, Кьомачі, Едомачі, Ітомачі та Хіґашімачі. Зі сходу на захід пролягали (якщо рахувати з півночі на південь): Урамачі, Кітамачі, Накамачі, Маемачі та Кайґан-дорі (набережна). Суміжні з дорогами ділянки землі називали так само, як і дороги, але офіційно такі назви почали вживати лише після повернення поселення Японії[101].
21. ↑  Коли 1975 року місто прокладало нові дренажні труби для зливу дощових вод, було знайдено цегляні дренажні труби в районі колишнього поселення навколо Акашімачі та Ітомачі. Виявилося, що ці труби функціювали понад 100 років[105].
22. ↑  Поза межами поселення чужоземців газ почали проводити лише 1901 року[107][108].
23. ↑  Кондер навчав студентів, що закінчили коледж від  1879-го до 1886 року[119].
24. ↑  兵庫港並大坂に於て外国人居留地を定むる取極 Hyōgo-kō narabi Ōsaka ni oite gaikokujin kyoryūchi o sadamuru torikime
25. ↑  Існують записи, що засвідчують виробництво і продаж Рамуне в Нагасакі навіть перед відкриттям порту Хіого, але на той час він ще не набув такого поширення[163].
26. ↑  「ガスを含有した飲料で感染が防げる」 "gasu o ganyū shita inryō de kansen ga fusegeru"
27. ↑  「払い底になった」 haraisoko ni natta
28. 1 2  Парк Нішімачі заклали 1871 року поза межами поселення чужоземців на місці колишнього цвинтаря села Кобе і віддали в оренду чужоземцям. Його ще називали Парк Чужоземців (яп. 外国人公園, Gaikokujin Kōen). Джон Вільям Гарт, який брав участь у планування поселення, позначив його на своєму плані 1870 року як «PUBLIC GARDEN». Після повернення поселення Японії його перейменували на Парк Маемачі, а 1903 року закрили.(Doi 2007, pp. 48–49, Yamashita 1998, p. 62)
29. ↑  Після завершення будівництва Парку Юенчі, 1877 року спортивна зала переїхала туди[205]. 1927 року побудовано нове приміщення переміщеної спортивної зали[206]. Споруда згоріла 1945 року під час бомбардувань Кобе[207].
30. ↑  Згідно з планом поселення Джона Вільяма Гарта від липня 1870 року на східному березі річки Ікута "мав розміститися майданчик для відпочинку". Згодом резиденти посилалися на цей план як на підставу вимагати створення спортивного майданчика[215].
31. ↑  Зазнав руйнації під час бомбардувань 1945 року. Відбудований 1998 року за адресою Шітаямате-дорі, 2.[246]
32. ↑  Тепер це вулиця Шітаямате-дорі[ja], 2, в районі Чюо[ja]
33. 1 2 3  В зоні змішаного проживання.
34. 1 2 3  1 квітня 2009 року Коледж Сейва об'єднався з Університетом Коледжу Кансей.[309]
35. ↑  Цвинтар в Онохама Шінден був розташований на лівому березі[320] річки Ікута поблизу її старого гирла[321], в пісочному ґрунті, утвореному наносами[321][322]. Ями для могил залягали доволі мілко, бо інакше туди просочувалася б вода, а це робило їх уразливими перед повенями.[321][323]
36. ↑  У північно-східній частині поселення постали підприємства, якими керували чужоземні торговці, а на західному узбережжі моря з'явилися банки та крамниці, що належали японцям. Житлові райони виникли і там, і там.[56]
37. ↑  「開港によって軍艦や商船が渡来し、水夫その他の軽輩のものが出入りするので遊女屋がなくては不取締である」 "kaikō ni yotte gunkan ya shōsen ga torai shi, suifu sono hoka no keihai no mono ga deiri suru no de yūjoya ga nakute wa futorishimari de aru"
38. 1 2  Тільки житлова площа.
39. ↑  Сума площ двох поселень: Каннай і Ямате.
40. ↑  Сума площ восьми поселень: Оура, Кудамацу (яп. 下松, Kudamatsu), Умеґасакі, Деджіма, Шінчі, Хіробаба, Хіґашіямате та Мінаміямате.